# Scuola Grande dei Carmini
La Scuola Grande dei Carmini è un palazzo di Venezia, ubicato nel sestiere di Dorsoduro, nella Calle della Scuola che collega il Campo Santa Margherita ed il Campo dei Carmini. È la sede dell'omonima scuola di devozione e di carità, più precisamente Scuola Grande Arciconfraternita di Santa Maria del Carmelo.

## Storia

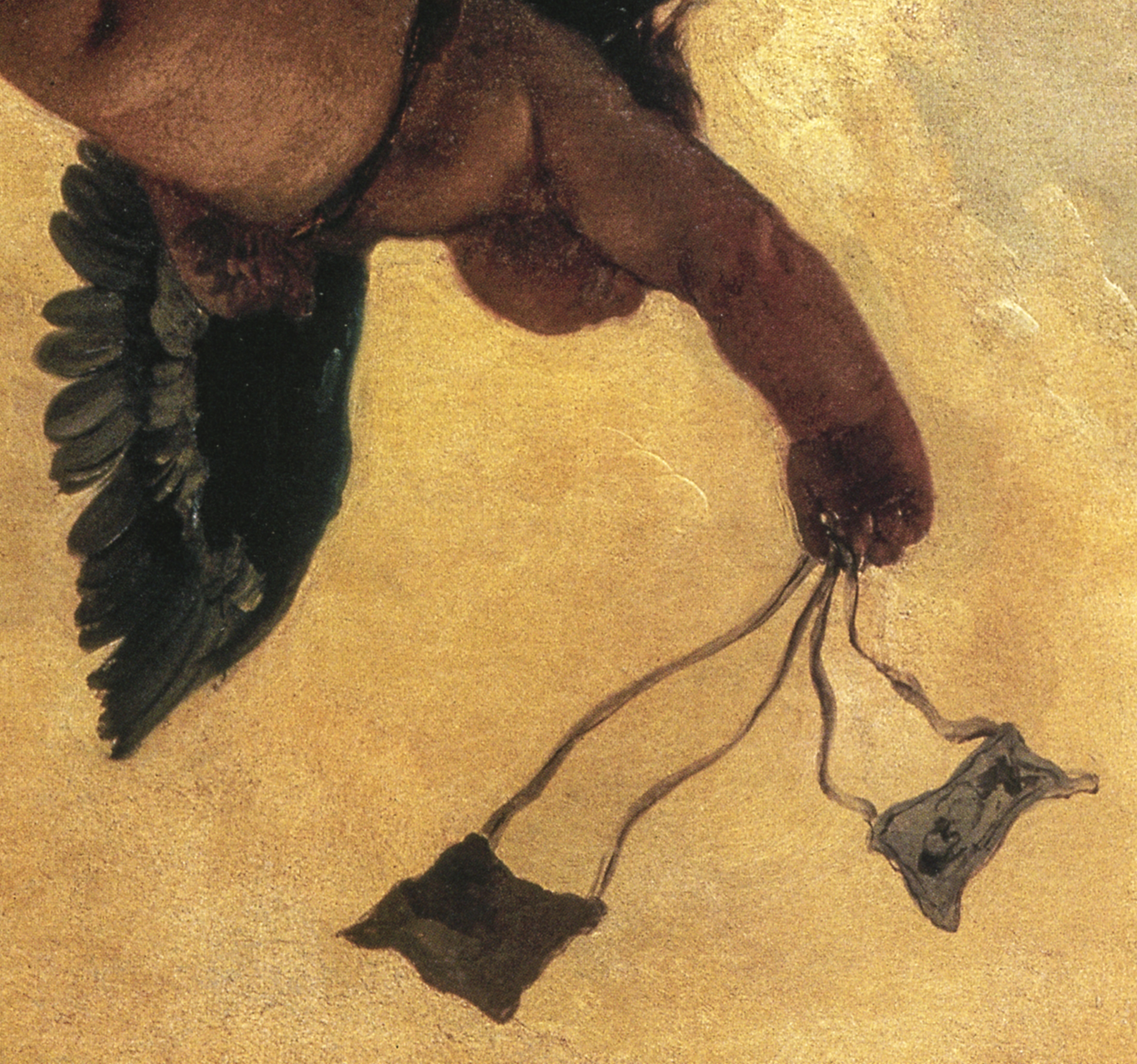
Un angioletto porge uno scapolare nella tipica fattura di quelli indossati dai laici devoti, dettaglio dal telero di Giambattista Tiepolo Un angelo reca un mazzo di gigli ed un putto offre lo scapolare (1743), soffitto della Sala Capitolare della Scuola Grande dei Carmini.

Fondata nel 1594 durante il patriarcato veneziano di Lorenzo Priuli ed il dogado di Pasquale Cicogna, e riconosciuta ufficialmente sotto il titolo di Scuola del Santissimo Abito della Madonna Carmelitana nel 1597, fu, solo nel 1767, l'ultima scuola ad essere stata riconosciuta "Grande" dal Consiglio dei Dieci.
La nascita della scuola è probabilmente dovuta alla presenza in quei luoghi, vicino al convento dei Carmelitani, di una comunità di donne, attestata già nel trecento, chiamata Scuola di Santa Maria del Monte Carmelo o Pinzochere dei Carmini. Veniva anche chiamata più popolarmente Fraternita dell'Abitino in quanto l'attività del gruppo era la confezione degli scapolari. Non sono note notizie più precise, eccetto il fatto che si riunivano prima nella nuova chiesa di Santa Maria del Carmelo, almeno dal 1348, e dal 1498 in una casa detta Ospizio della Madonna della Speranza. Inoltre ebbero, nei primi del Cinquecento, l'autorizzazione papale ad utilizzare l'altare della Visitazione di Maria Vergine (noto anche come di S. Maria Elisabetta), il terzo nella navata destra della stessa chiesa, per le proprie funzioni religiose. Ne resta traccia nella Mariegola della nuova Scuola che, a differenza delle altre più antiche Scuole veneziane, ammetteva esplicitamente le donne tra i membri della confraternita. Nell'antico documento si leggeva già nella prima riga «[…] Confraternita di filli e sorelle sotto il nome dell'abito della gloriosissima Vergine […]», concetto ripreso più avanti citando in un augurio e preghiera «[…] li n[ost]ri fratelli et sorelle […]».
La Scuola aveva come scopo le opere caritatevoli, come l'assistenza ai poveri ed agli ammalati o il "maritar donzele" con la dovuta dote, oltre ai fini di solidarietà tra i membri (una cosa oggi assimilabile alle assicurazioni). Il sostentamento della scuola era basato sulla rendita del crescente patrimonio immobiliare, sulle elemosine ed i lasciti testamentari, che dovevano essere cospicui se la momento del riconoscimento a Scuola Grande la confraternita poteva vantare un patrimonio di 230.000 ducati. E d'altra parte insorse, intorno al 1630, un contenzioso con i frati del convento risolto presso gli Avogadori de Comun con l'impegno della Scuola al versamento al convento di 50 ducati annui ed a limitare il numero dei cercanti (gli incaricati a sollecitare e raccogliere elemosine e lasciti) a tre per Venezia, uno per le isole della Laguna ed un altro per la chiesa.
I confratelli della Scuola erano tutti laici, artigiani e commercianti ma anche salariati e perfino poveri sebbene per divenire confratelli si dovesse pagare una tassa proporzionale alle proprie disponibilità, ma comunque a propria discrezione e con evidenti effetti nel venire a far parte della cerchia dei "maggiorenti", ed almeno una lira all'anno. Tuttavia i frati del convento operarono una notevole ingerenza nelle attività della scuola (a partire dalla scelta del primo Guardian Grande Bernardino Suardi) che, al contrario del sostanziale consenso espresso all'approvazione della regola nel 1597, nel 1625 fu decisamente censurata dal Consiglio dei Dieci, ribadendo che leggi veneziane impedivano che il Clero potesse partecipare alle decisioni delle Scuole, in special modo per quanto riguardava le acquisizioni immobiliari, ed arrivando ad annullare l'elezione a Guardian Grande di Vincenzo Suardi, parente del primo.
La scuola aveva inizialmente sede presso l'altare della Visitazione (quello già delle Pinzocchere) nella chiesa dei Carmini che immediatamente ricostruirono, originariamente in legno, e ornarono con la pala della Vergine in Gloria che consegna lo Scapolare a San Simone Stock dipinta e donata dal veronesiano Pace Pace, confratello della scuola e di cui fu anche Guardian Grande nel 1618.
Nel 1599 poterono affittare uno spazio nell'adiacente complesso conventuale dei Carmini che in poco tempo risultò insufficiente alle necessità della Scuola. Nel 1625, con il parere positivo dei Savi alle Decime, a cui si impegnavano al pagamento delle imposte, e l'approvazione del Consiglio dei Dieci, poterono acquistare all'incanto per 3500 ducati gli spazi per costruire la propria sede, una parte dell'eredità del nobiluomo Guoro. Si trattava di piccoli edifici fatiscenti che interessavano una parte a forma di "L" dell'attuale pianta rettangolare: la porzione all'angolo sinistro della facciata era occupato dal piccolo edificio della Farmacia alle tre frecce, col negozio al piano terra e l'abitazione dello speziale al primo piano. 
Nel 1627, su progetto dell'architetto Francesco Caustello, iniziò la costruzione, rallentata leggermente da un conflitto giudiziario per questioni di vicinato con il N.H. Civran erede del Guoro, contenzioso risolto definitivamente nel 1636 con l'acquisto delle vicine proprietà del Civran per 8.000 ducati. Ben più grave e tragica fu la sospensione dei lavori a causa della peste del 1630, che poterono riprendere soltanto a fine anno. L'edificio, completo della cappella e delle sovrastanti sale capitolari e dell'archivio, fu inaugurato nell'ottobre 1638. Sul soffitto della Sala del Capitolo era già stata installata la grande tela dell'Assunzione della Vergine di Alessandro Varotari, spostata nel settecento nella Sala dell'Albergo, ed i pavimenti di marmo policromo erano stati finiti.
Nel 1668 si presentò l'occasione di acquistare la Farmacia alle tre frecce, e nello stesso anno pervenne anche il cospicuo lascito del N.H. Barbaro Badoer che avrebbe consentito un più agevole prosieguo dei lavori. I lavori ebbero inizio l'anno successivo, questa volta sotto la direzione di Baldassare Longhena, ed ebbero fine nel 1670. In cosa sia consistito l'intervento dell'allora settantenne Longhena non è chiarissimo: se sia limitato a raccordare nell'esterno l'esistente con il nuovo o se abbia operato modifiche progettuali sostanziali. L'unica ideazione certa è quella dello scalone monumentale con i suoi grandi portali verso la cappella ed il capitolo, sebbene per l'esecuzione si faccia il nome di Antonio Gaspari, allievo e collaboratore del Longhena.
Alla fine del Seicento la Scuola era completamente agibile, ma oltre agli altari marmorei ed il soffitto dalla Sala Capitolare concluso nel 1674 con gli stucchi, che verranno poi demoliti, era piuttosto povera di arredi e particolarmente di dipinti che invece decoravano fittamente le altre Scuole. I confratelli, consci che la prima missione era la carità, svolsero i primi lavori in economia, affidandosi a pittori meno noti ed alcuni a tutt'oggi sconosciuti: è il caso per esempio dei due dipinti di Amedeo Enz nella sala Capitolare. Ai primi del Settecento si risolsero a chiedere l'autorizzazione agli Avogadori de Comun di poter mettere a bilancio la realizzazione di nuove pitture e decorazioni. Gli Avogadori, dopo un sopralluogo, concordarono con la necessità ed autorizzarono le spese. Iniziò così un vasto programma iconografico che vide prima il completamento nel 1703-4 dei dipinti alle pareti delle sale del Capitolo e dell'Albergo, e poi con un ritmo relativamente più serrato la realizzazione della pala della cappella e degli stucchi dello scalone (1728-1729), i dipinti di Nicolò e Giovanni Bambini sulle pareti della cappella (1733-1739), il rifacimento del soffitto della Sala Capitolare ad opera di Tiepolo (1640-1649), per finire con l'intero ciclo progettato dallo Zompini per la Sala dell'Archivio e per il soffitto della Sala dell'Albergo (1748-1753).
A seguito dei decreti napoleonici, la scuola fu soppressa una prima volta nel 1806 ma venne immediatamente ricostituita con l’autorizzazione del Dipartimento dell’Adriatico. Nel 1807 fu definitivamente soppressa ed suoi beni immobili passarono al demanio dello Stato, mentre il tesoro si occupò di confiscare 14 casse di preziosi vari destinati ad essere fusi e trasformati in moneta. Tuttavia in una lettera del Prefetto dell’Adriatico al parroco si ribadiva da una parte il divieto a costituirsi in società, dall'altra il fatto che «non osta che particolari divoti in dipendenza del Parroco intervengano a pie pratiche ed a funzioni religiose per impulso di zelo spontaneo»; la Scuola quindi poté sopravvivere, dal punto di vista legale, in modo illegittimo. Con l’occupazione austriaca le maglie furono meno strette e nel 1840 il Patriarca Monico trasmise al governo austriaco la richiesta dei confratelli per costituirsi in Arciconfraternita. Nel 1853, dopo l’approvazione dell’Imperatore, fu ufficialmente ricostituita e posta sotto il controllo della Chiesa piuttosto che del governo civile. Durante il successivo governo italiano l’Arciconfraternita continuò ad essere riconosciuta e classificata come Ipab nel 1921, per seguire poi tutti gli aggiornamenti legislativi repubblicani. Nel 1938 il Patriarca Piazza riconsacrò l’edificio della Scuola tornandolo ufficialmente adibito al culto.
La Scuola continua la sua attività ancora oggi, essendo sede di iniziative culturali, oltre che sede museale di rilievo.

## Descrizione

### Esterni
La facciata della Scuola Grande dei Carmini, in stile barocco, è rivolta a sud e dà sul lembo sud-occidentale di Campo Santa Margherita, mentre l'unico altro lato non coperto ad altri edifici è rivolto ad ovest, parallelo alla navata sinistra della chiesa dei Carmini e visibile da Campo dei Carmini.
Il candore delle due facciate si deve alla loro superficie in pietra d'Istria e si oppone al nero delle fitte inferriate in ferro battuto, che chiudono ogni finestra dell'edificio.

#### Facciata sud

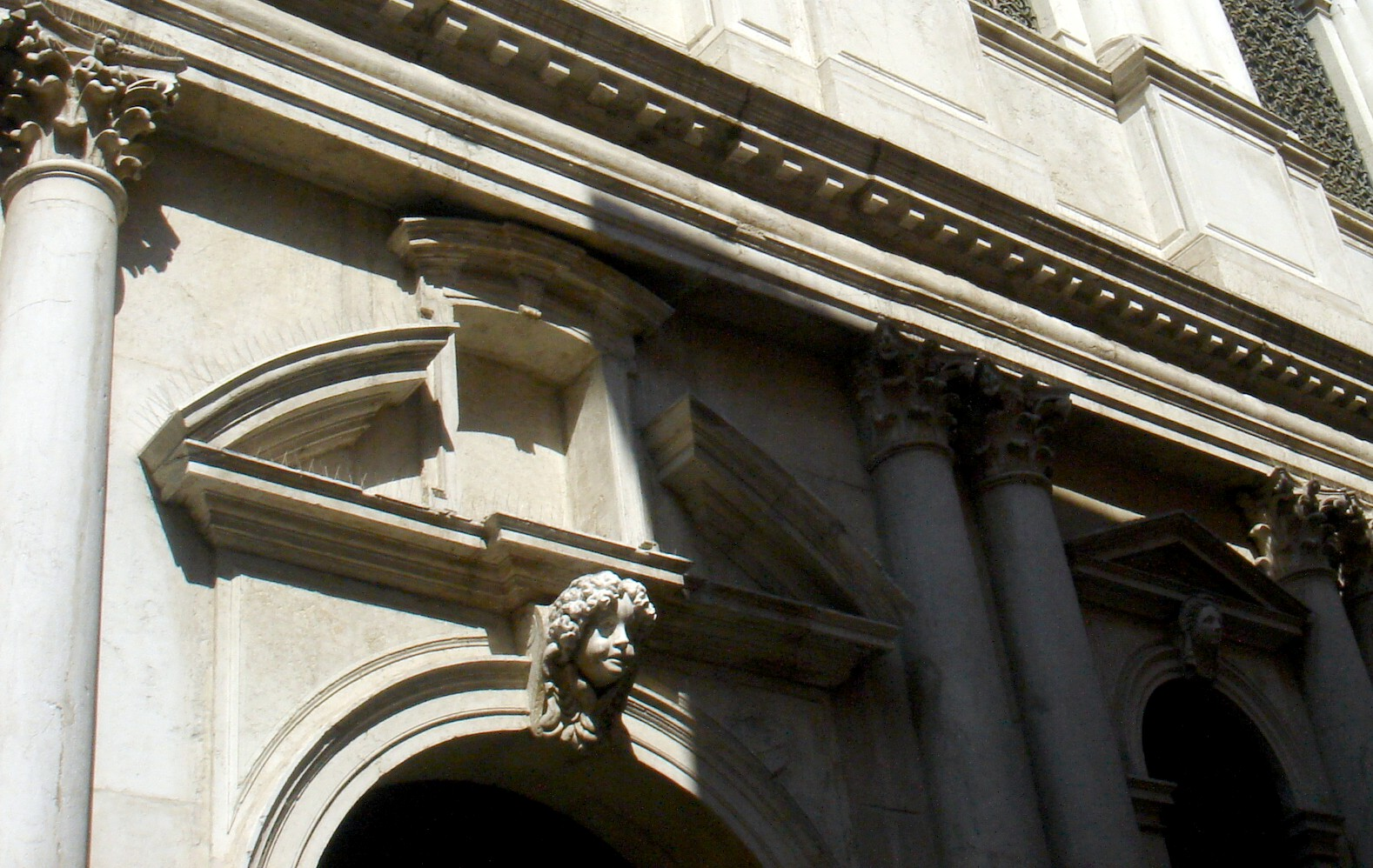
Particolare della facciata sud con le decorazioni del portale sinistro

La monumentale facciata principale si sviluppa su due livelli chiusi da cospicui cornicioni e pentapartita da lisce semicolonne corinzie binate impostate su alti basamenti specchiati. La partizione a cinque segue l'obiettivo di ricostruire un'unità simmetrica alla facciata e non ha un'esatta corrispondenza con la struttura interna. Le tre aperture nei due piani a destra corrispondono alla cappella e alla sala capitolare già finite nel 1638, le due di sinistra sono dovute ad un'aggiunta seguita all'acquisizione nel 1667 dell'edificio della Farmacia alle tre frecce che occupava tutto l'angolo sinistro. Quest'ultima realizzazione, a differenza della porzione precedente, è divisa internamente in tre piani ed internamente le grandi finestre sono parzialmente cieche. Al piano terra, elevati da tre gradini, si aprono i due portali ad arco con mascherone angelico in chiave, sormontati da timpani centinati spezzati da una nicchia vuota. Ad essi sono interposte le tre finestre sempre ad arco, con mascheroni femminili in chiave, sormontate da un timpano triangolare. Il piano superiore riprende la medesima struttura ripetendo la cadenza delle aperture, solo quelle corrispondenti ai portali sono più ampie e l'arco si inserisce nel timpano centinato spezzato sull'architrave.

#### Facciata ovest
La facciata laterale, leggermente più bassa della principale, si sviluppa su tre livelli, corrispondenti alla divisione interna. È raccordata alla facciata principale da un semplice costolatura lisci sull'angolo. Al piano terra, con paramento a bugnato liscio, si aprono due portali ad arco con mascherone angelico e circondati da semipilastri ionici specchiati che reggono il timpano, a questi si affiancano quattro finestrelle quadrangolari tagliate direttamente nel bugnato e chiuse in alto da una piattabanda digradante verso il centro della foratura. Il primo piano è caratterizzato invece da una serie di otto finestre centinate interrotta in corrispondenza dei portali, da false nicchie con catino a conchiglia e mascherone femminile coperte infine da un timpano centinato e spezzato sull'architrave. Al secondo piano, in stretta corrispondenza al sottostante, si apre una serie ininterrotta di dieci finestre centinate e intervallate da semipilastri corinzi.

### Interni
Internamente la Scuola dei Carmini conserva negli ambienti della loro originaria collocazione opere d'arte, arredi e decorazioni di inestimabile valore artistico. Opere tipiche della tradizione delle scuole veneziane, per lo più spogliate al tempo degli editti napoleonici.

#### Cappella di Santa Maria del Carmelo e Sacrestia[24]
Alla destra del piano terreno, si trova un'ampia cappella, in stile barocco, ad unica navata e coperta da una fitta travatura lignea, dedicata a Santa Maria del Carmelo, protettrice della confraternita.
Dentro una breve nicchia aperta da un cospicuo arco trionfale sta l'altare maggiore, nella sovrastruttura chiusa da un timpano centinato e spezzato sull'architrave è posta la pala della Madonna del Carmelo opera di Sante Piatti (1728). AI lati dell'altare i due grandi busti settecenteschi in legno scolpito e dipinto finto marmo di San Simone Stock e della Vergine, attribuiti a Giacomo Piazzetta. Il resto della sala, dove le cornici marmoree delle porte e delle finestre lasciano spazio, è interamente decorata con dipinti a grisaille di Niccolò Bambini, aiutato dal figlio Giovanni, prevalentemente dedicati al culto mariano ed eseguiti tra il 1733 ed il 1739: in controfacciata l'Annunciazione divisa in due comparti ai lati della porta sopra cui sta un Padre Eterno; sulla parete destra l'Assunzione della Vergine e il Riposo in Egitto; sulla parete sinistra la Circoncisione di Gesù seguita dalle tre allegorie delle virtù teologali, prima la Fede poi, stretta sopra i portali dello scalone, la Speranza ed infine la Carità; gli altri spazi minimi, come le strette fasce verticali tra le finestre e l'altare o gli angoli, sono coperti da putti e glorie di angeli e sopra ogni finestra sta un cherubino.
Dal fondo a sinistra della cappella, attraverso un corridoio di servizio si accede alla sagrestia, un piccolo ambiente coperto da una volta a botte finemente lavorata a stucchi e impreziosito dagli originali arredi in legno.

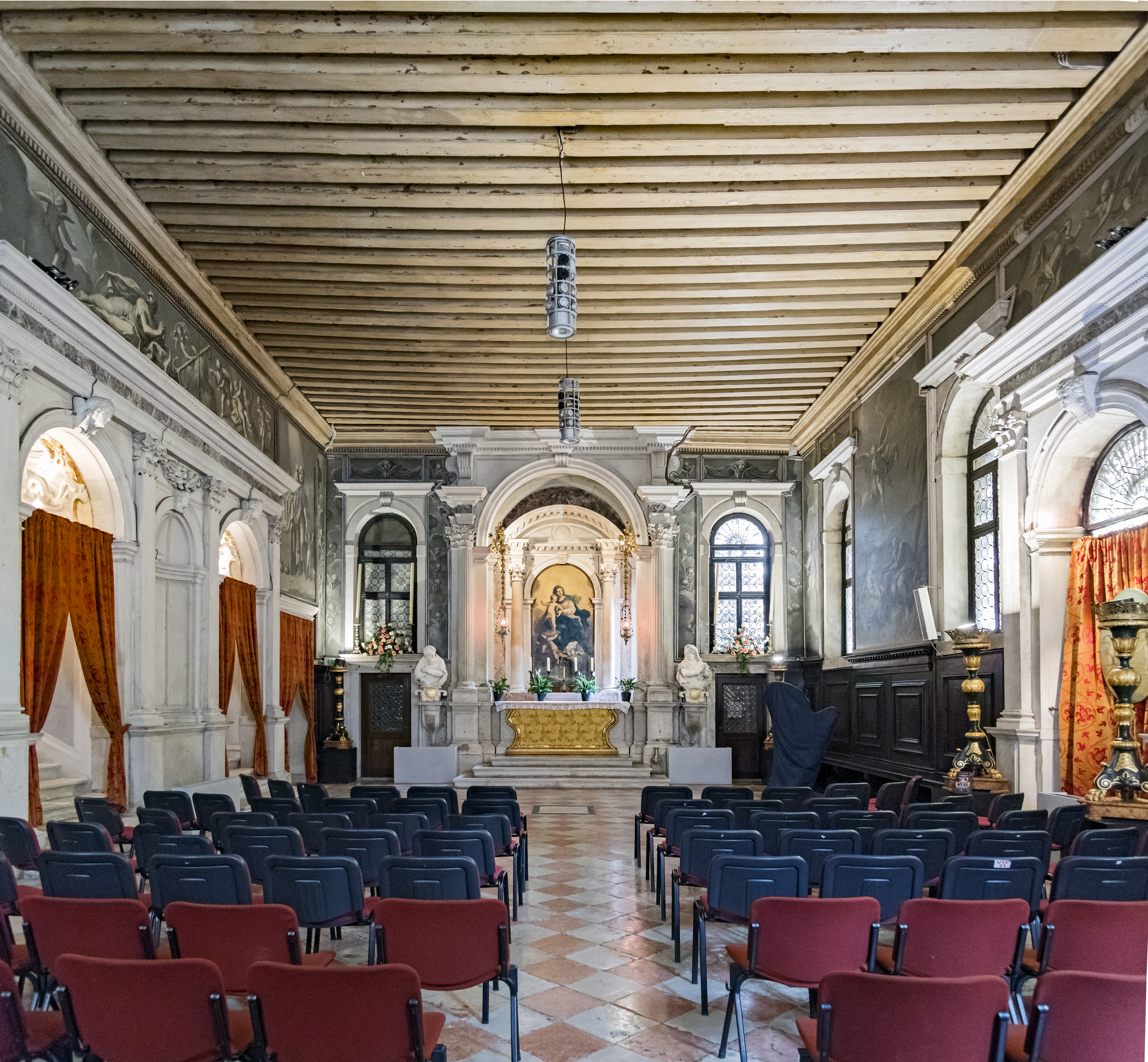
La capelle di Santa Maria del Carmelo
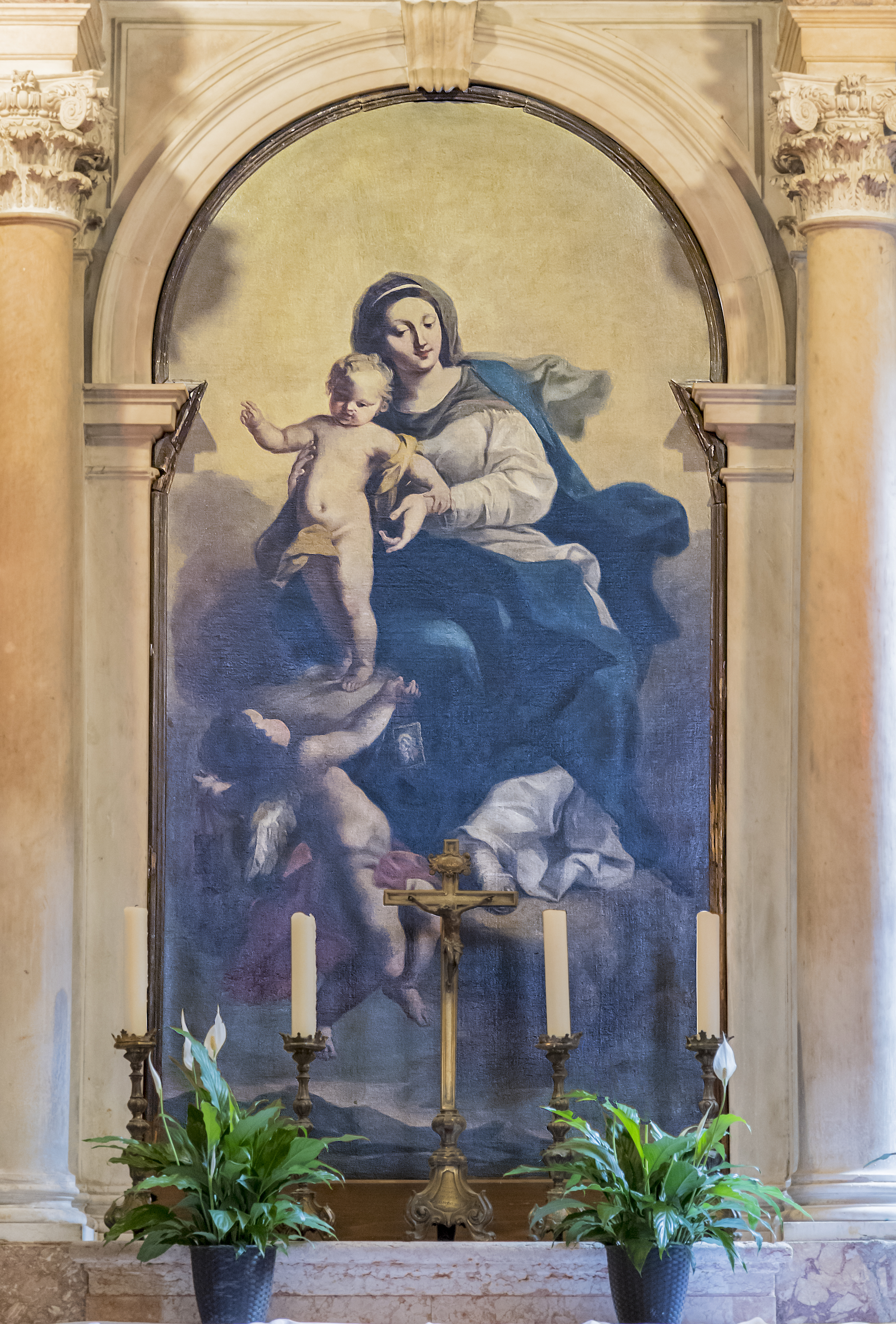
Madonna del Carmine di Sante Piatti
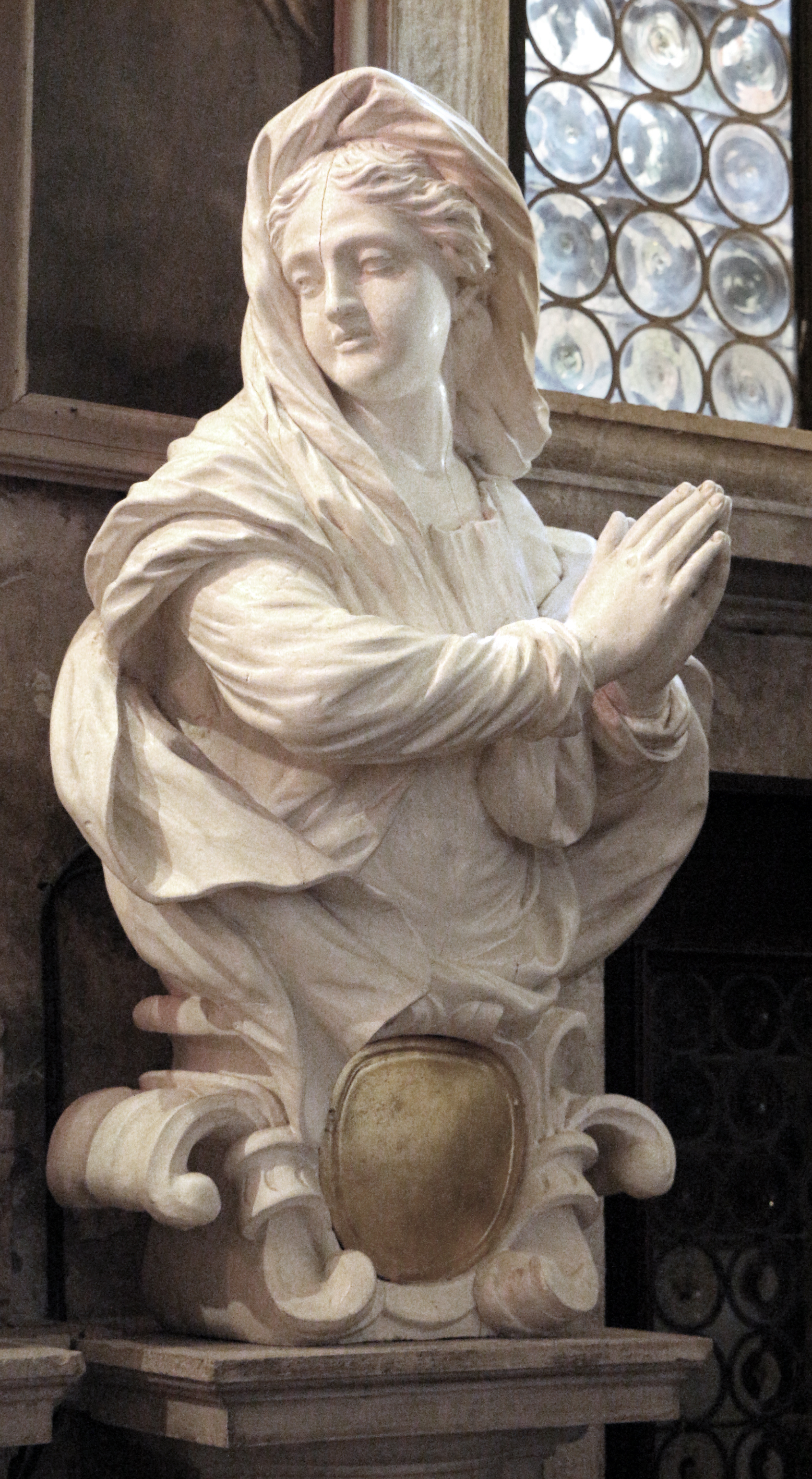
La Vergine di Giacomo Piazzetta
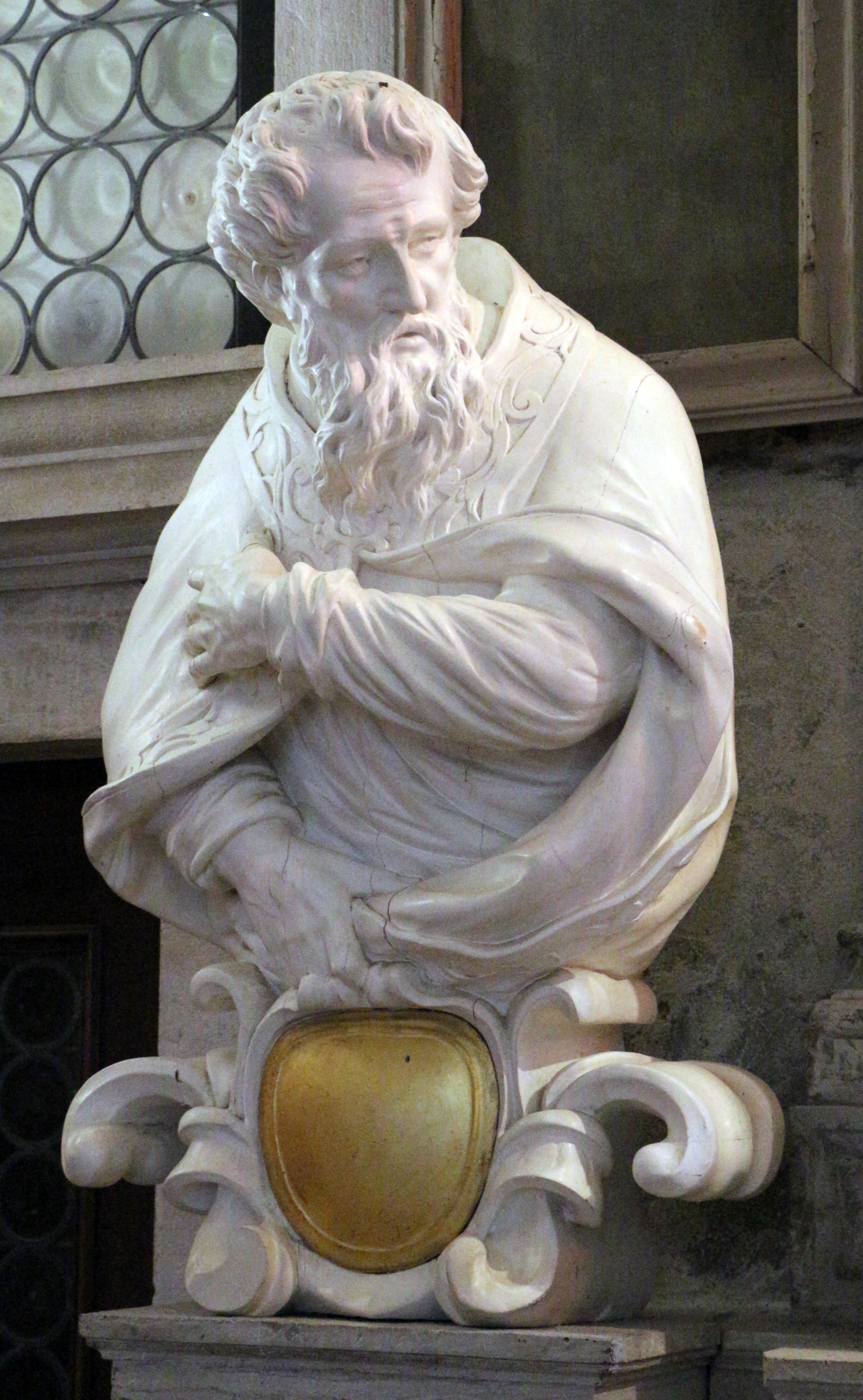
San Simone Stock di Giacomo Piazzetta
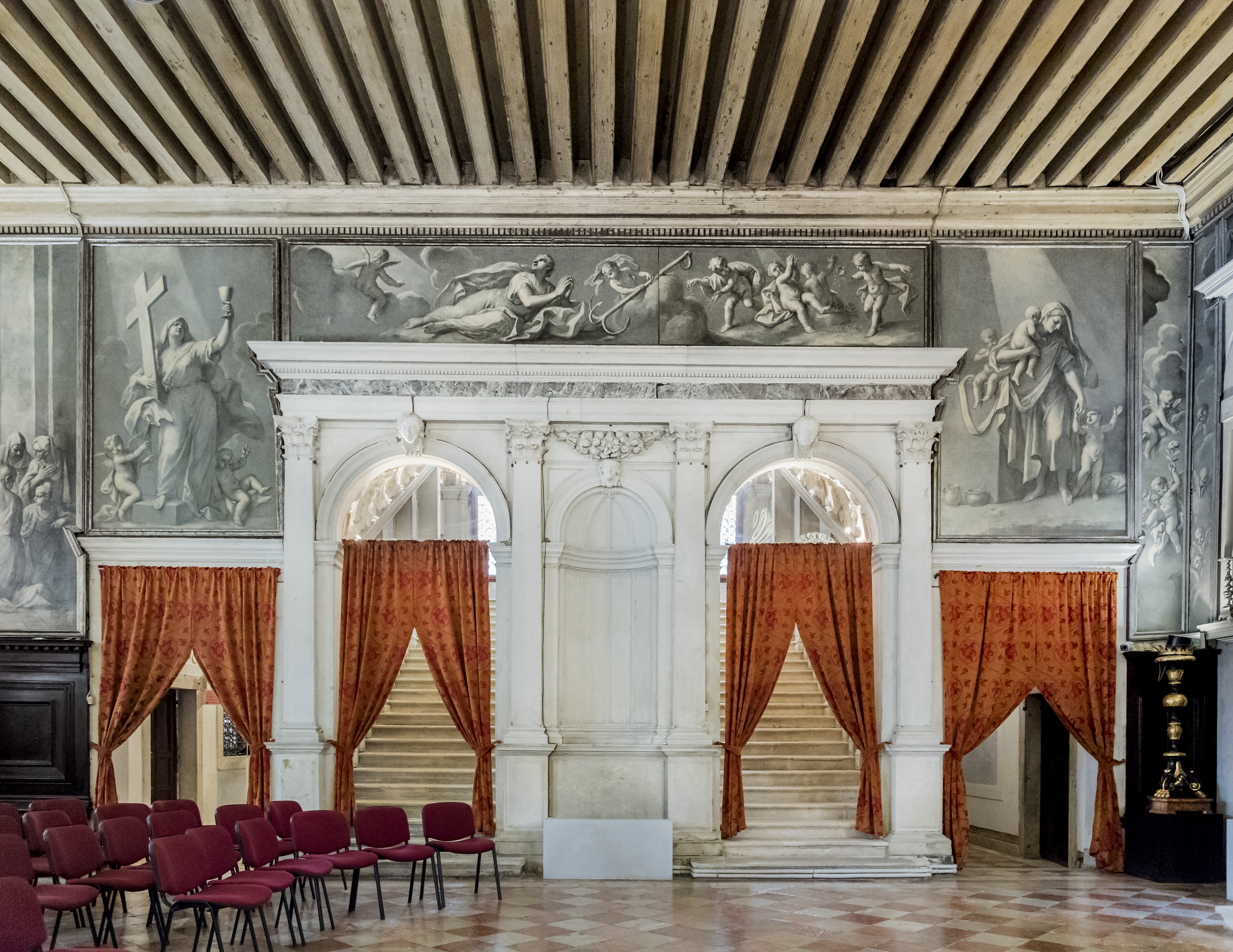
L'accesso allo scalone

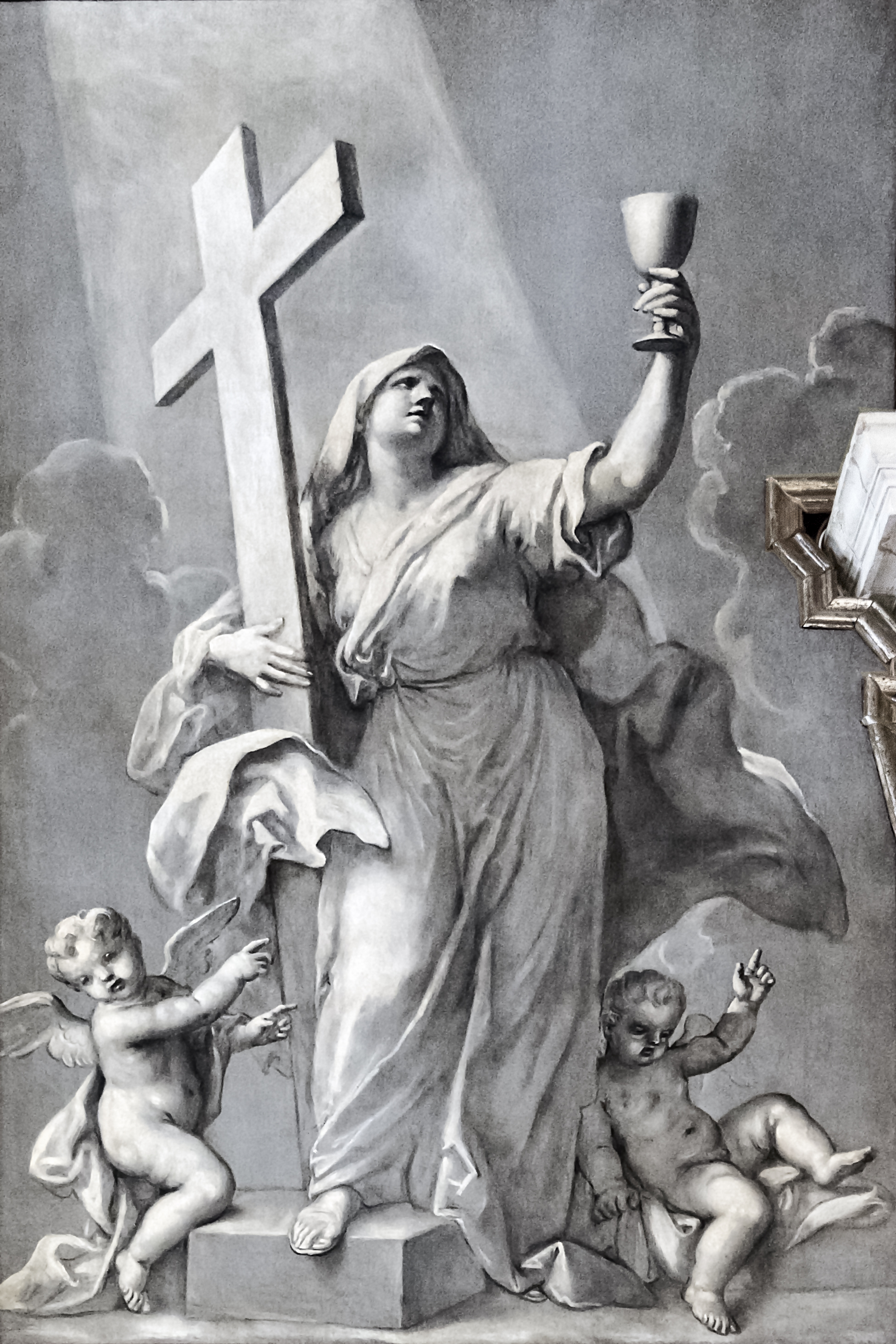
Fede di Niccolò Bambini
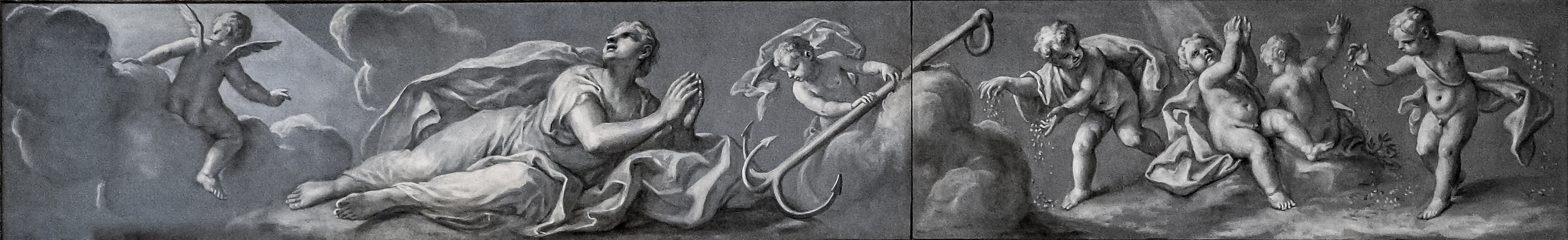
Speranza di Niccolò Bambini
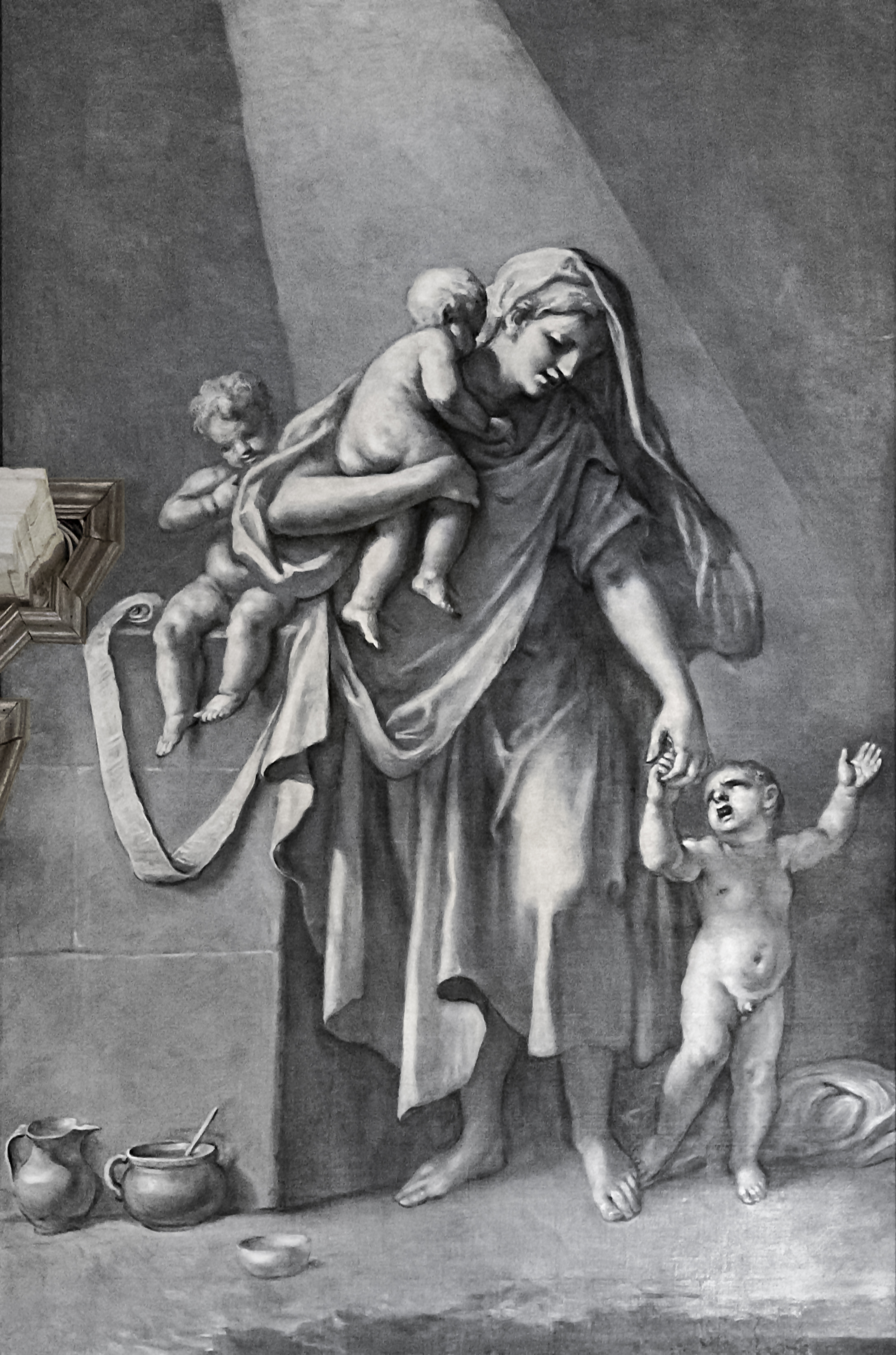
Carità di Niccolò Bambini

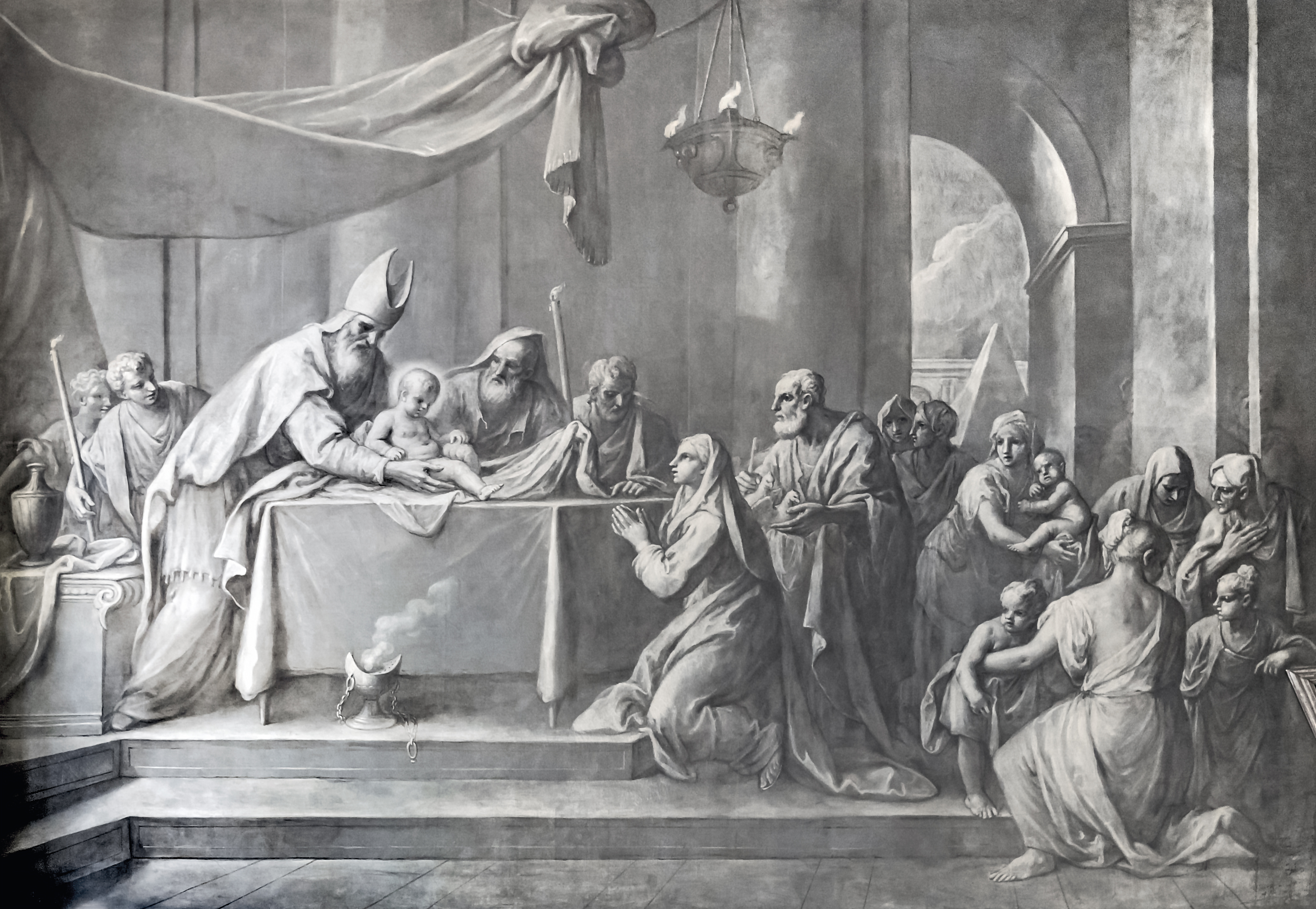
Circoncisione di Gesù di Niccolò Bambini
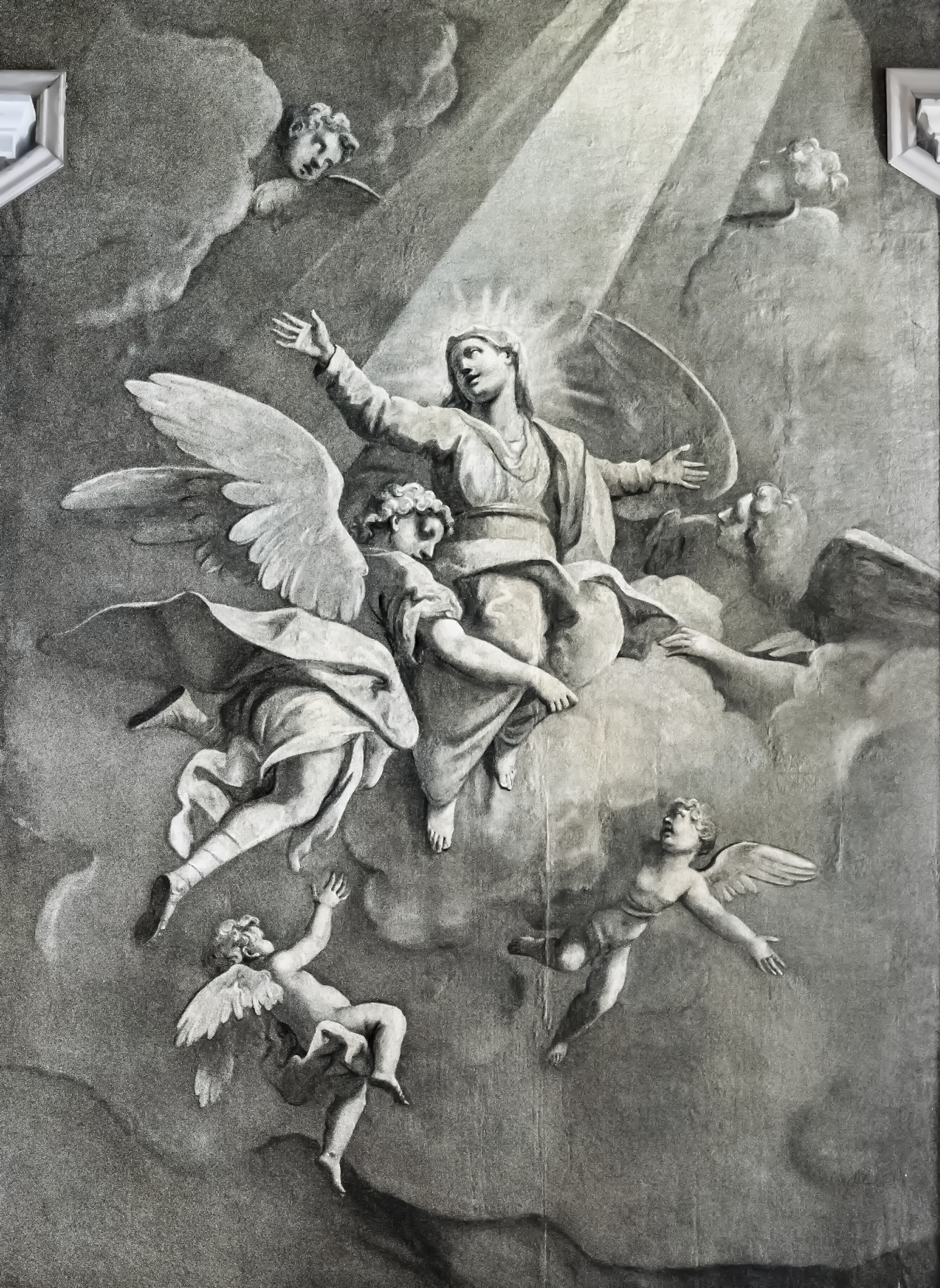
Assunzione della Vergine di Niccolò Bambini
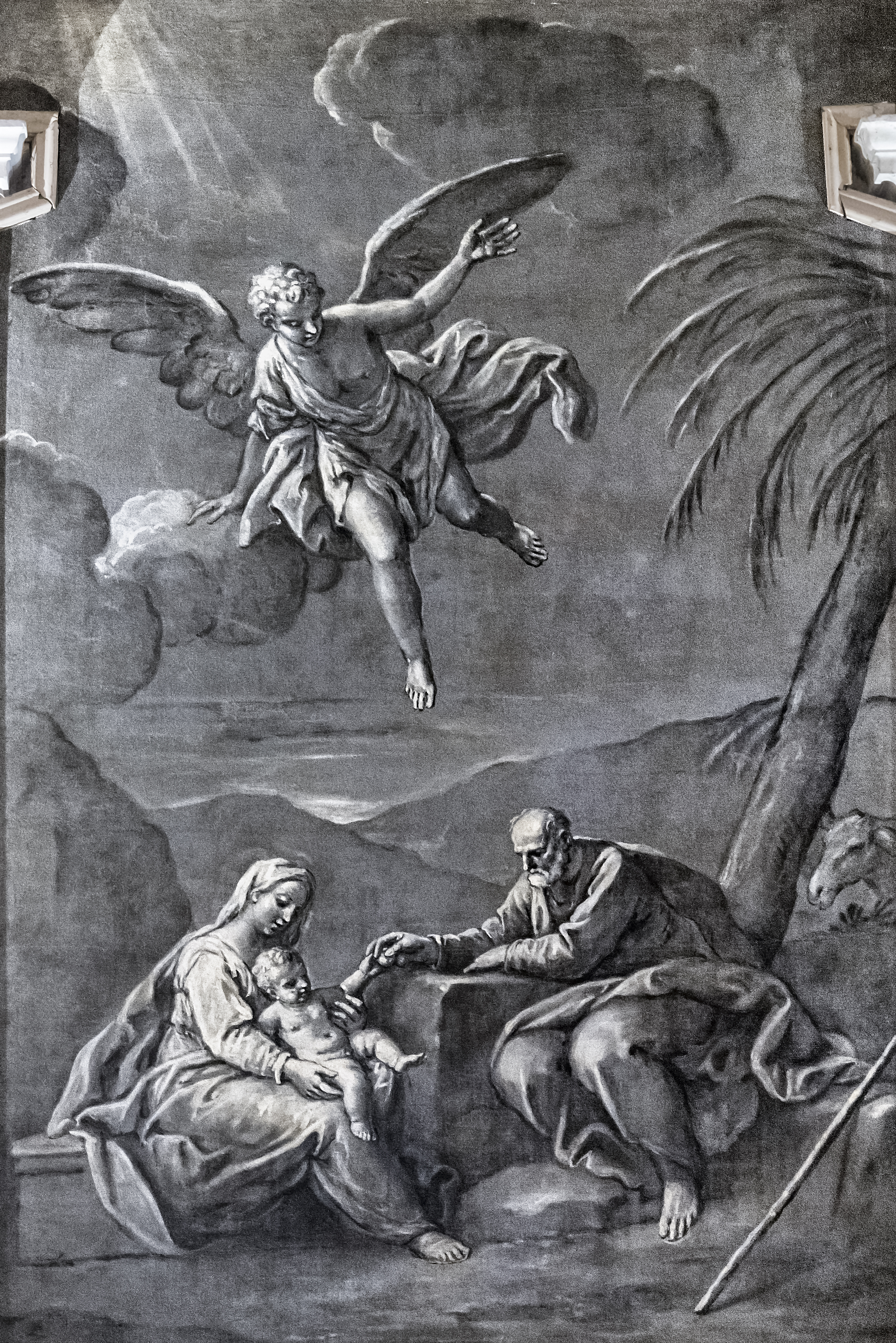
Riposo in Egitto di Niccolò Bambini

#### Scalone e corridoio[26]
Sulla parete sinistra della cappella si erge l'armonica composizione marmorea dei portali verso lo scalone ed i corridoi che conducono alle porte verso la chiesa ed il campo dei Carmini. Al centro, dentro una struttura tripartita da quattro lesene corinzie e limitata dalla trabeazione, sono le due grandi aperture di accesso allo scalone monumentale, ad arco con mascherone femminile in chiave. Li divide una falsa nicchia chiusa anche questa nella chiave d'arco da una maschera femminile e sormontata da una ricca ghirlanda. Ai lati della struttura centrale sono le due aperture verso i corridoi, più basse, trabeate, correlate dalla corrispondenza della trabeazione alle alette degli archi centrali Lo scalone corre prima in due rampe parallele, aperte e balaustrate simmetricamente nei fianchi verso i corridoi, e dopo il mezzanino su unica rampa. Fu realizzato da Antonio Gaspari certamente su concezione del suo maestro Baldassarre Longhena. I pregevoli stucchi bianchi e dorati (1728-29) che decorano le volte a botte delle rampe e del corridoio al mezzanino con putti, maschere femminili o mostruose, sirene, aquile e motivi vegetali, sono opera del luganese Alvise Bossi, attivo a Venezia nei primi decenni del settecento. Nell'ultima rampa gli stucchi si fanno più raffinati e rarefatti ed i tre medaglioni sono completati dalle tre Virtù teologali, affrescate da Sante Piatti (1733).

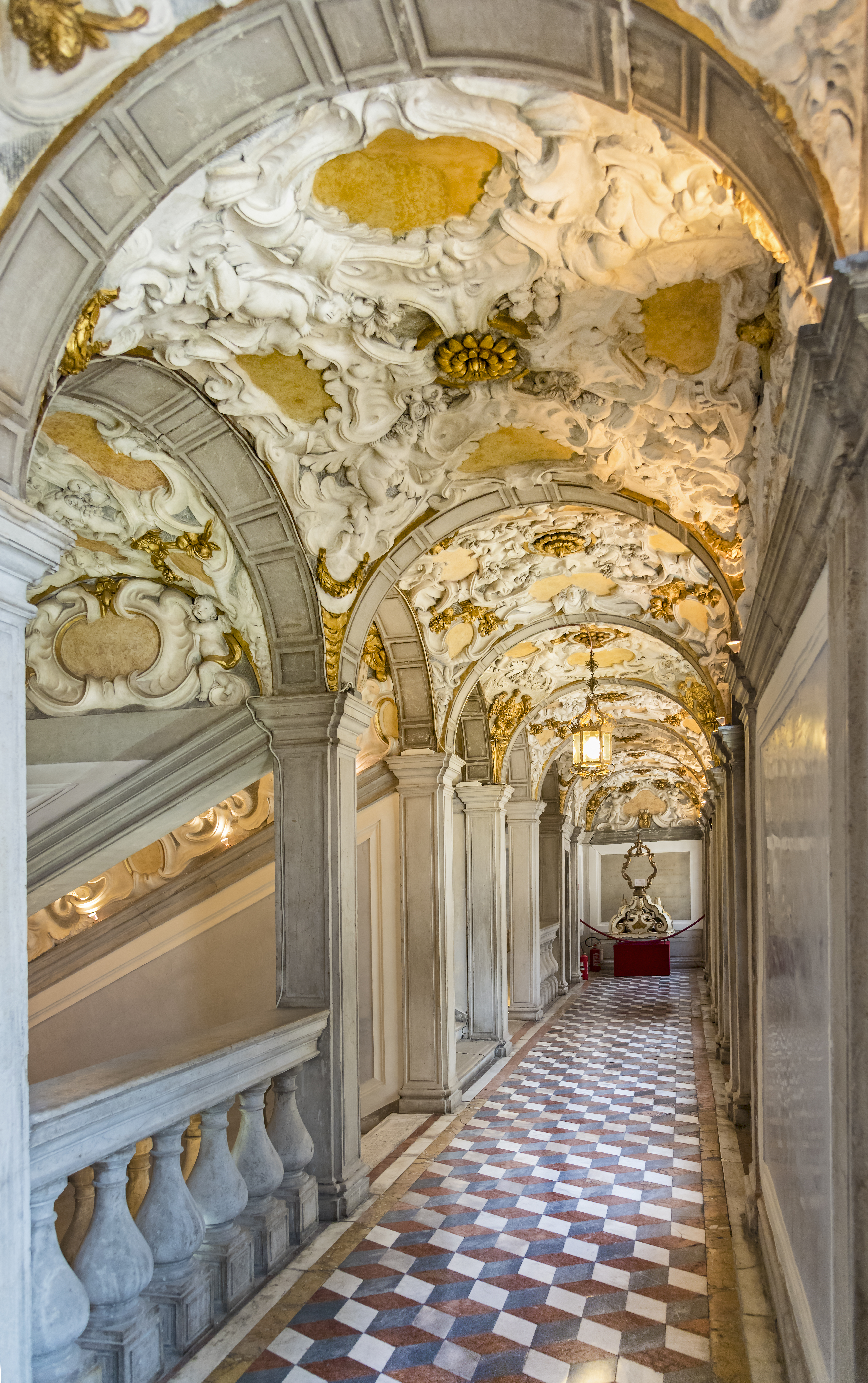
Il corridoio al mezzanino
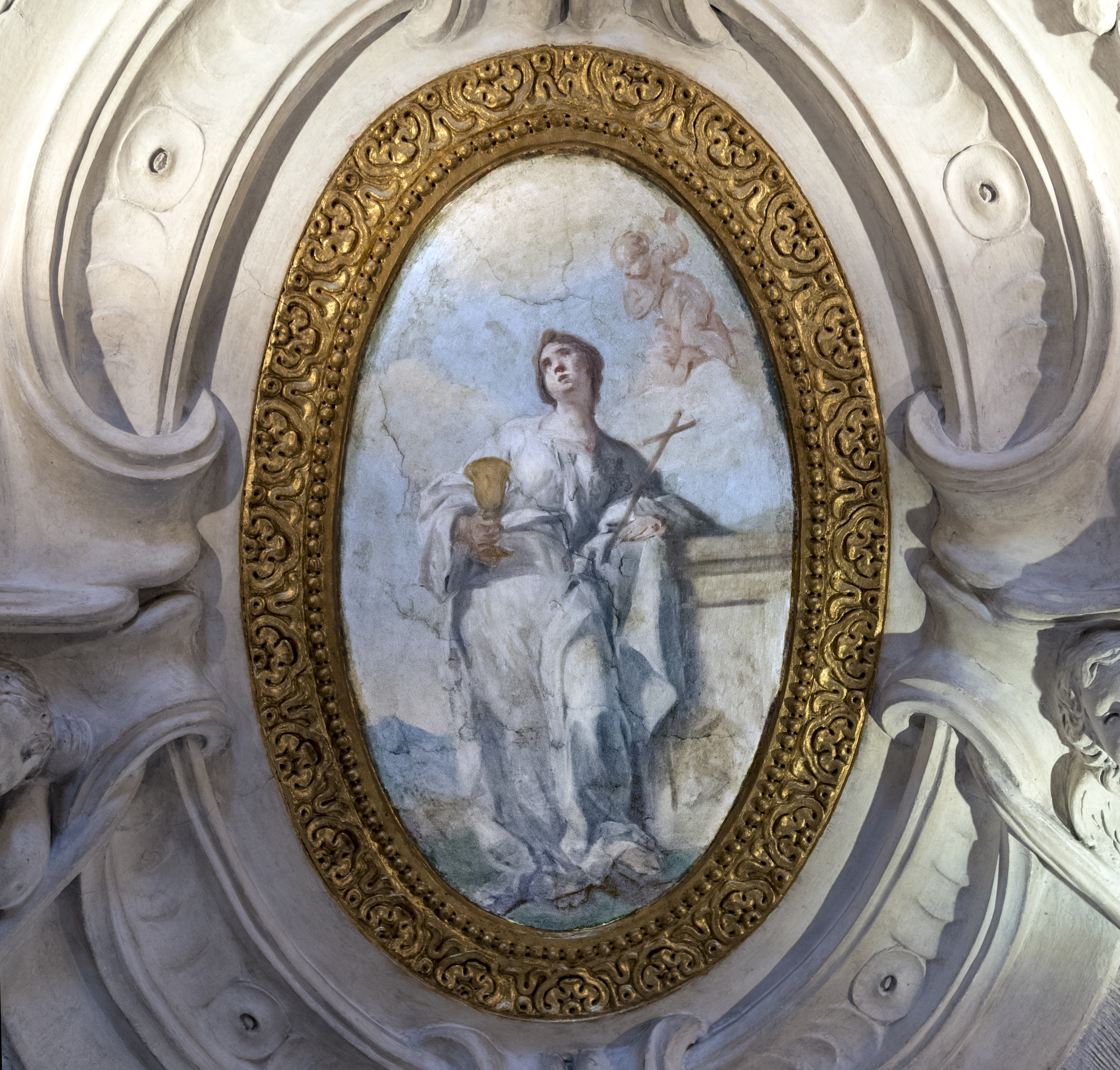
Fede di Sante Piatti
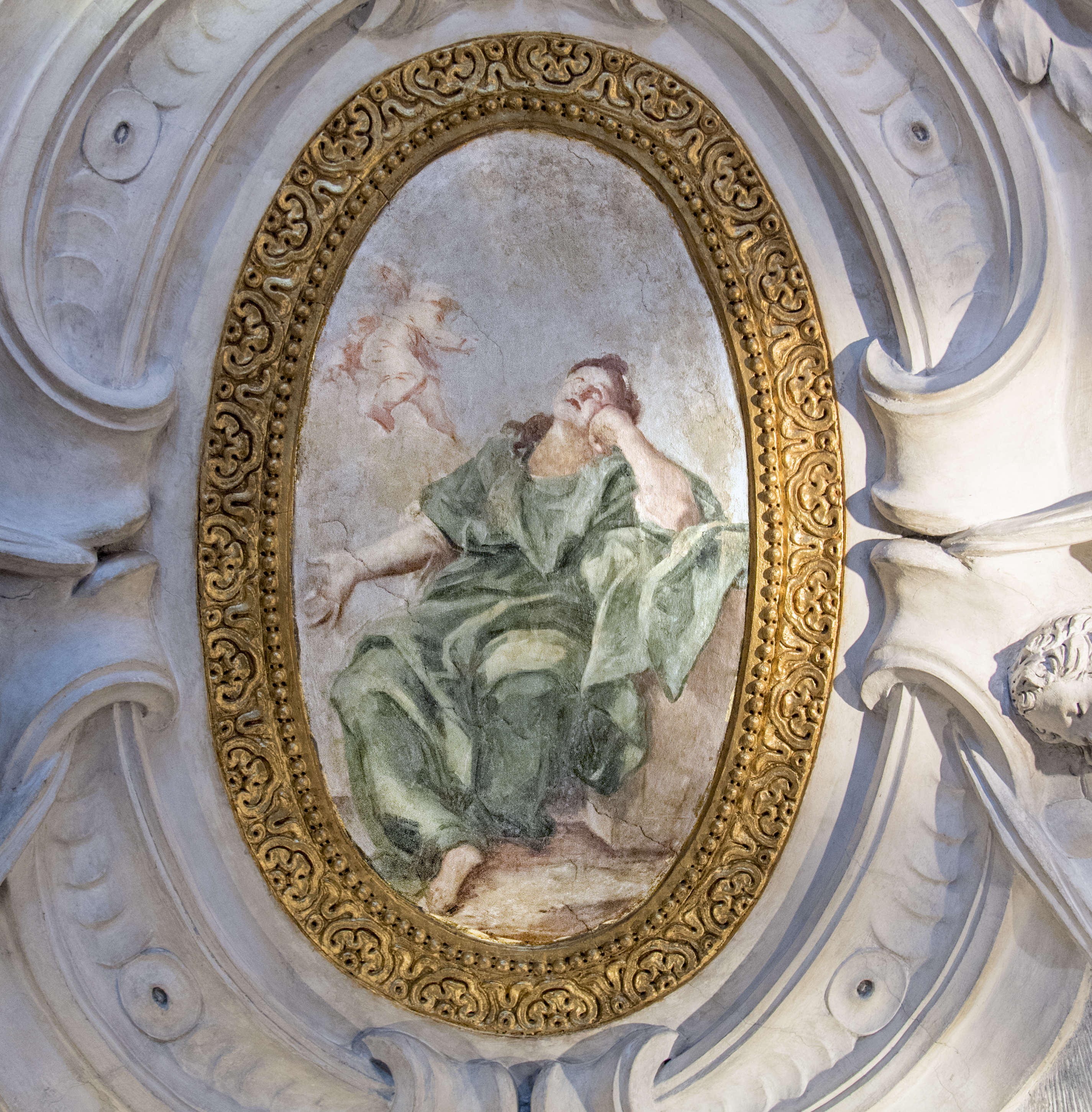
Speranza di Sante Piatti
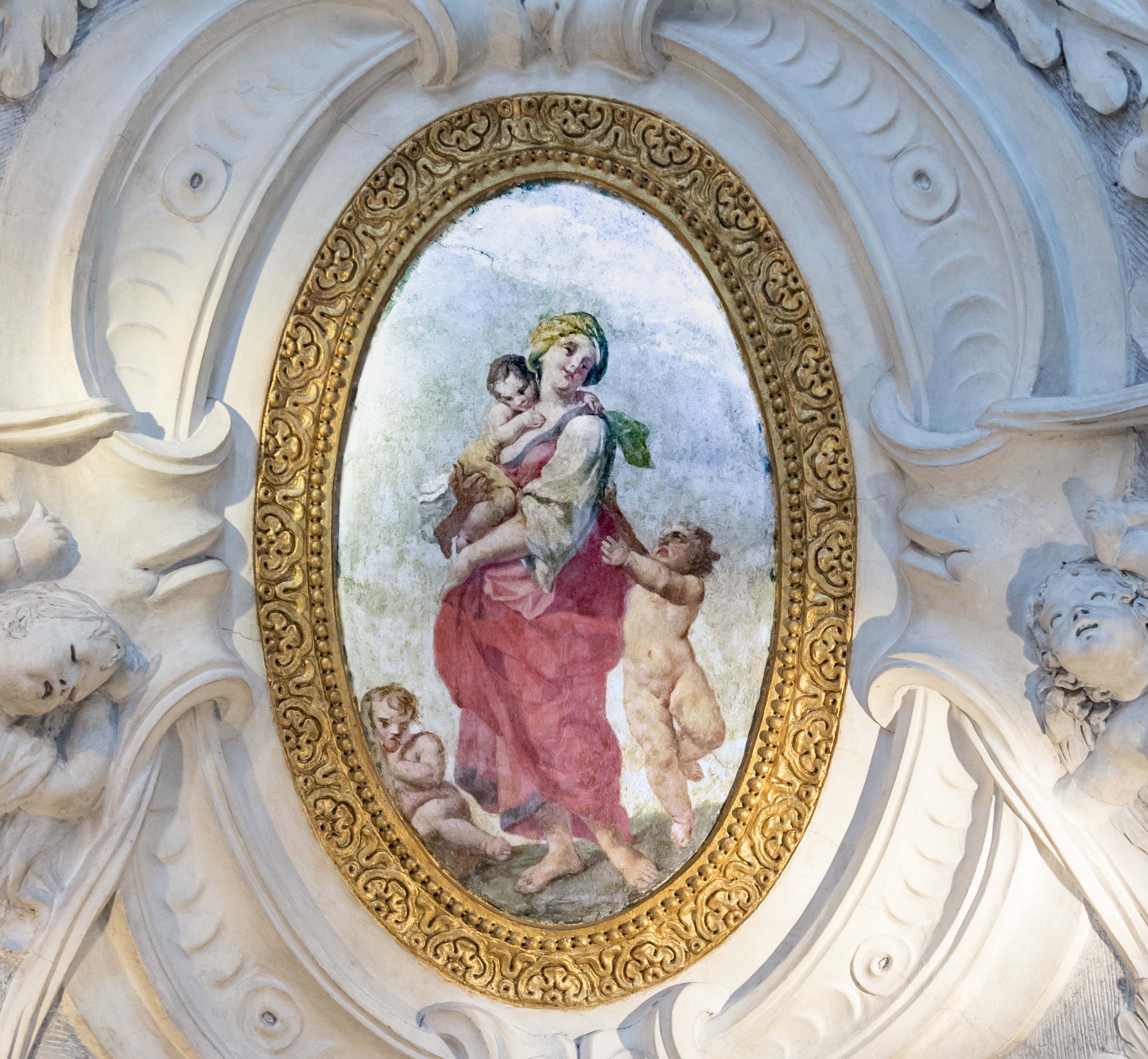
Carità di Sante Piatti

#### Sala capitolare[29]
Situata al secondo piano, è la sala di maggiore rappresentanza in quanto destinata alle riunioni plenarie, come quelle per le elezioni degli organi di governo, ma anche alle grandi cerimonie di importanza cittadina. Corrispondente per posizione e dimensioni, se non per la maggiore profondità della nicchia dell'altare, alla sottostante cappella, è arricchita in tutte le sue parti dalle più preziose opere. Tra queste è particolarmente famoso il soffitto con i dipinti di Giambattista Tiepolo incorniciati dai preziosi stucchi con putti, motivi vegetali e modanature mistilinee ad opera di Abbondio Stazio. 
Sulla parete di fondo, dentro una grande e luminosa nicchia, aperta anche questa da un arco trionfale impreziosito da dorature e dagli angeli a stucco sui pennacchi (opera di Abbondio Stazio), è l'altare. Una preziosa architettura composta da due strutture in marmo violaceo e bianco sormontate da timpani, l'una dentro l'altra con un raffinato effetto prospettico di profondità, e davanti a una falsa nicchia la grande statua della Vergine col Bambino che porge lo scapolare, opera seicentesca di Bernardo Falcone (1659). Preziosi anche gli stucchi dello Spirito Santo in gloria di cherubini e dei putti applicati sulla lunetta posteriore e la volta interna, opera sempre dello Stazio.

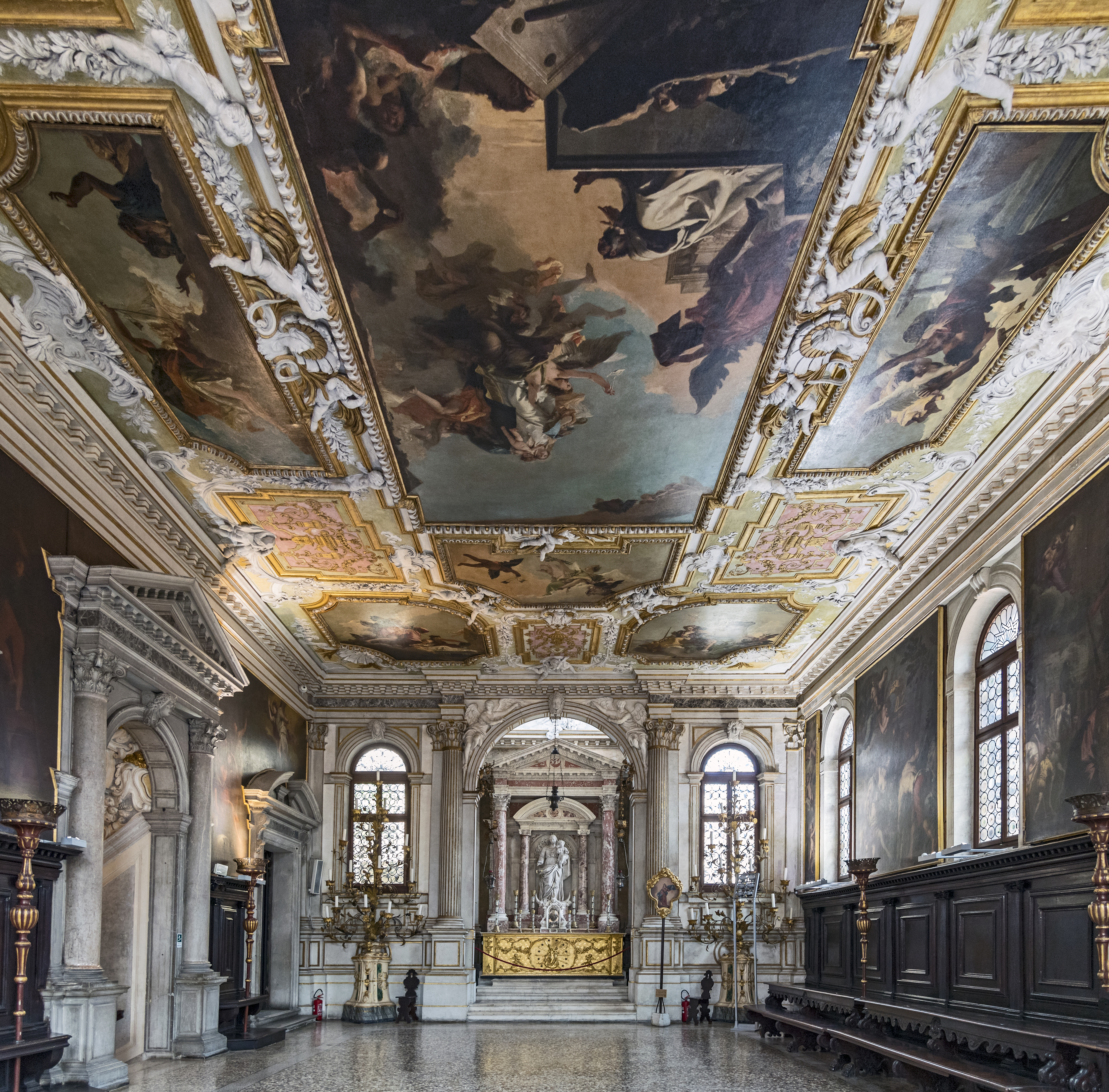
La sala capitolare
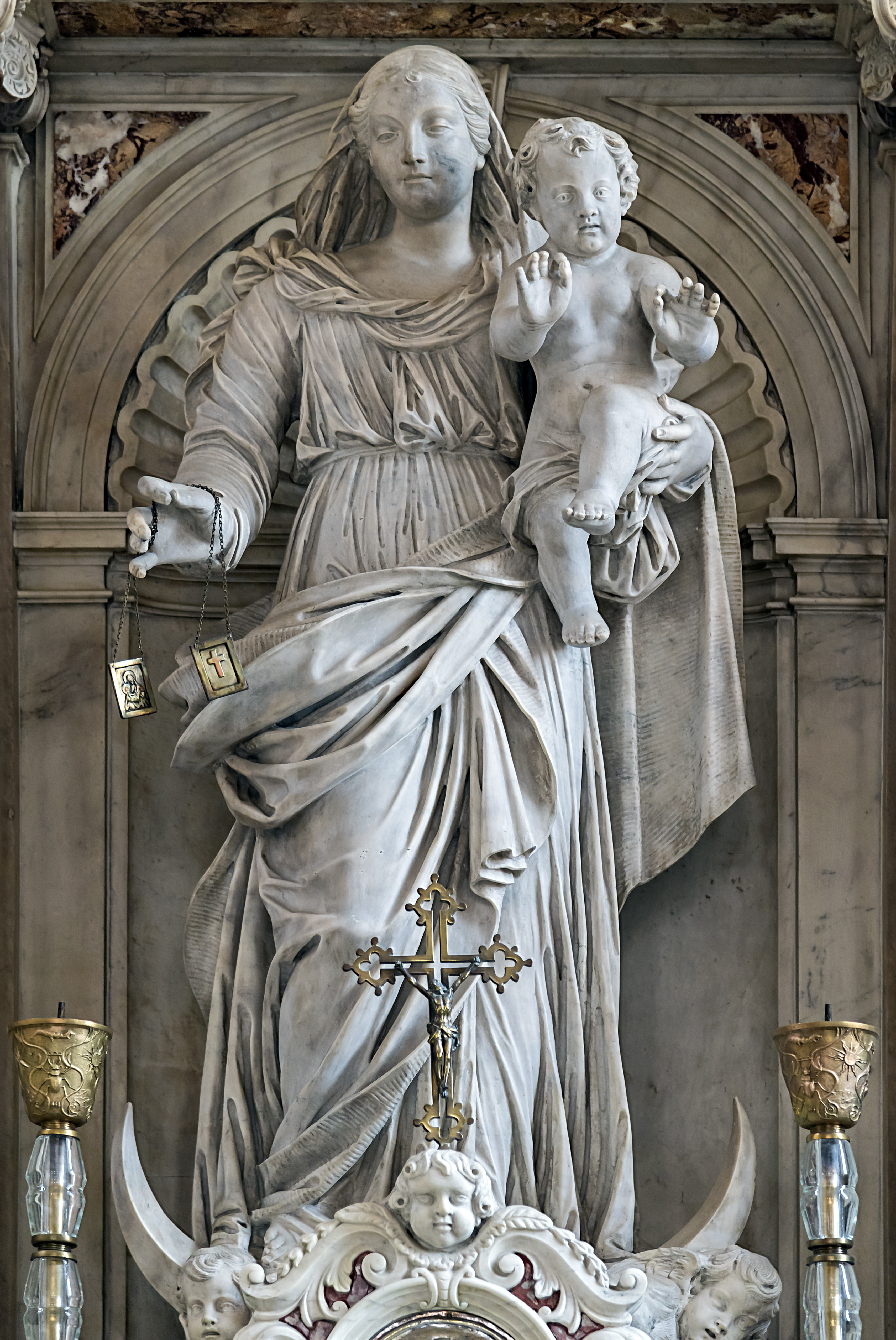
Madonna con il Bambino di Bernardo Falcone
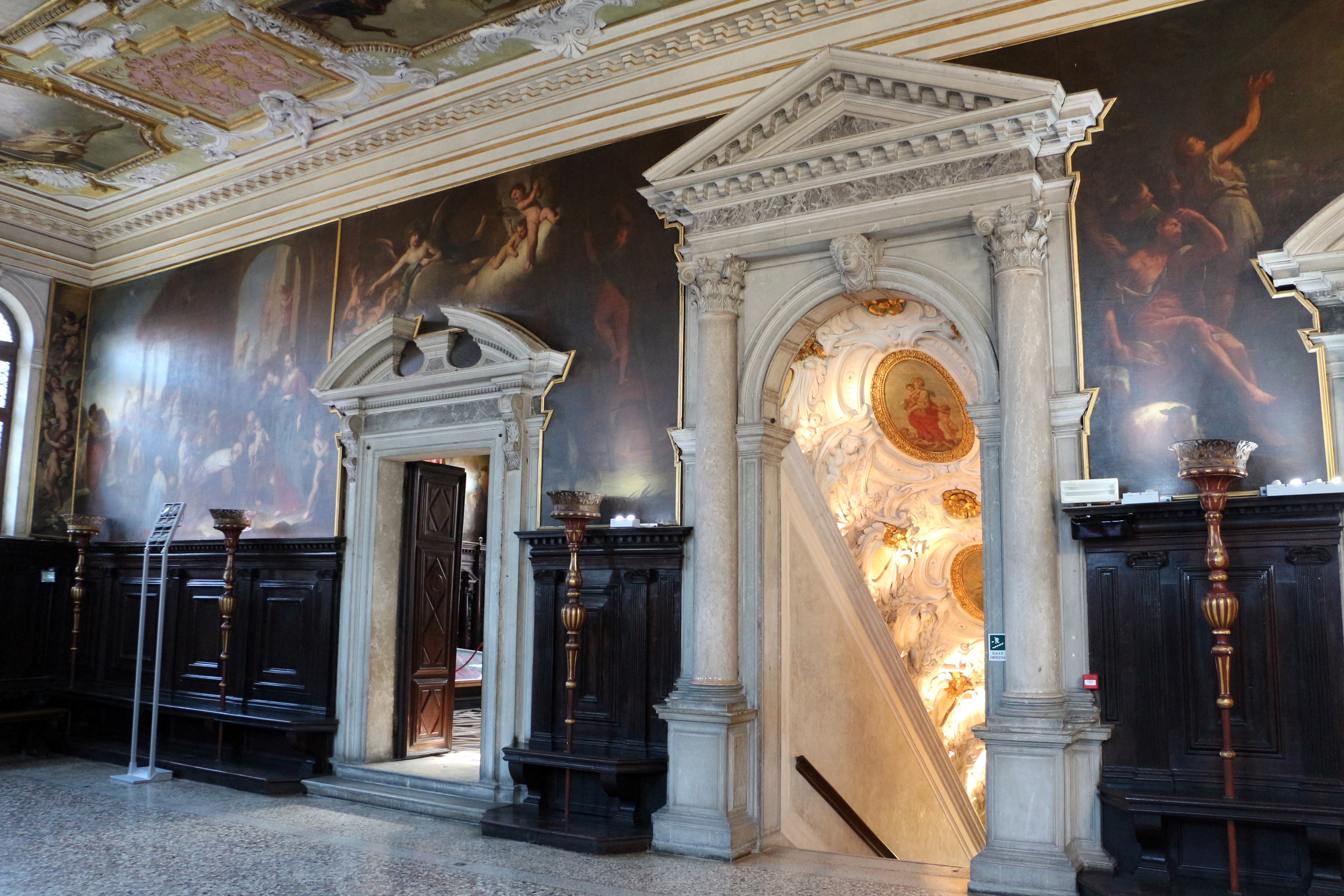
Gli accessi a sinistra della Sala Capitolare attorniati dalle le tele di Gregorio Lazzarini

##### Il soffitto di Tiepolo

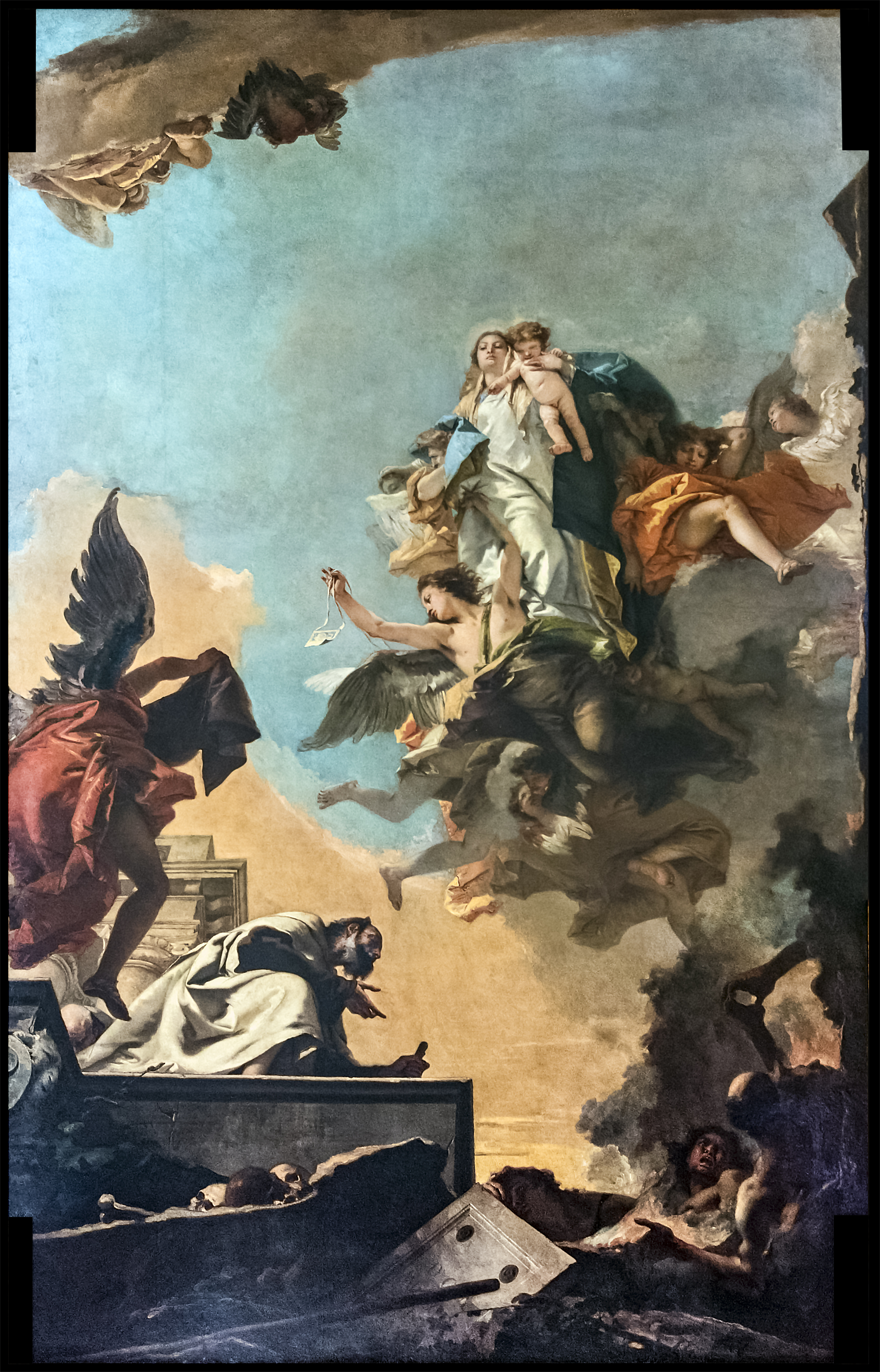
La Vergine in gloria consegna lo scapolare a san Simone Stock di Giambattista Tiepolo

Nel soffitto, incorniciate dagli stucchi dello Stazio, sono montate le nove tele del ciclo di Giambattista Tiepolo. L'incarico gli fu dato nel 1739 e avrebbe dovuto essere consegnato entro il Natale del 1740 per il comparto centrale ed entro altri sei mesi per gli scomparti laterali ma slittò per questi ultimi fino al 1744 mentre il pannello centrale fu consegnato nel 1749. Inizialmente Tiepolo tentennò nell'accettare l'incarico che prevedeva soltanto la realizzazione di nuovi dipinti a contorno dell'Assunzione della Vergine di Alessandro Varotari già in situ. Alla fine si decise di spostare il telero dell'Assunta nella sala dell'Albergo e gli stucchi (realizzati nel 1664-74 dal bresciano Domenico Bruni per farvi da cornice), incompatibili con la nuova sistemazione, fu spostato vennero demoliti. Tiepolo presentò e discusse con i confratelli due proposte, una di sole cinque tele e l'altra di nove corrispondente all'esistente, tranne qualche variazione in corso d'opera.
La grande tela rettangolare centrale rappresenta il tema principale di devozione della scuola: La Vergine in gloria consegna lo scapolare a San Simone Stock, ovvero il racconto della visione avuta dall'allora Priore generale dei Carmelitani nel 1251. La composizione è energicamente movimentata dalle diagonali della composizione e vivacizzata dai contrasti di luci ed ombre. Verticalmente al centro ma spostato verso destra appare nello squarcio delle nubi il convulso gruppo degli angeli, putti e cherubini che sostengono ed accompagnano la Vergine con il Bambino, uno degli angeli più in basso porge lo scapolare. Simone Stock è invece verso il basso a destra, vestito del bianco e bruno della tenuta dei Carmelitani, inginocchiato sul solido e terreno spigolo di un tempio, col capo basso in segno di rispetto e con le mani aperte in un atteggiamento quasi di sorpresa; un altro angelo, in controluce più a sinistra, gli porge il mantello. Sotto a tutto, alla base, la misteriosa scena di tombe aperte, ossa e corpi, forse riferimento alla resurrezione dei corpi nella vita eterna.
Le tele agli angoli sono dedicate ad allegorie delle virtù, sia quelle teologali che quelle cardinali ma anche una scelta di virtù accessorie. Il tema si riferisce al fatto che tutte le virtù sono possedute dalla Vergine ma anche che gli uomini, e quindi i confratelli della Scuola, possono ambire a raggiungerle. Questa possibilità è sottolineata dalla rappresentazione delle allegorie, sì stagliate nell'aperto cielo, ma poggiate su strutture architettoniche terrene. Secondo la tradizione, ma con brillante fantasia compositiva, sono sempre rappresentate da figure femminili con attributi differenti, talvolta seminascosti, prevalentemente giovani e con lo sguardo abbassato. Si può creare un percorso ideale partendo dalla destra verso la controfacciata per proseguire in senso orario. Nel primo gruppo delle Virtù teologali torreggia la Fede che sostiene la grande croce e con l'altra mano alza il calice sacramentale, seduta ai suoi piedi è la Carità che trae a sé i bimbi, di rosso vestita e con la fiammella dell'ardore che brilla sopra il suo capo, di spalle in penombra appare la Speranza che si trattiene all'irremovibile ancora. Il secondo gruppo verso la controfacciata a sinistra rappresenta tre virtù accessorie: la seminascosta Penitenza è più anziana e porta una croce di legno grezzo mentre un putto le porge dall'alto un ramo per flagello; in primo piano è l'Umiltà vestita di bianco con un tenero agnello tra le braccia ed i piedi posati sopra una corona capovolta ed uno scettro; a destra di spalle è la Castità, seminuda che regge un grande crivello. Verso l'altare a sinistra stanno due Virtù Cardinali come dialogando tra loro: la Giustizia vestita d'oro – ma non coronata – tiene ritta la spada e la bilancia è posta di scorcio; la Fortezza volge il capo verso l'altra, non è completamente armata – a differenza dell'uso – tiene soltanto l'elmo in braccio e la lancia è abbandonata in basso, poggia la mano in atteggiamento dialogante sulla colonna ai cui piedi sta un leone – altri due suoi classici attributi – mentre un putto con un ramoscello d'alloro gioca con la belva. Per finire verso l'altare a sinistra sono le altre due Virtù cardinali accompagnate da un'altra accessoria: la Prudenza porta tutti i suoi attributi – il doppio volto, lo specchio e il serpente – ma è significativamente mostrata in movimento; sdraiata a terra è la Purezza, una giovinetta vestita di bianco con una bianca colomba tra le mani; sullo sfondo di spalle è la Temperanza colta nell'atto di travasare da una brocca ad un'altra brocca, in questo caso nascosta. 

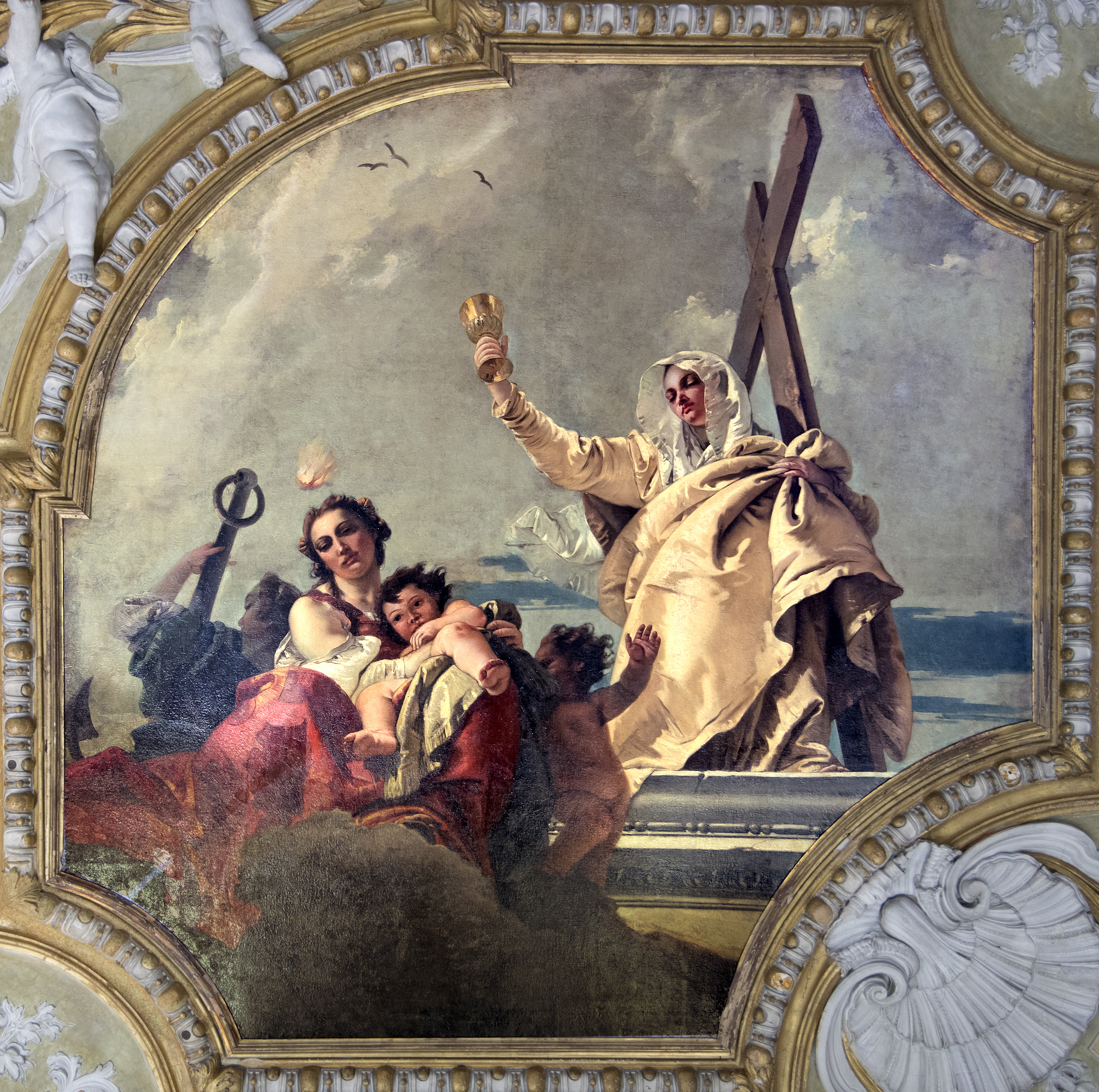
Fede, Speranza e Carità
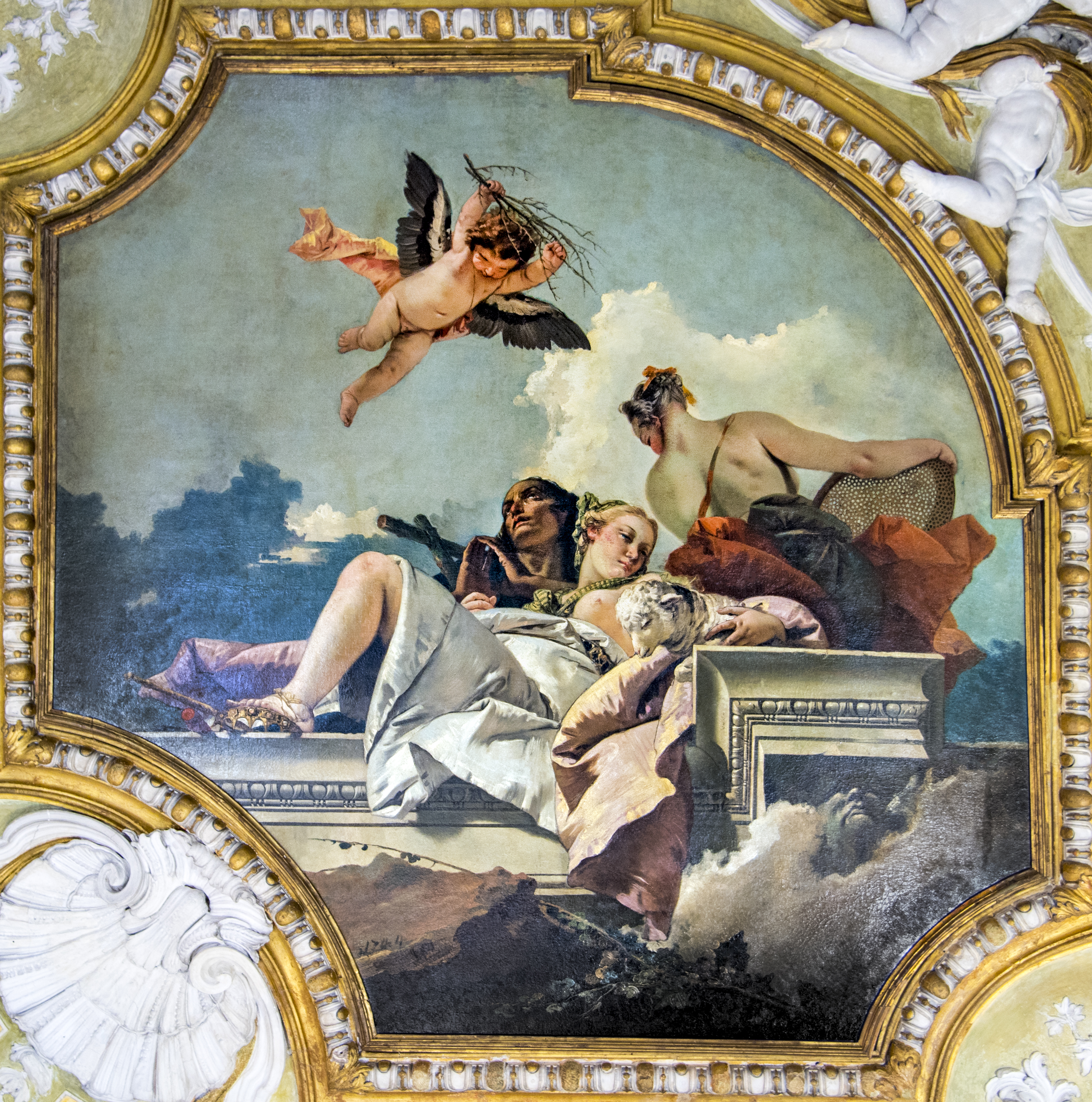
Penitenza, Umiltà e Castità
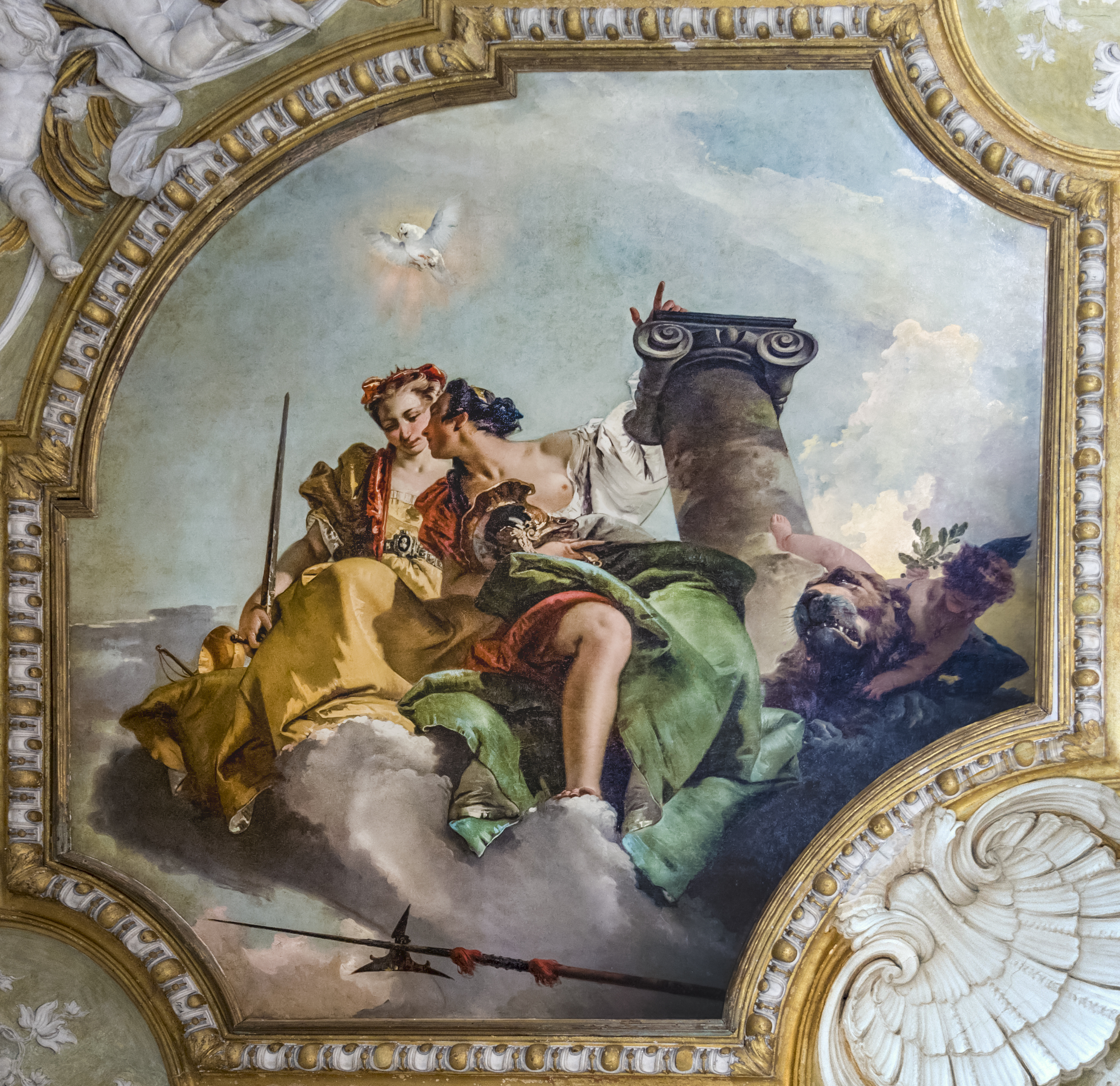
Fortezza e Giustizia
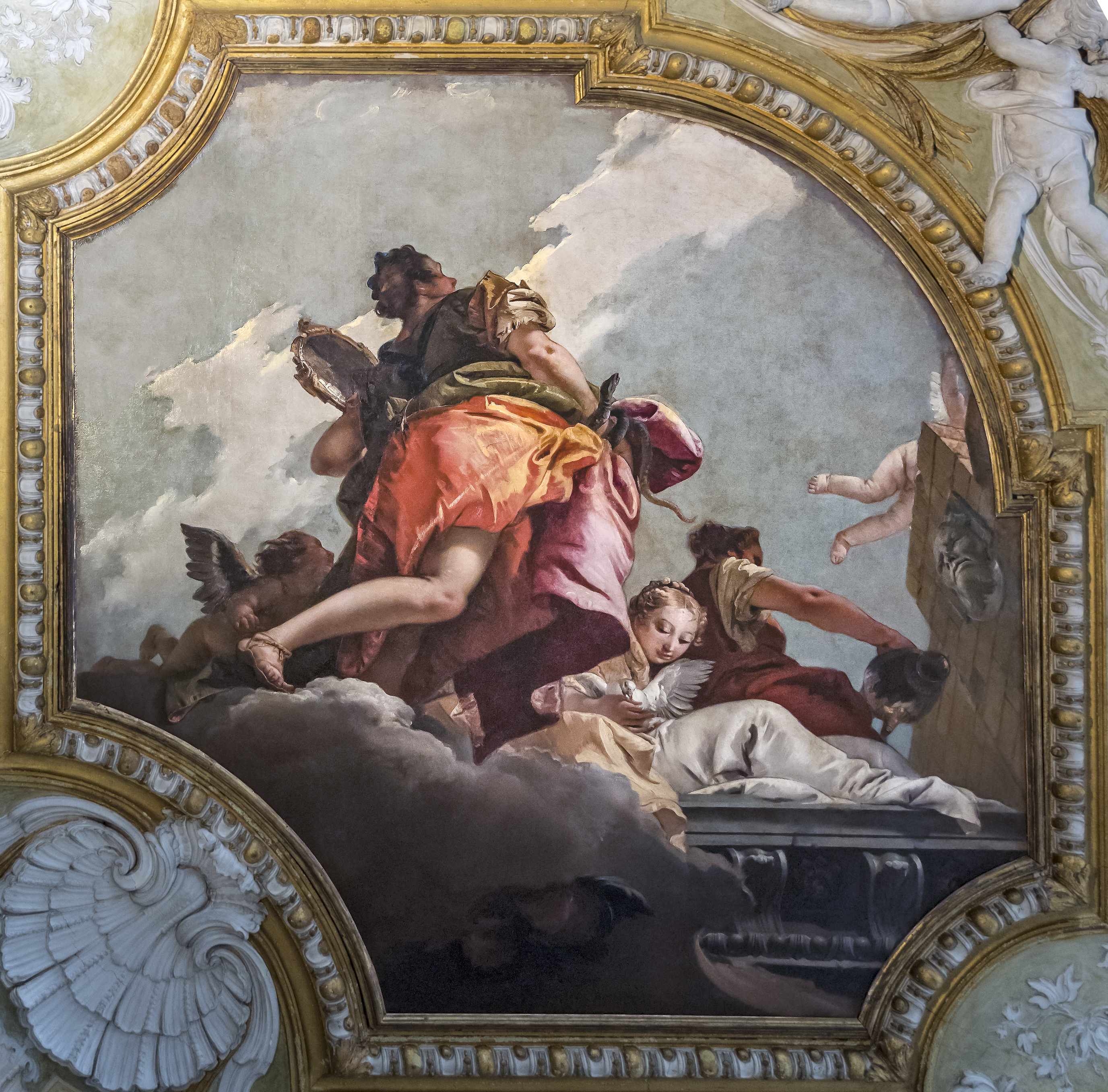
Prudenza, Purezza e Temperanza

I quattro dipinti posti lungo i lati riportano temi meno canonici ma legati ad argomenti cari alla Scuola e quindi alle proprietà miracolose dello scapolare. Accosti ai lati corti del telero centrale, il dipinto verso la controfacciata rappresenta una gloria di angeli che portano il libro della Mariegola della scuola e rotoli di pergamene con una bolla pendente mentre quello verso l'altare mostra altri angeli che portano uno scapolare ed un mazzo di gigli. La dinamica scena sulla tela accosto al lato lungo sulla sinistra del telero maggiore evoca uno dei miracoli compiuti in virtù dello scapolare: un giovane muratore che sta precipitando da un’impalcatura viene salvato da un angelo che tiene nella mano lo Scapolare: la scena è marcata dalla leggerezza dell'angelo che sorregge, abbracciandolo, il giovane contrapposta alla agitata e convulsa figura di quest'ultimo nel terrore della caduta. L'ultima tela posta a destra un angelo fa evidente riferimento alla Bolla Sabatina, emessa nel 1322 dal Papa Giovanni XXII e ribadita 1532 dal Papa Clemente VII, la quale affermava che l'anima di chi avesse indossato lo Scapolare sarebbe ascesa dal purgatorio al paradiso nel sabato successivo alla morte. Abbiamo così, davanti ad un gruppo angelico illuminato da una paradisiaca luce dorata, un angelo con una svolazzante veste rossa mostra che porge lo Scapolare a due anime avvolte dalla penombra del purgatorio. 
Merita attenzione anche l'esecuzione della decorazione a stucco del soffitto, opera di Abbondio Stazio con la collaborazione nelle dorature di Carpoforo Mazzetti, un altro decoratore ticinese. Le incorniciature mistilinee delle tele ripetute nelle riquadrature rosate e verdine, ma anche le pacate decorazioni vegetali o a conchiglie oppure i volti muliebri classicheggianti che fanno da contrappunto ai vivacissimi, ma non invadenti, putti, fanno pensare ad un concorso progettuale del Tiepolo

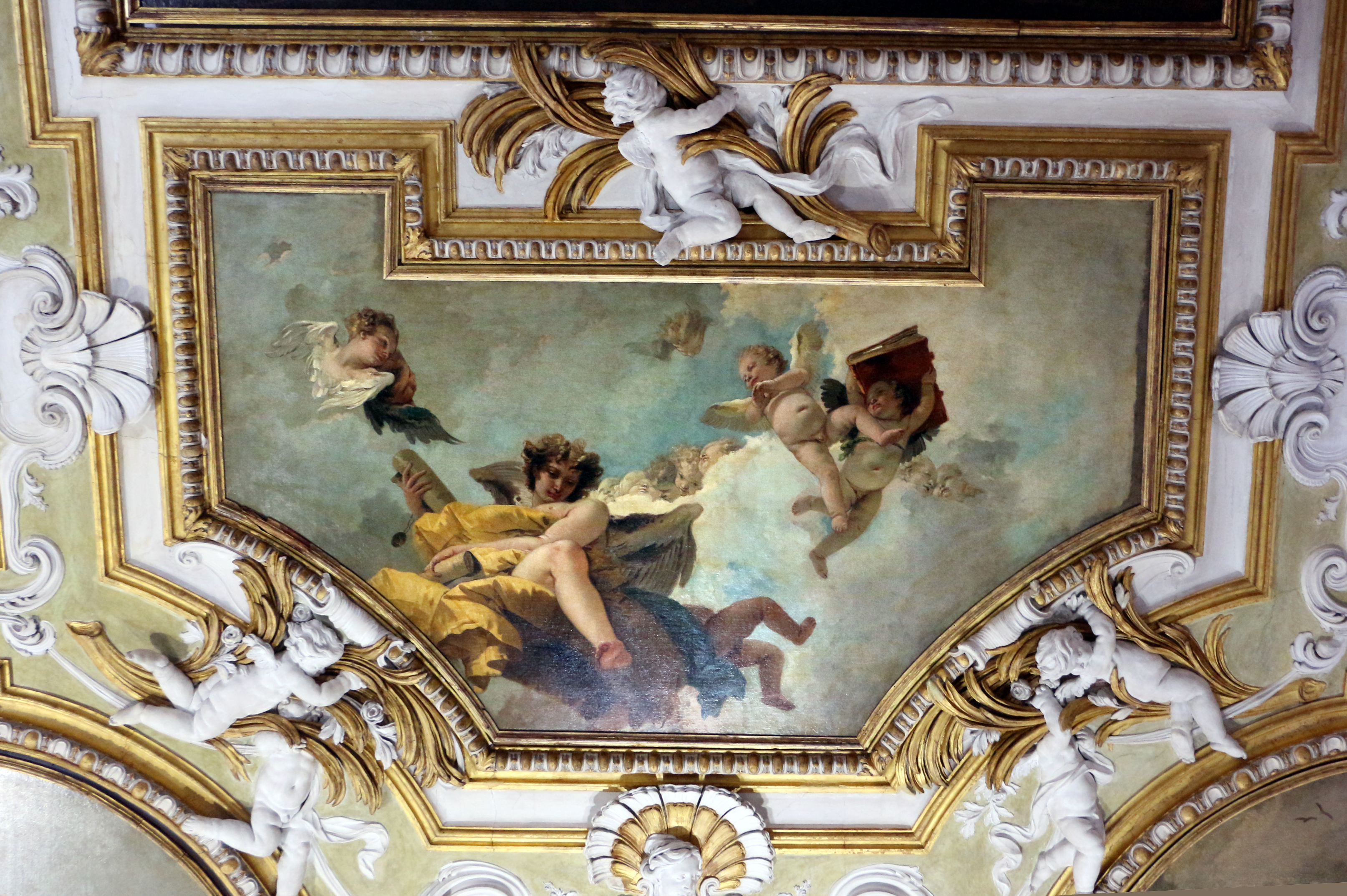
Angelio e putti che portano il libro e le regole della Scuola
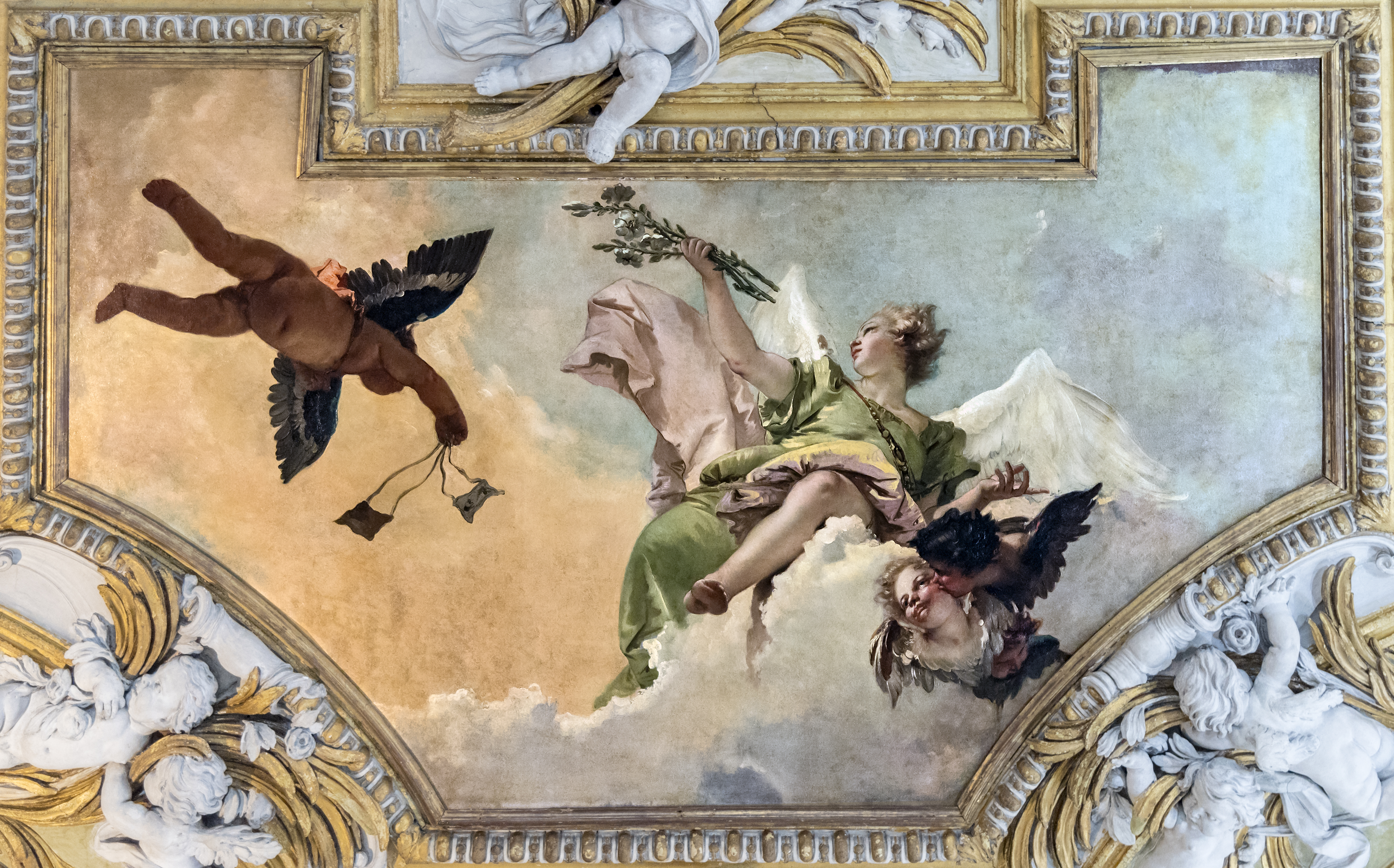
Angelo con un mazzo di gigli e un putto che reca lo Scapolare

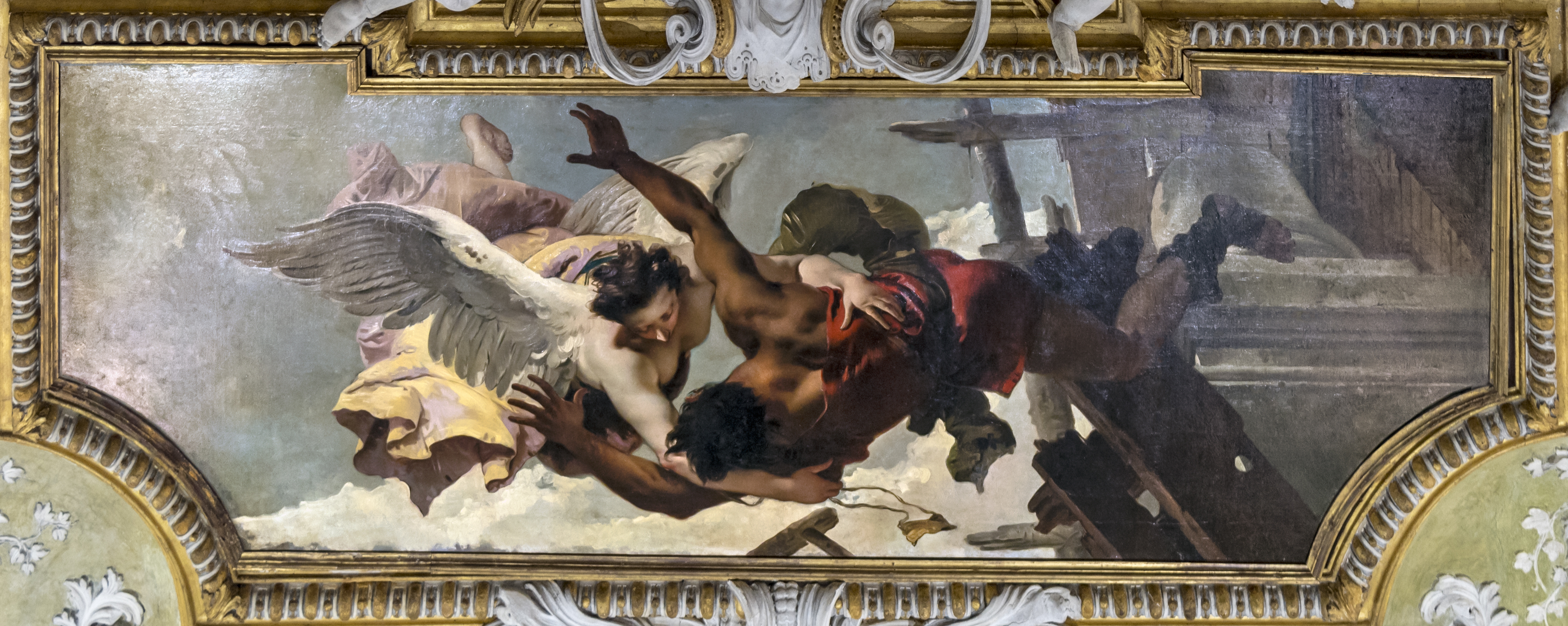
Giovane muratore che sta cadendo da un’impalcatura viene salvato da un angelo che tiene nella mano lo Scapolare
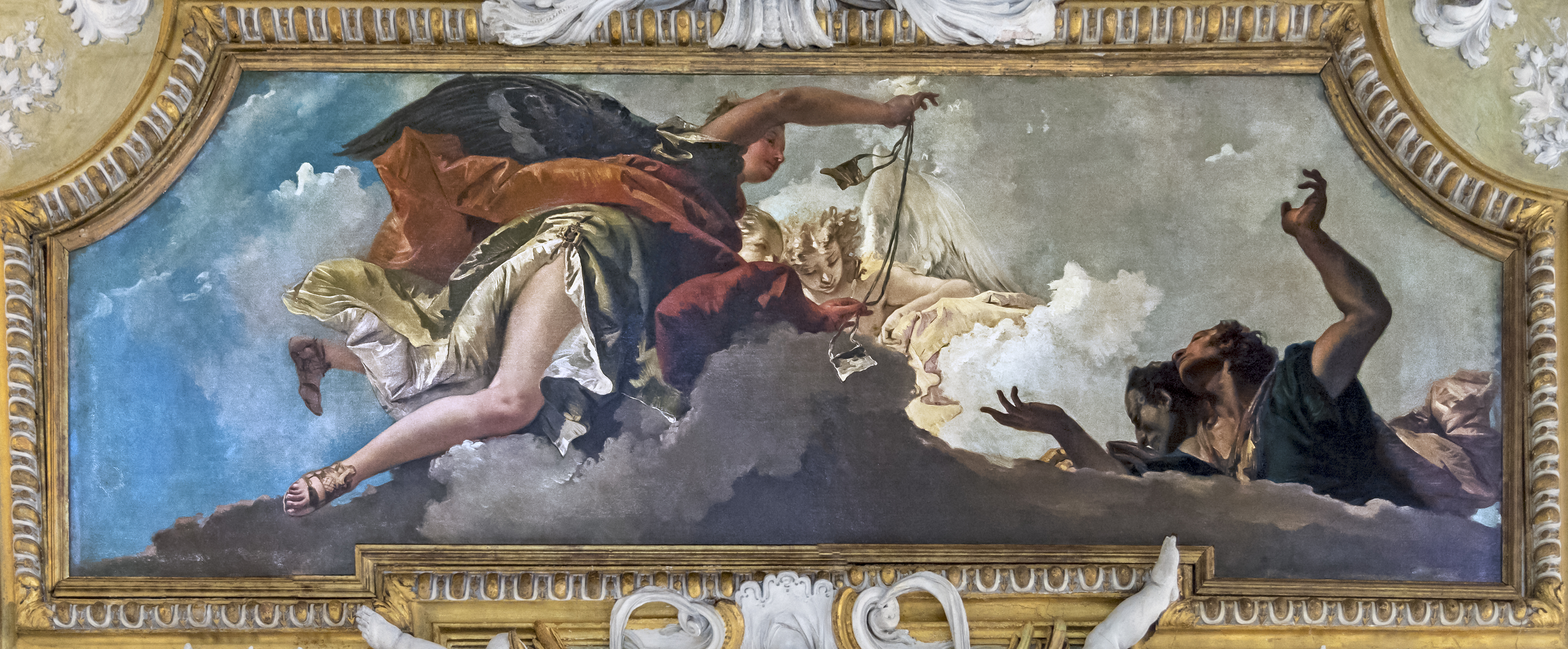
L'angelo mostra lo Scapolare alle anime del purgatorio

##### Le pareti
A completare la decorazione della sala sono state poste numerose tele alle pareti sopra gli stalli lignei già a partire dalla fine del seicento, quando ancora vi era presente il soffitto del Padovanino. I loro tenebrosi colori, tipici della pittura veneziana di quel periodo, si contrappongono alla luminosità dell'intervento tiepolesco. Sulla controfacciata i dipinti più antichi, due tele di Amedeo Enz poste in opera nel 1679 e dedicate a due papi di notevole importanza per gli ordini del Carmelo: Il Papa Paolo V riceve l'ambasciatore di Spagna e Papa Giovanni XXII riceve da Maria lo scapolare. Sulla parete di destra, di fronte all'ingresso, sta la serie di tre miracoli attribuiti alla Madonna del Carmelo dipinti da Antonio Zanchi: il Miracolo del pozzo, dove una bambina che viene salvata dopo aver passato otto giorni sul fondo di un pozzo; la Guarigione miracolosa del principe di Sulmona, che ferito alla coscia da una lancia durante un torneo viene guarito miracolosamente; la Guarigione miracolosa di un povero ammalato ricorda la missione verso i poveri e gli ammalati della Scuola. Sulla parete dello scalone sono tre dipinti di Gregorio Lazzarini del 1704: la grande tela della Adorazione dei Magi e le due tele degli Angeli che chiamano i pastori, sagomate attorno alle complesse cornici marmoree dei portali. 

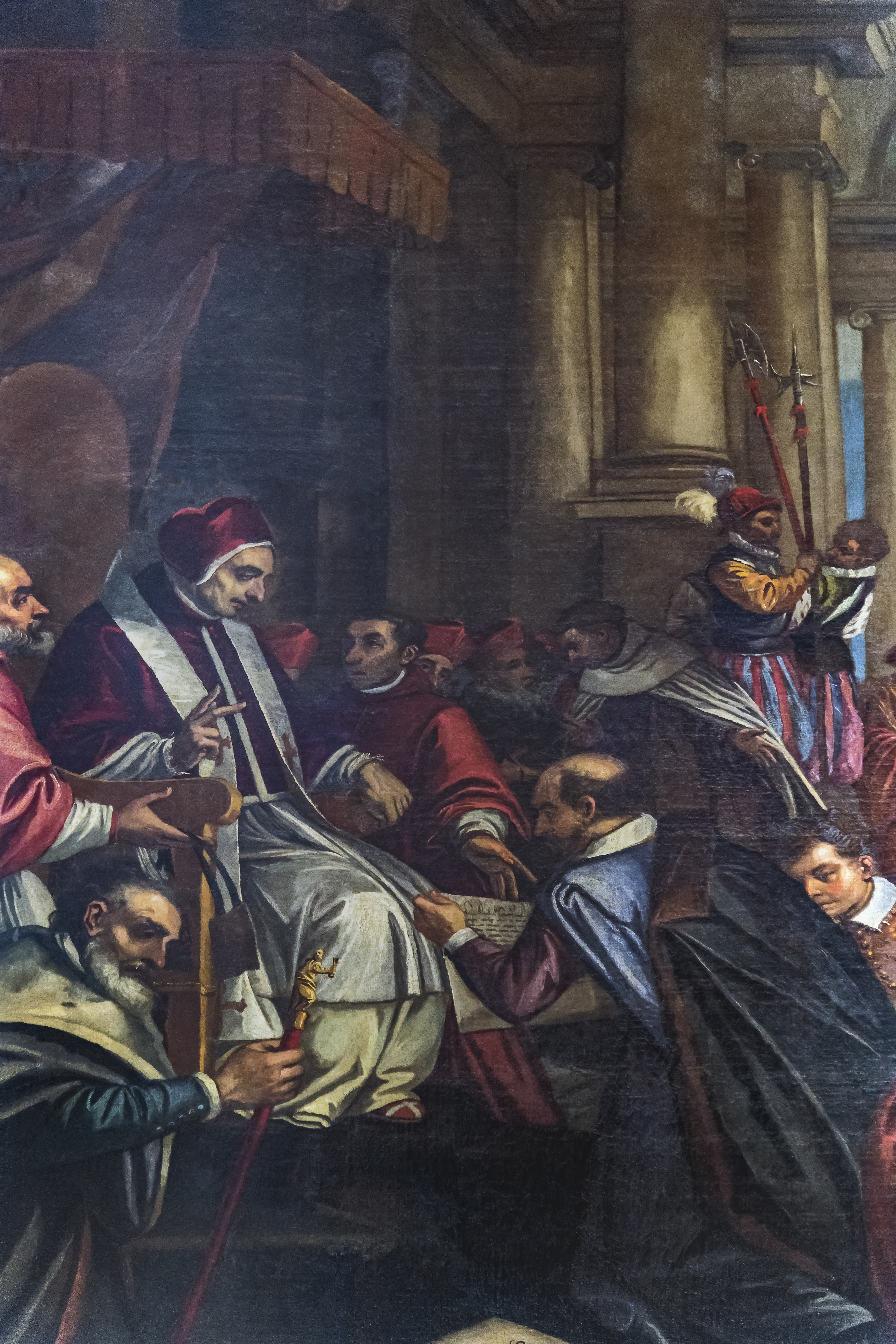
Il Papa Paolo V riceve l'ambasciatore si Spagna di Amedeo Heinz
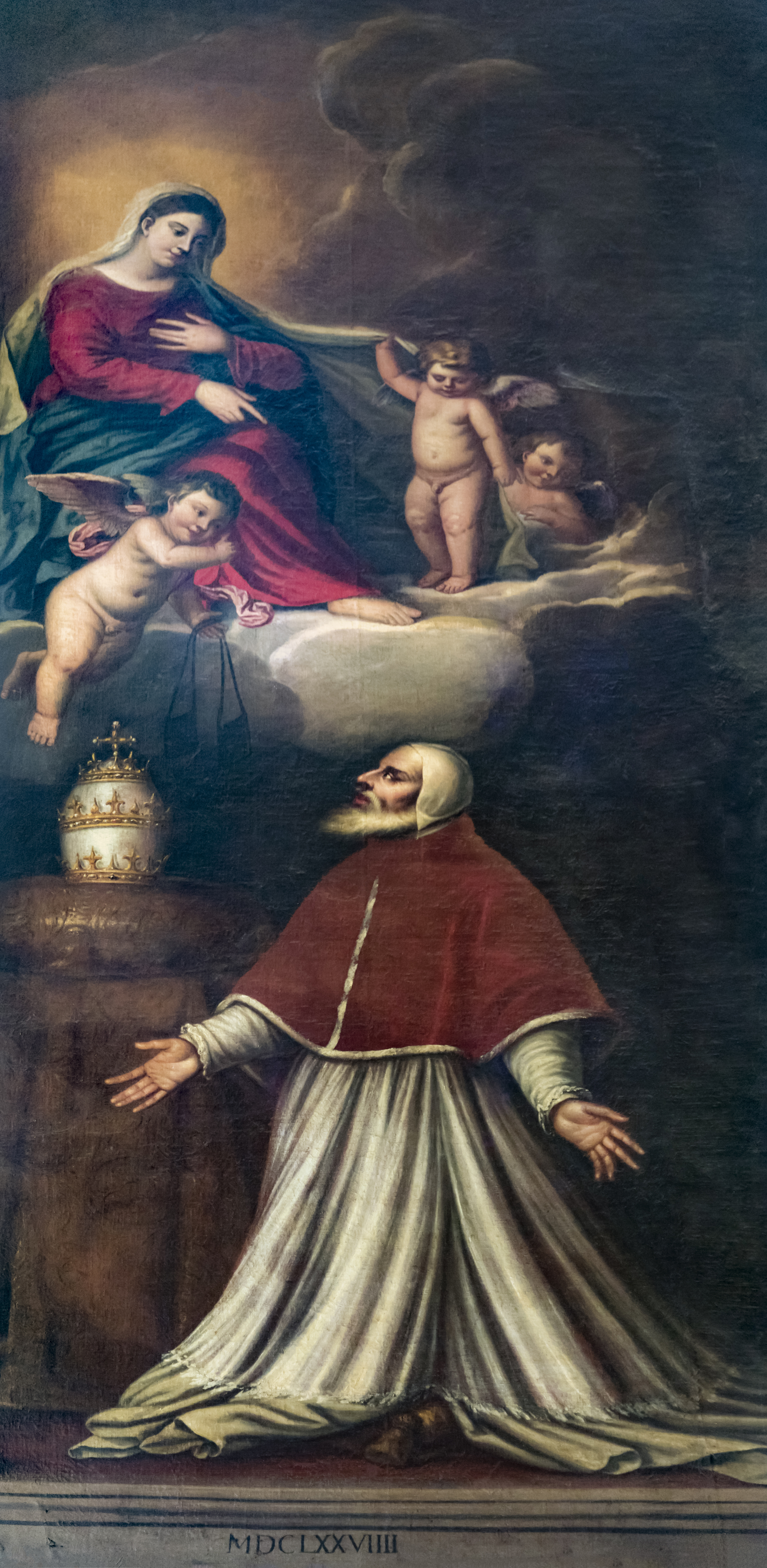
Papa Giovanni XXII riceve da Maria lo scapolare di Amedeo Heinz
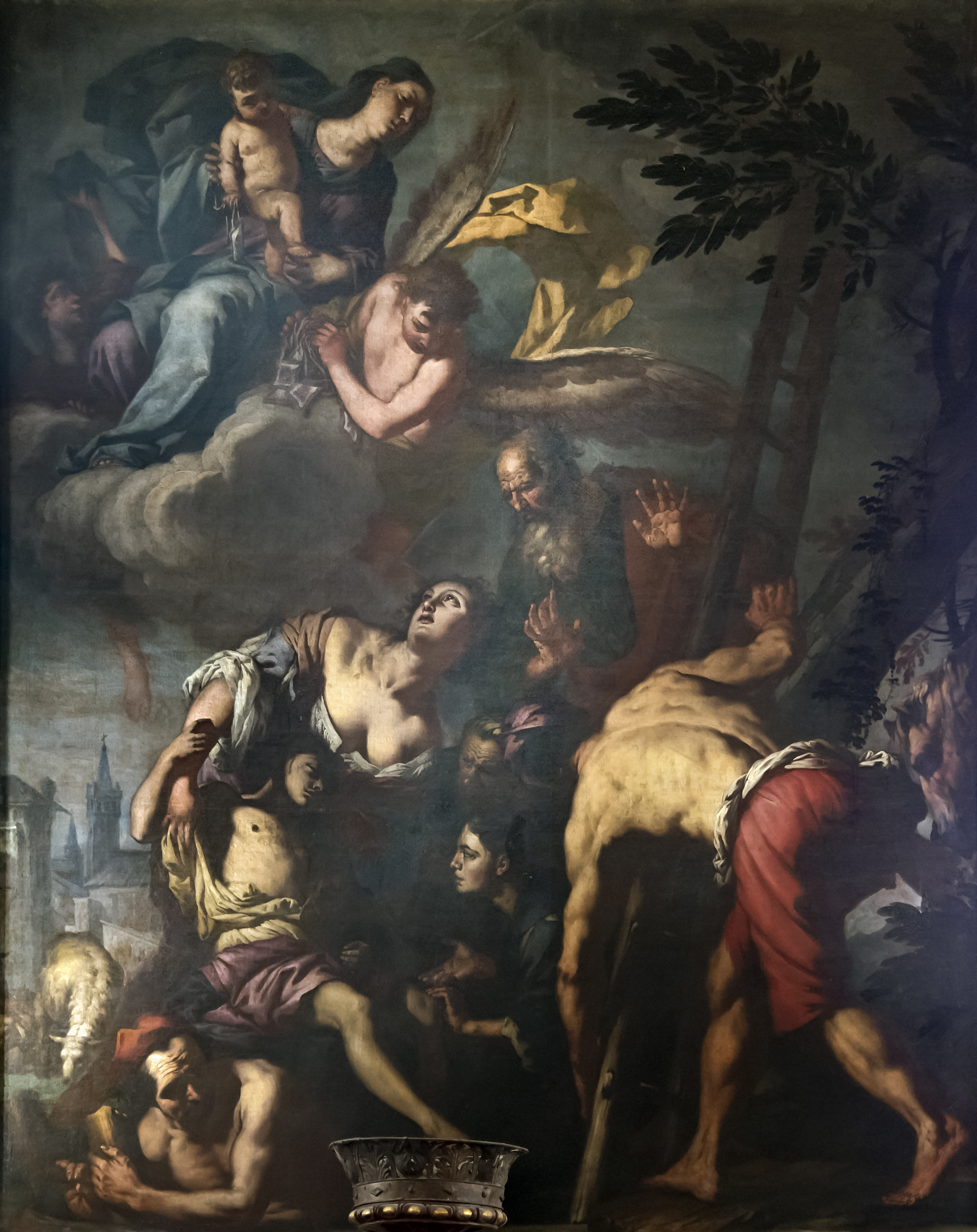
Miracolo del pozzo di Antonio Zanchi
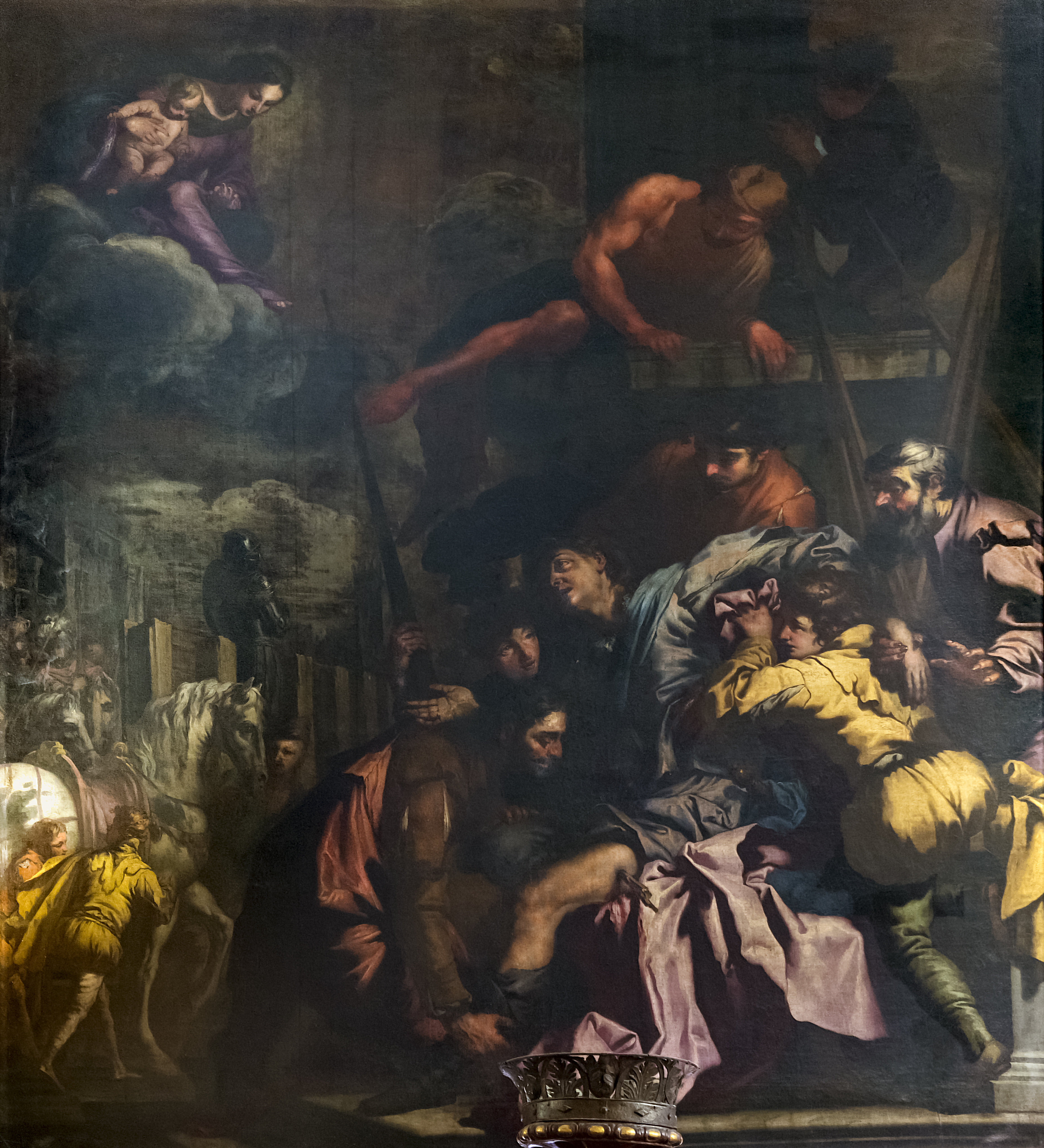
Guarigione miracolosa del principe di Sulmona di Antonio Zanchi
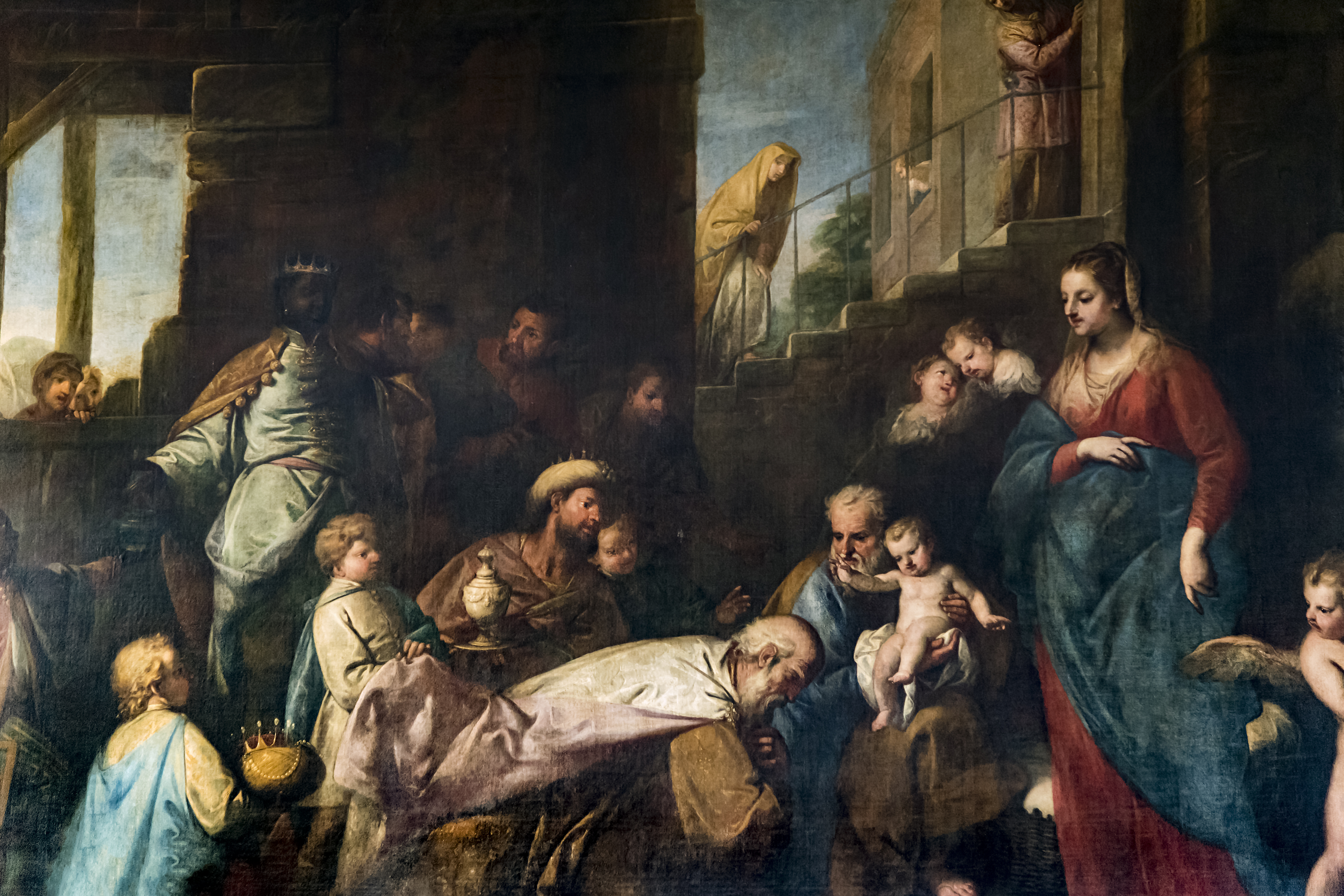
L'adorazione dei Magi di Gregorio Lazzarini

#### Sala dell'Archivio[47]
La sala, particolarmente illuminata dalla serie ininterrotta di finestre prospicienti il campo dei Carmini, è decorata da un raffinato pavimento intarsiato di marmi policromi con disegni di stelle con effetto di rilievo. Gli stalli e gli armadi con pannelli decorati a volute, motivi floreali e maschere sono intervallati da dodici cariatidi, quasi a tutto tondo, raffiguranti santi e profeti ad opera di Giacomo Piazzetta – il padre di Giovanni Battista. Per la decorazione pittorica di questa sala era stato indetto dal Guardian Grande un concorso nel 1744 vinto dopo due anni da Gaetano Zompini. Zompini realizzò solo una parte delle opere, la maggior parte furono invece dipinte da Giustino Manescardi che mantenne disciplinatamente l'omogeneità tematica ed il medesimo cromatismo.

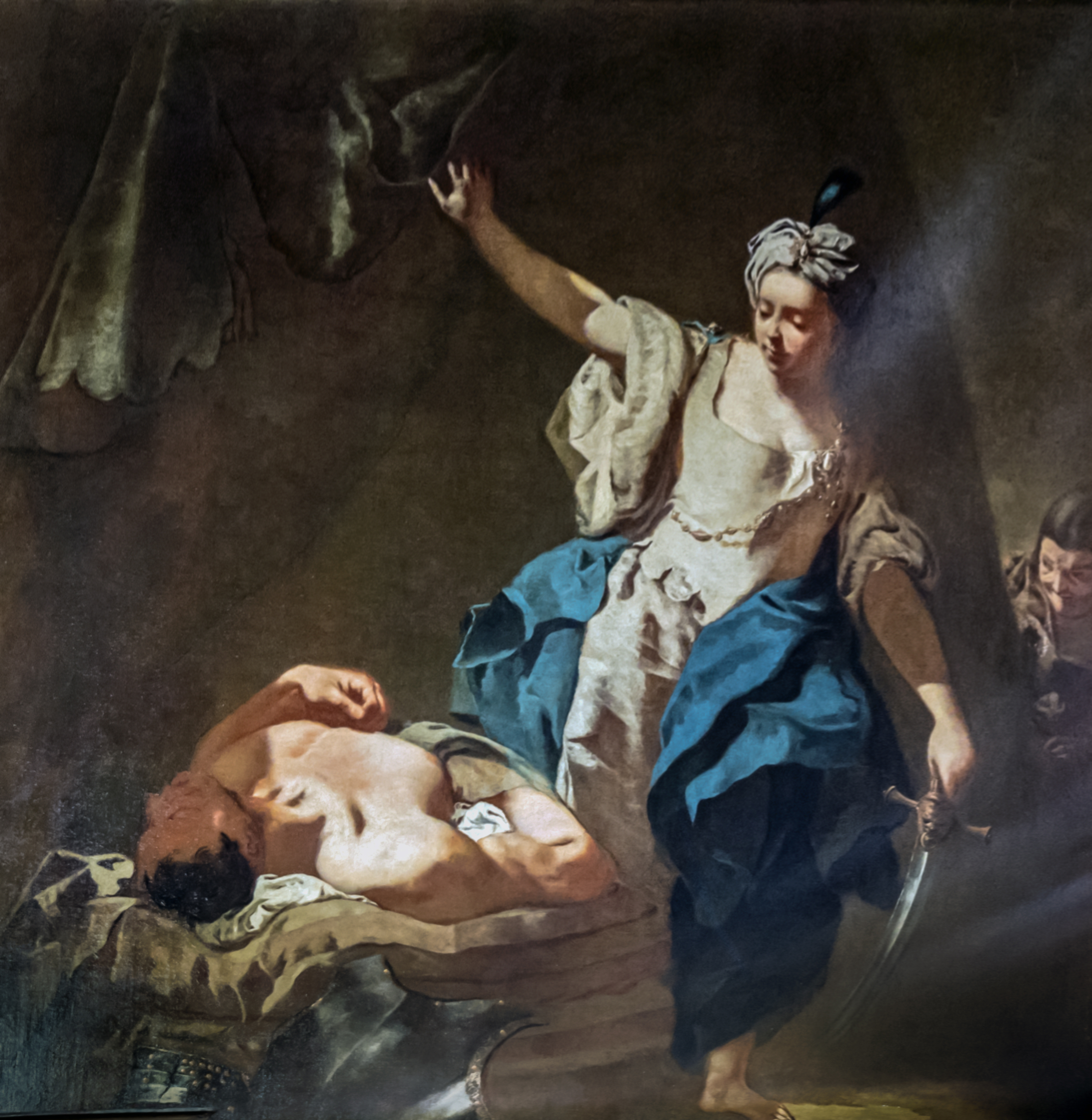
Giuditta e Oloferne di Giovanni Battista Piazzetta
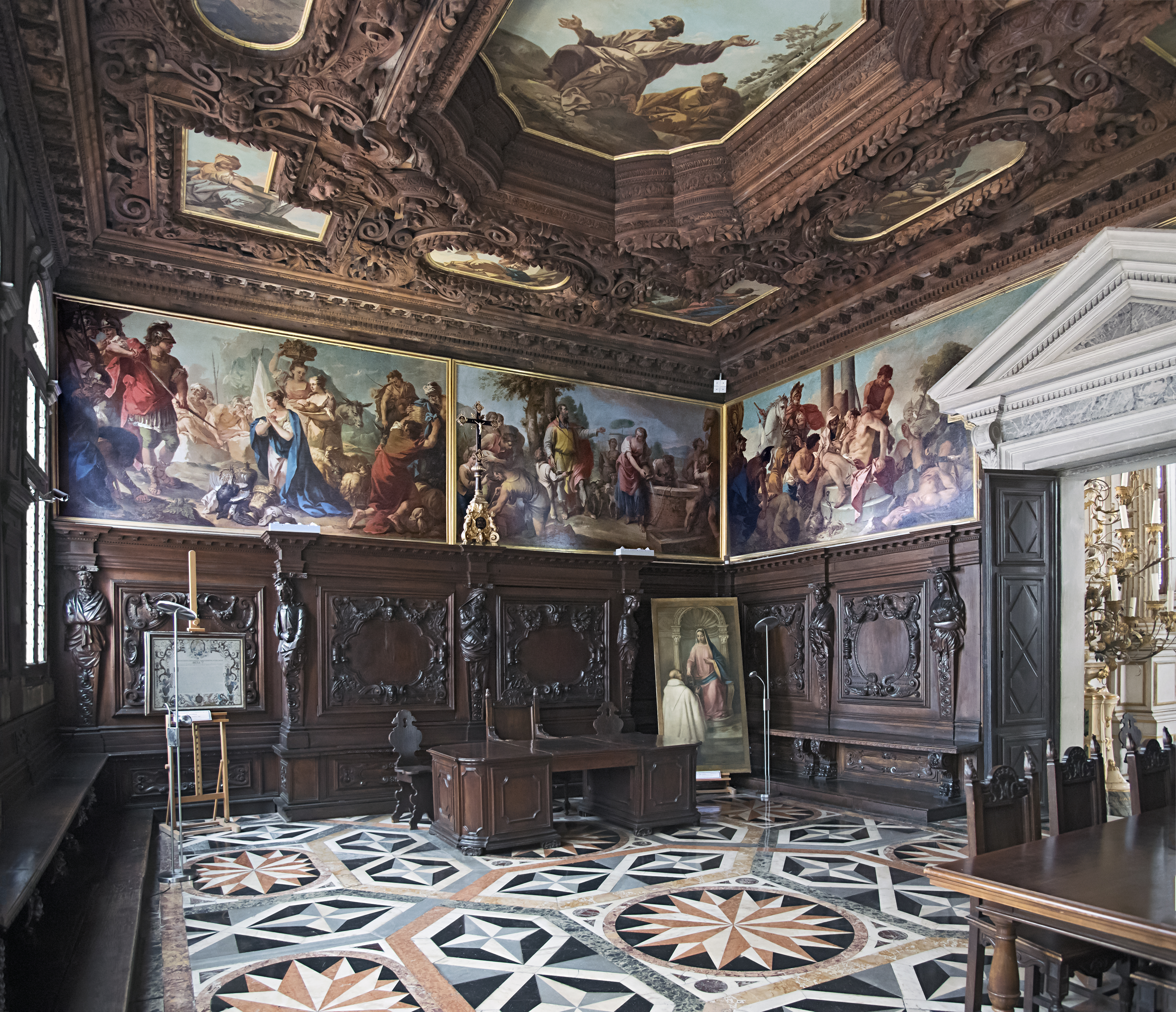
La sala dell'Archivio

##### Le pareti
La parte superiore delle pareti è decorata da un ciclo di tele a tema biblico che vede protagoniste le donne, con un chiaro riferimento mariano. Nella piccola propaggine che fa da anticamera tra l'Albergo e la Sala dell'Archivio si trova l'unica tela di un autore diverso e dal diverso effetto chiaroscurale, il notevole dipinto Giuditta e Oloferne di Giovanni Battista Piazzetta. Particolare la scelta iconografica dell'autore, riscontrabile in questo dipinto similmente come negli altri suoi dello stesso tema all'Accademia di San Luca, a Palazzo Corsini e un altro in collezione privata, di evitare le comuni rappresentazioni sanguinose e presentare Giuditta che osserva meditabonda Oloferne addormentato poco prima di ucciderlo. Sulla parete di fondo sono Abigail che placa il re Davide di Giustino Menescardi e Rebecca al pozzo di Gaetano Zompini. Sulla parete adiacente alla Sala Capitolare, è sagomato attorno al portale il Martirio dei Maccabei di Giustino Menescardi, dove la presenza femminile è data dalla figura sofferente della madre costretta a presenziare il supplizio dei suoi figli. Sulla parete verso la Sala dell'Albergo è un'altra opera di Gaetano Zompini, Esther sviene davanti ad Assuero.

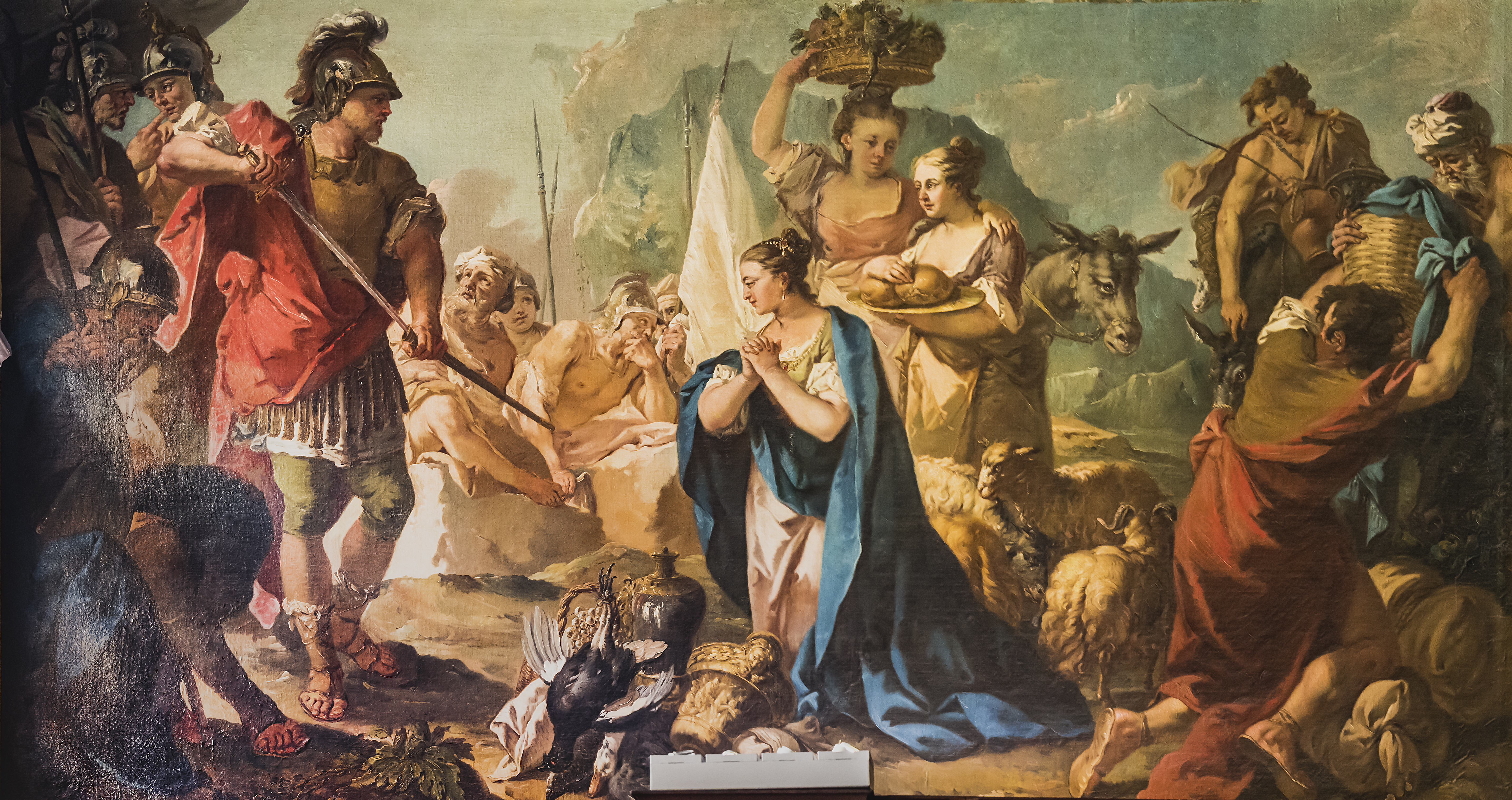
Abigail che placa il re Davide di Giustino Menescardi
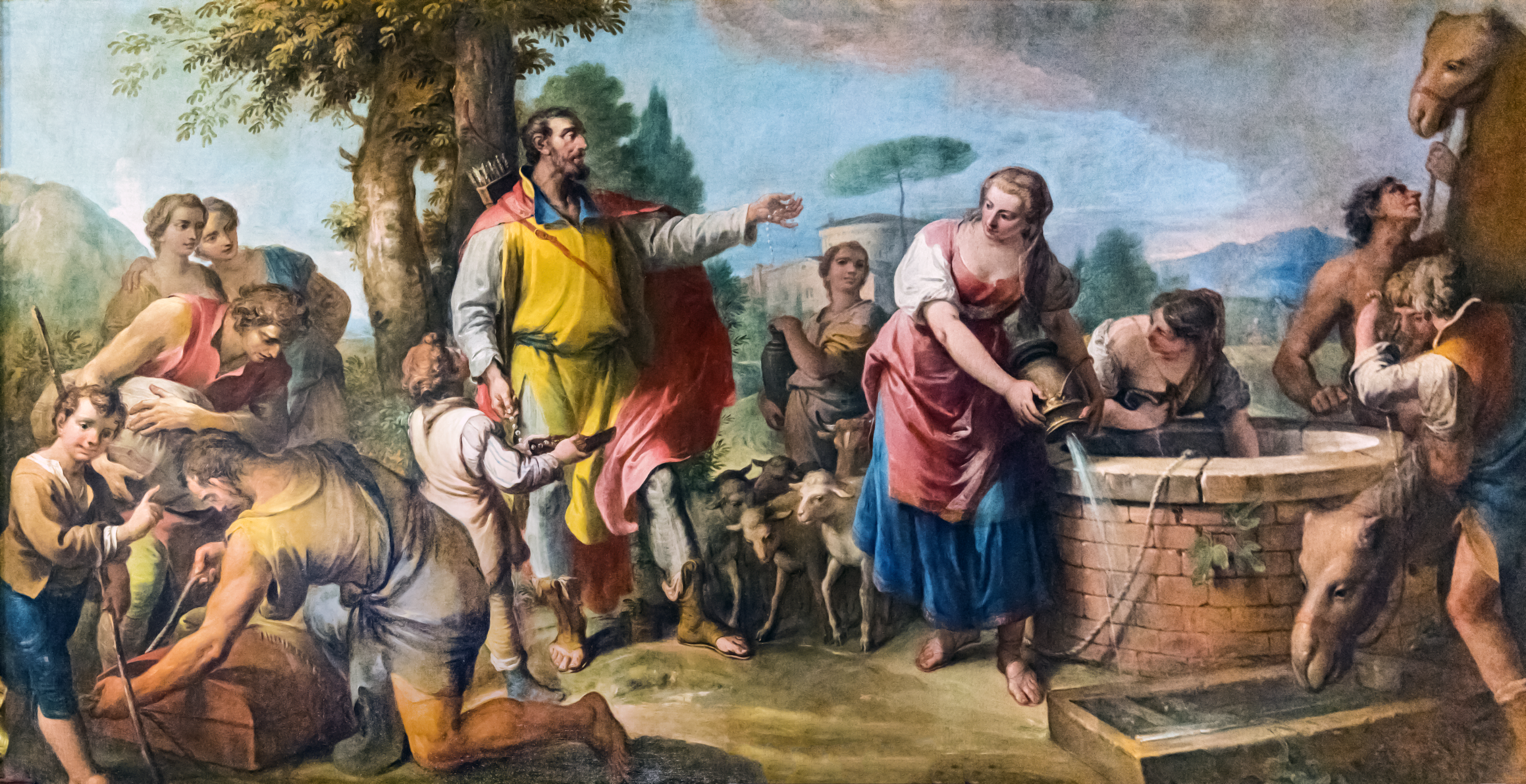
Rebecca al pozzo di Gaetano Zompini
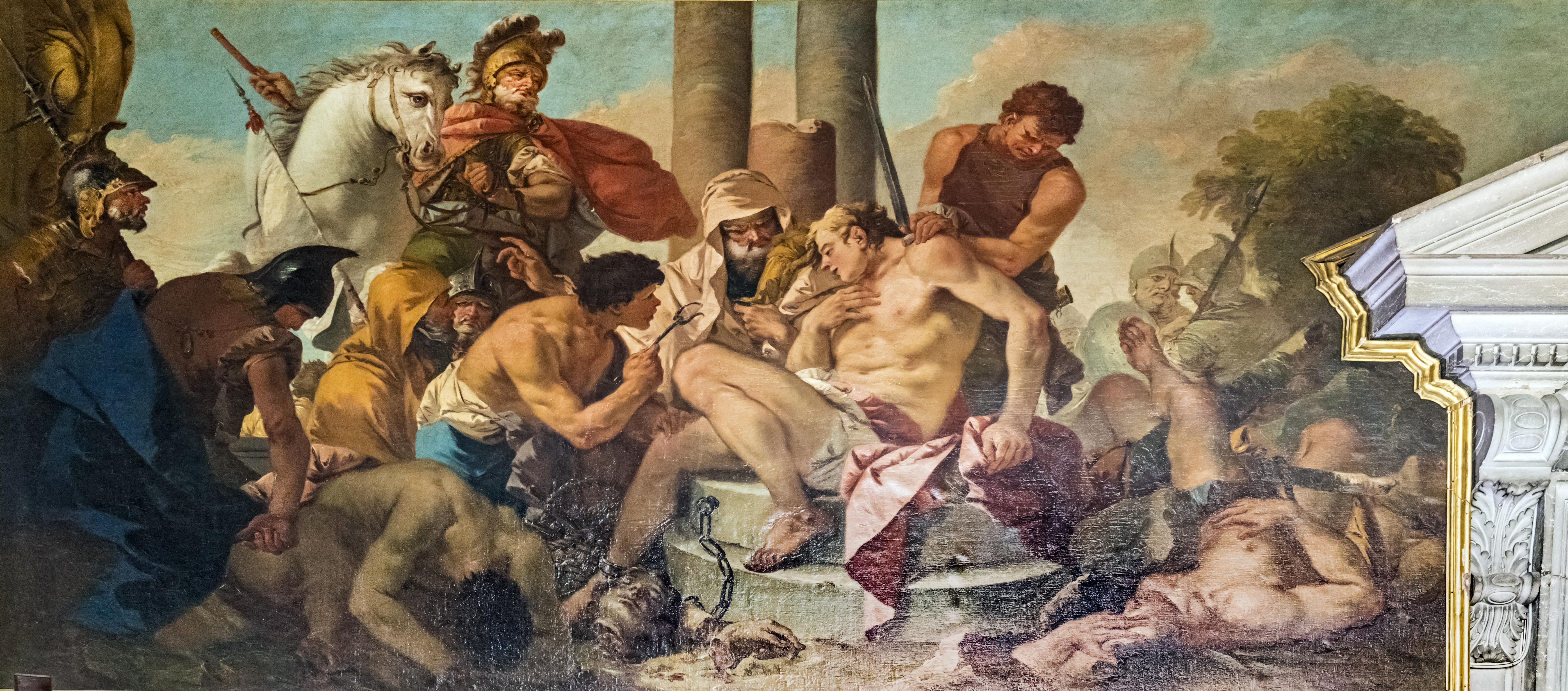
Martirio dei Maccabei di Giustino Menescardi
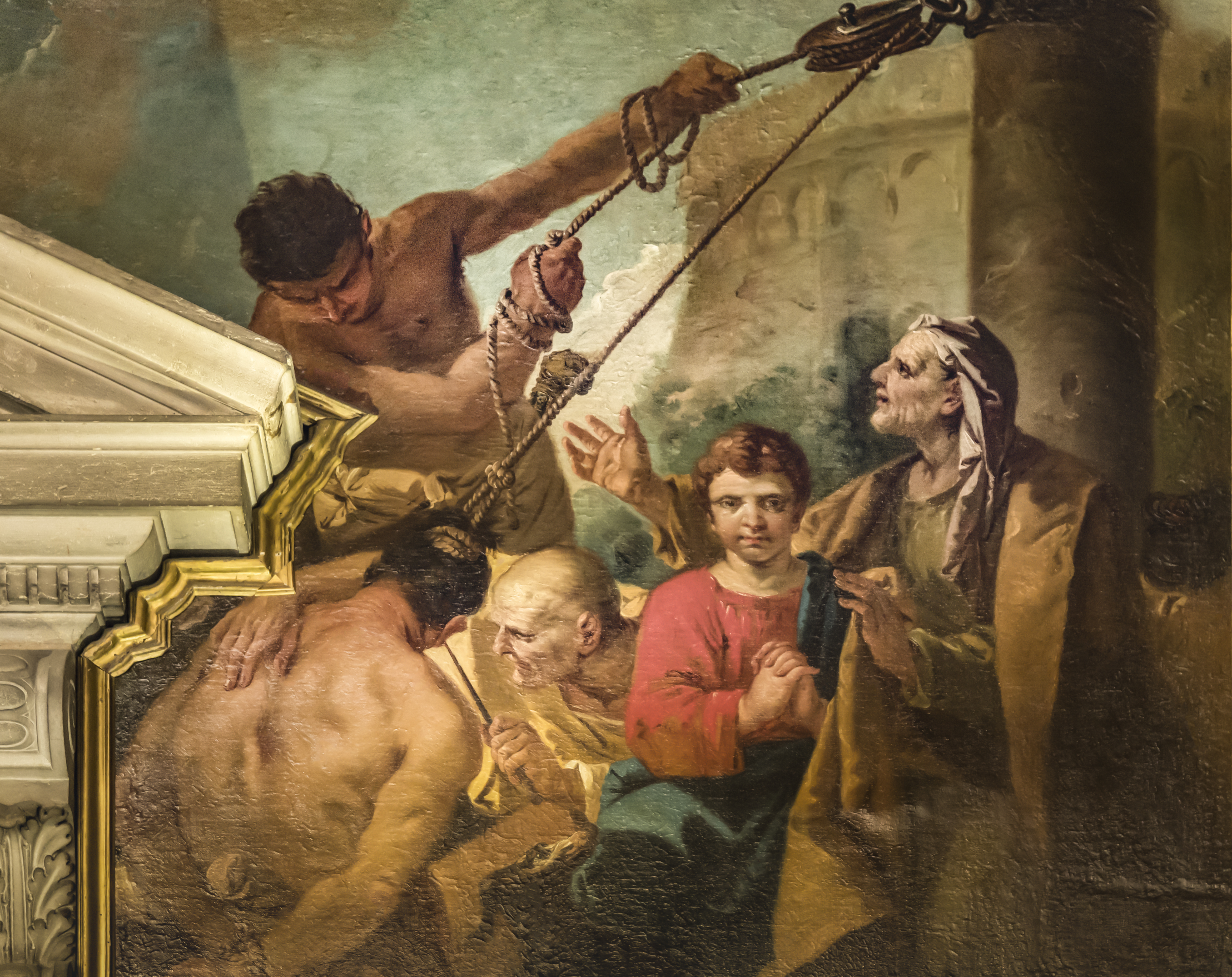
Martirio dei Maccabei e di Santa Salomé di Giustino Menescardi
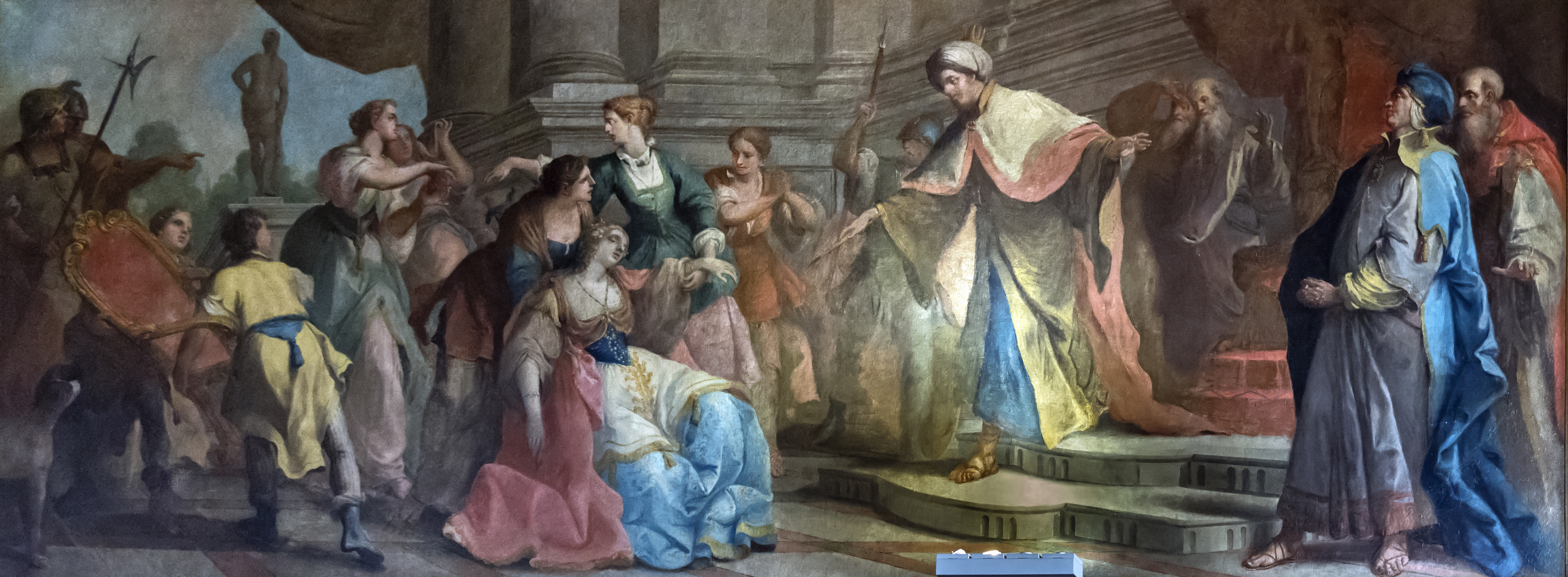
Esther sviene davanti ad Assuero di Gaetano Zompini

##### Il soffitto
Il progetto iconografico del soffitto è anch'esso del pittore veneto Gaetano Zompini, ma completamente dipinto dal Menescardi. La cospicua partizione a lacunari intagliata in legno che fa da cornice avrebbe dovuto essere dorata ma rimase incompiuta. Al centro è la tela de La Vergine appare al profeta Elia sul monte del Carmelo: anche qui la Vergine porge lo Scapolare ad Elia, che la tradizione vuole come ispiratore dell'ordine di Carmelitani; il terzo personaggio è probabilmente il profeta Eliseo. Sui comparti marginali più quello sopra l'anticamera, con sagomature svariate, mistilinee, ovali o angolari, sono nove tele rappresentanti le Sibille che reggono tavole, libri o cartigli che le identificano e riportano accenni delle loro profezie annuncianti la Vergine ed il Cristo.

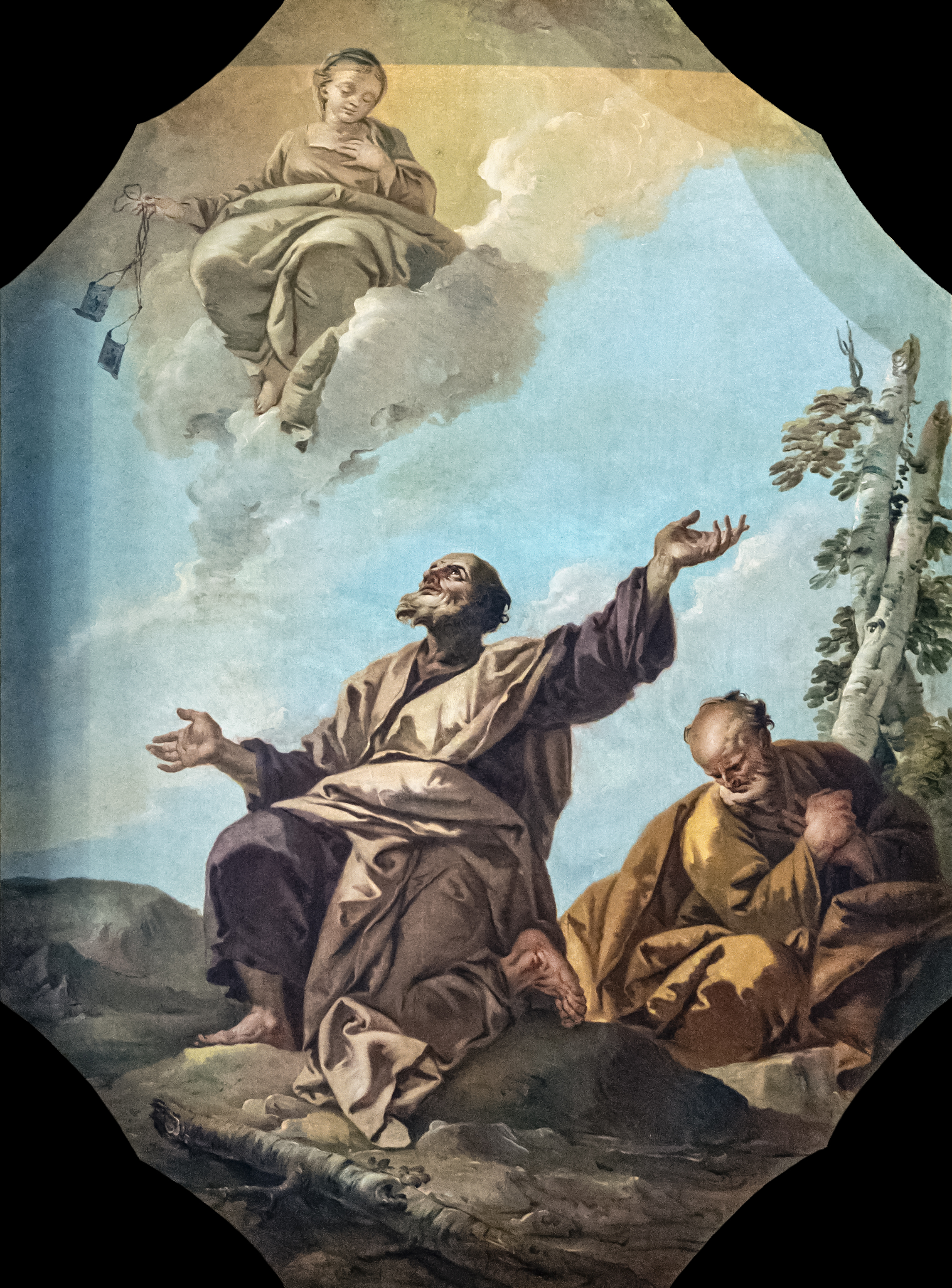
La vergine appare al profeta Elia sul monte del Carmelo di Giustino Menescardi
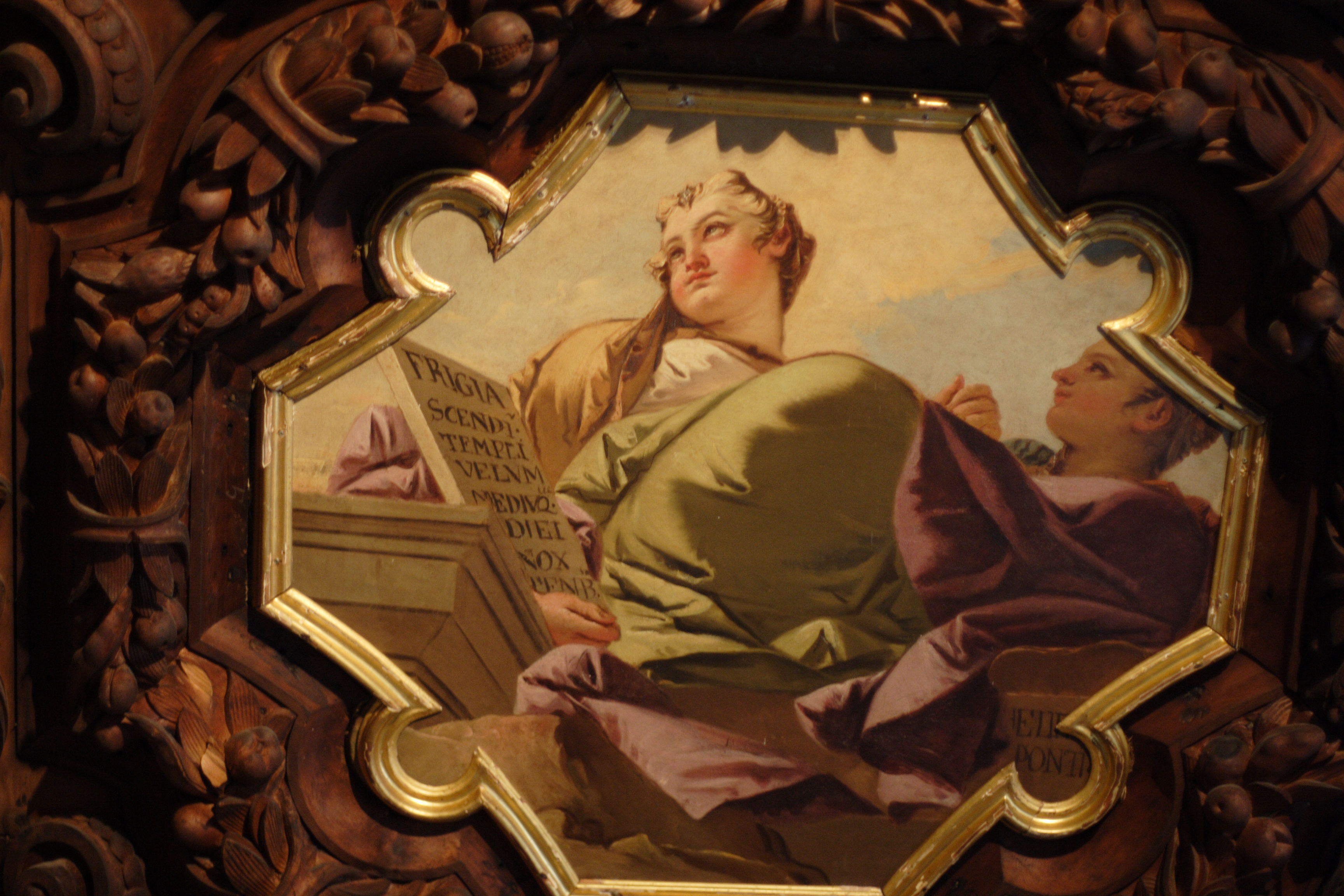
Sibilla Frigia di Giustino Menescardi
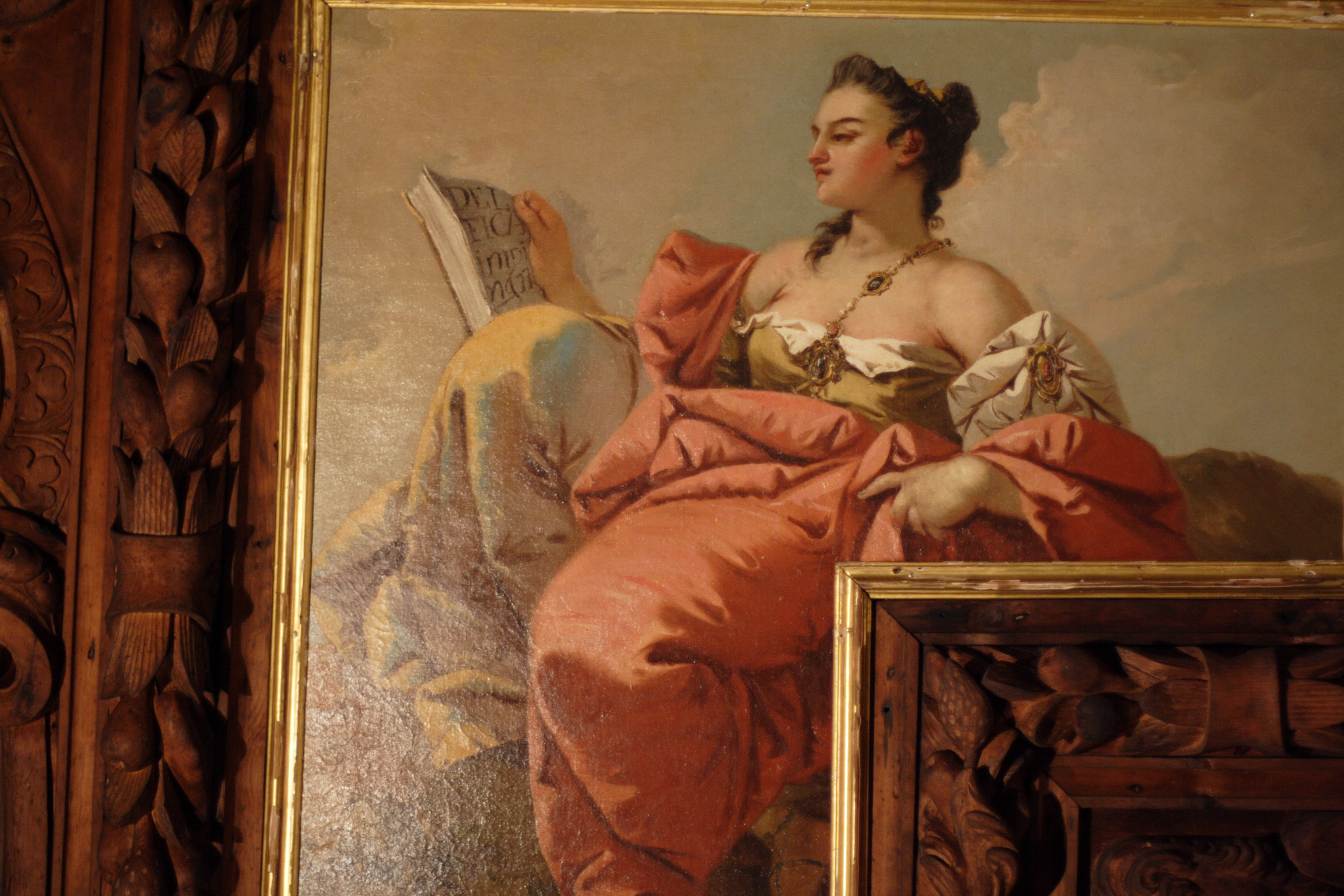
Sibilla Delfica di Giustino Menescardi
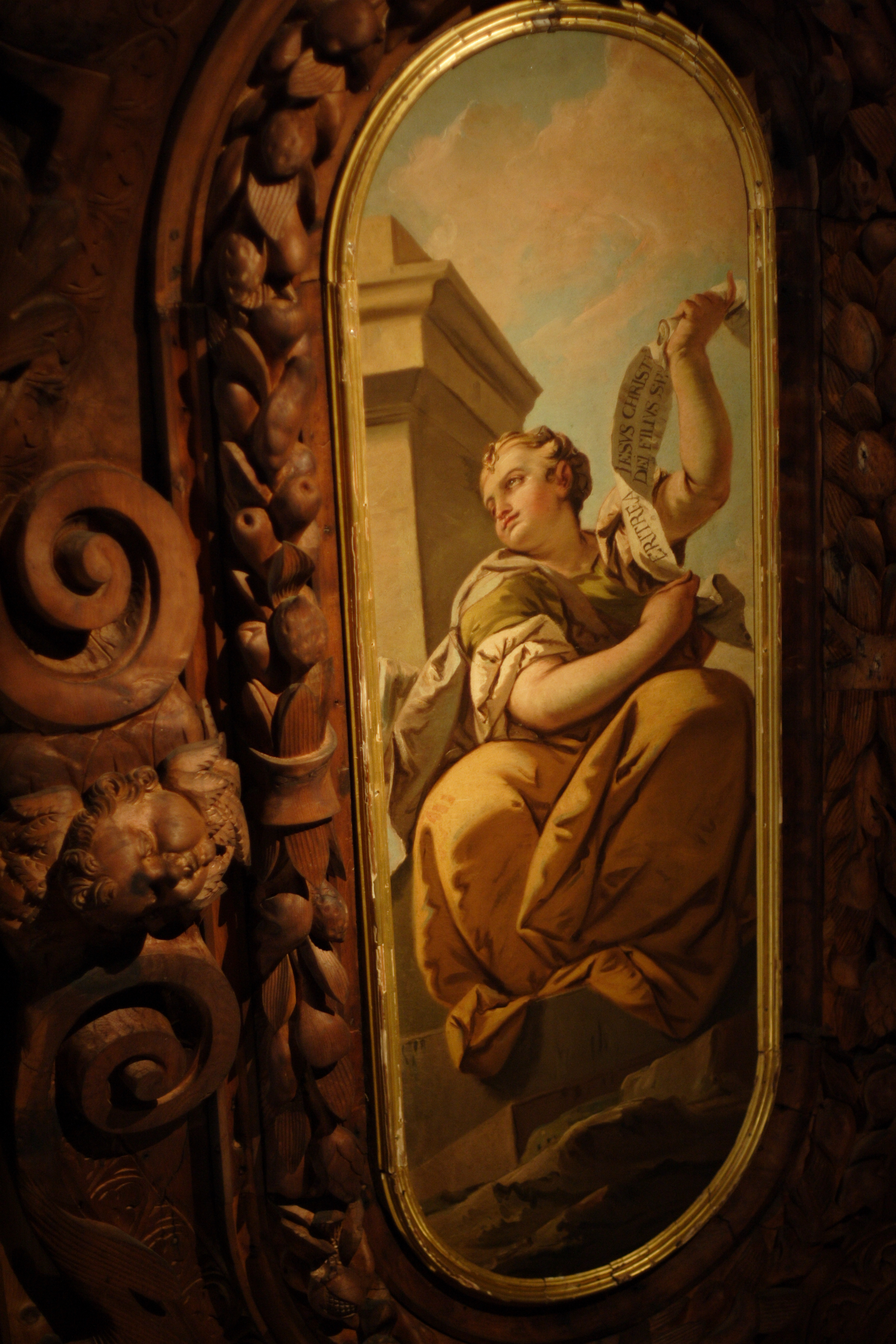
Sibilla Eritrea di Giustino Menescardi

#### Sala dell'Albergo[52]
Dalla Sala Capitolare attraverso la porta a sinistra dello scalone si accede alla Sala dell'Albergo. La Sala, diversamente dalla tradizione, non fu adibita all'ospitalità di poveri e pellegrini ma alle riunioni della cancelleria. Illuminata dal ritaglio squadrato dei finestroni della facciata sud e anche questa dalla lunga polifora laterale, è ornata con un pavimento ad intarsi di marmi policromi simili a quelli dell'archivio e circondata da stalli di noce. Gli stalli sono riccamente scolpiti con pannelli formati da semicolonne sormontate da un timpano centinato spezzato affiancati da festoni verticali sorretti da teste di putto ed intercalati dalle più alte semicolonne che sorreggono il cornicione di chiusura. La sala è adibita anche a piccolo museo della Scuola: vi sono esposti l'antico stendardo della Scuola e dentro quattro vetrinette gli antichi arredi argentei ed altri paramenti sacri.

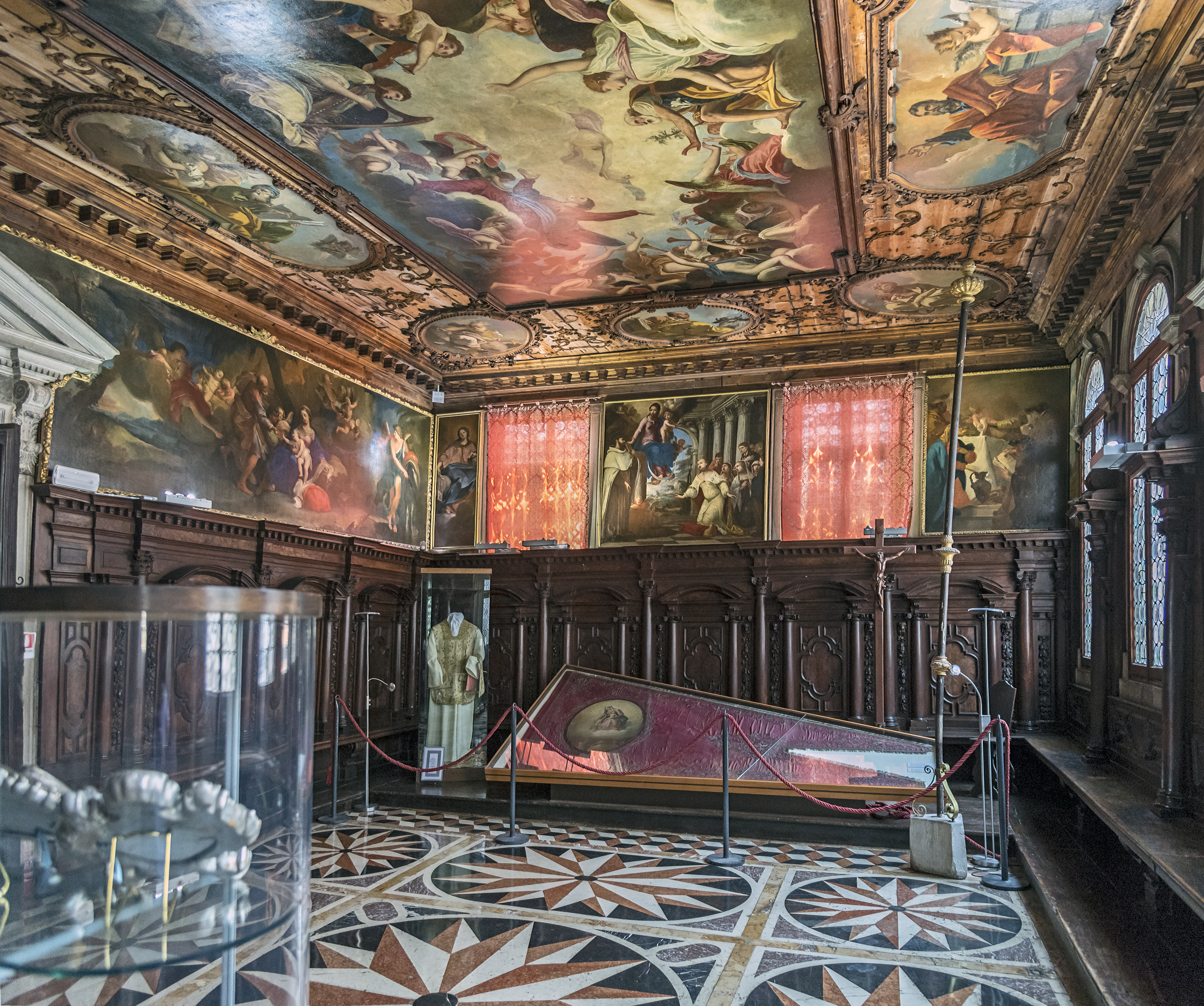
La Sala dell'Albergo con lo stendardo della Scuola
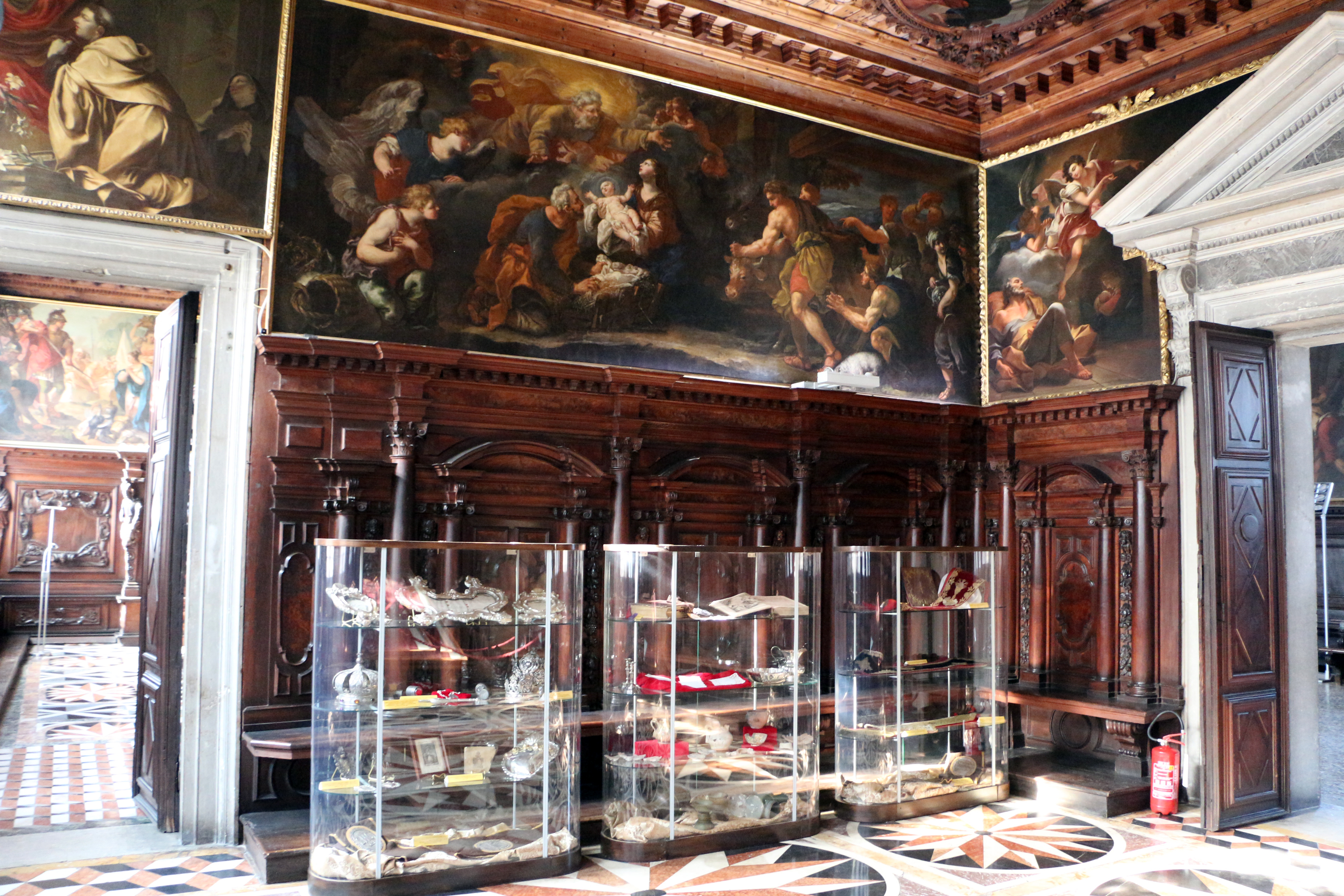
La Sala dell'Albergo, nelle vetrine reliquie e arredi sacri

##### Il soffitto
L'elaborata cornice lignea del soffitto, opera di Francesco Lucchini (1740 c.), sviluppata in volumi più leggeri tendenti al gusto rococò, è purtroppo rimasta incompleta delle dipinture e dorature. Al centro fu posta l'Assunzione della Vergine realizzata tra il 1634 ed il 1636 da Alessandro Varotari detto il Padovanino, spostata dalla Sala Capitolare quando ne fu commissionato il rifacimento a Tiepolo. Accosto al centro è la Vergine sospinta da putti alati verso il Padre ed il Figlio nella luce del cielo; fa corona su tutti i lati una gloria di angeli musicanti e sul lato opposto alla Madonna un vecchio con un ramo d'ulivo rappresenta il profeta Elia, considerato il capostipite biblico dei Carmelitani. 
Nei comparti minori posti a contorno sono poste le tele di Giustino Menescardi (1751-53) eseguite sullo stesso progetto dello Zompini che comprendeva anche la Sala dell'Archivio. La scelta di dipingere i quattro Evangelisti, nei comparti mistilinei disposti a croce sui lati è piuttosto canonica, peculiare è invece l'aggiunta agli angoli di altrettanti profeti negli ovali sugli angoli: un'opzione di culto mariano specifica della Scuola. David sta a ricordare la genealogia della Vergine e gli altri tre stanno a ricordare con le loro profezie i privilegi teologici di Maria: Isaia in riferimento alla maternità verginale, Geremia in riferimento alla maternità divina ed Ezechiele in riferimento alla verginità dopo il parto.

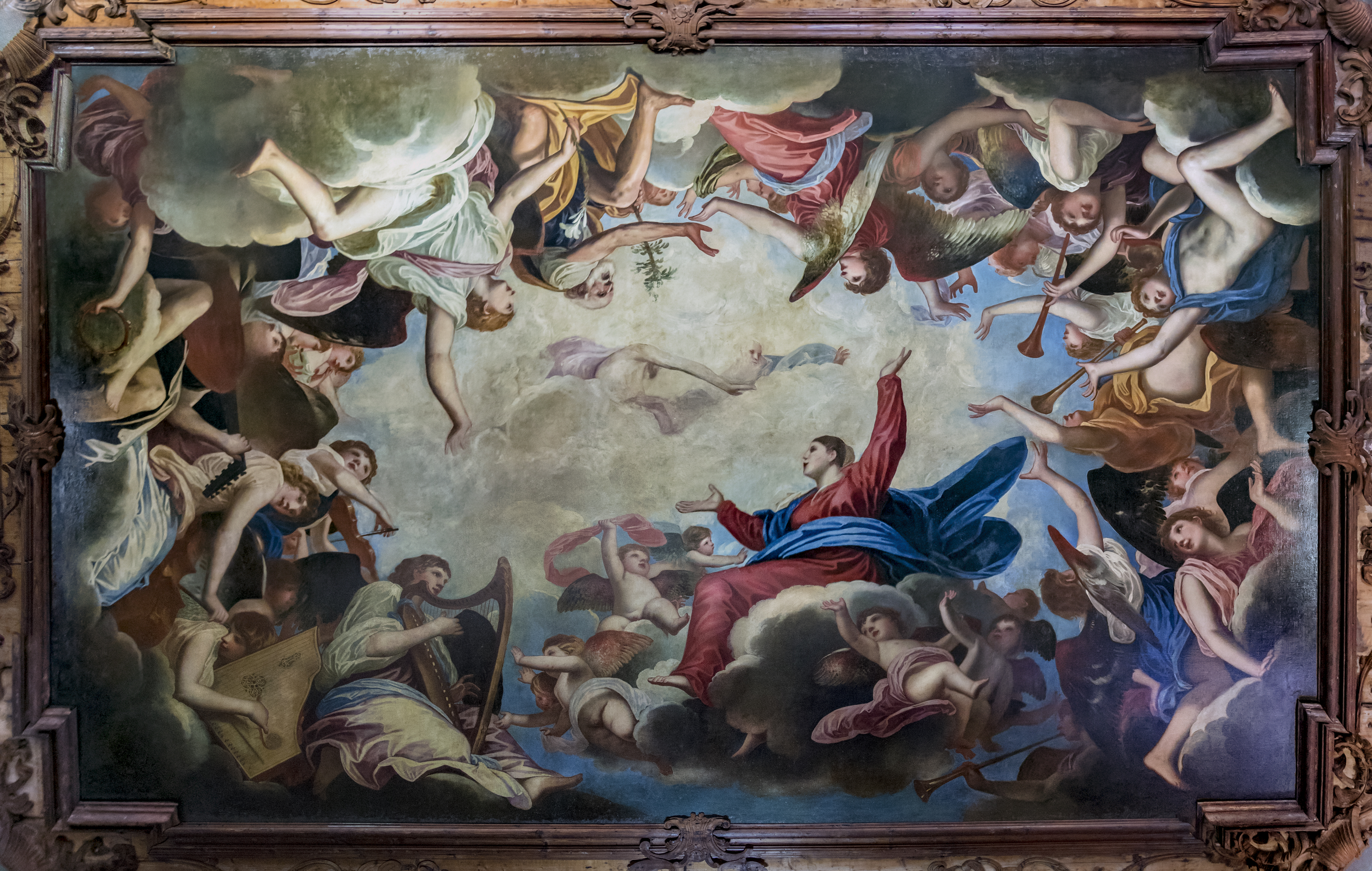
Assunzione della Vergine di Alessandro Varotari
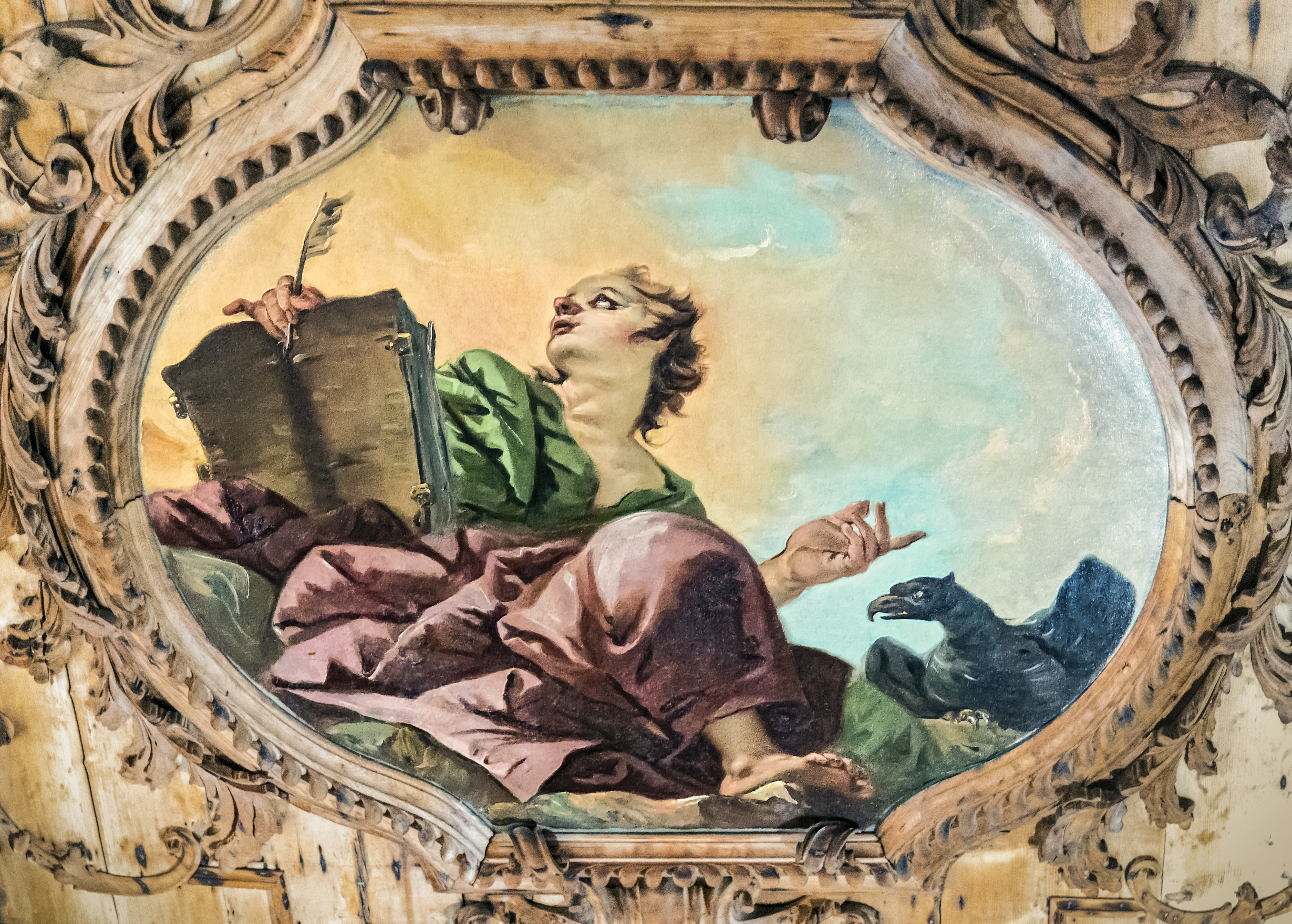
San Giovanni di Giustino Menescardi
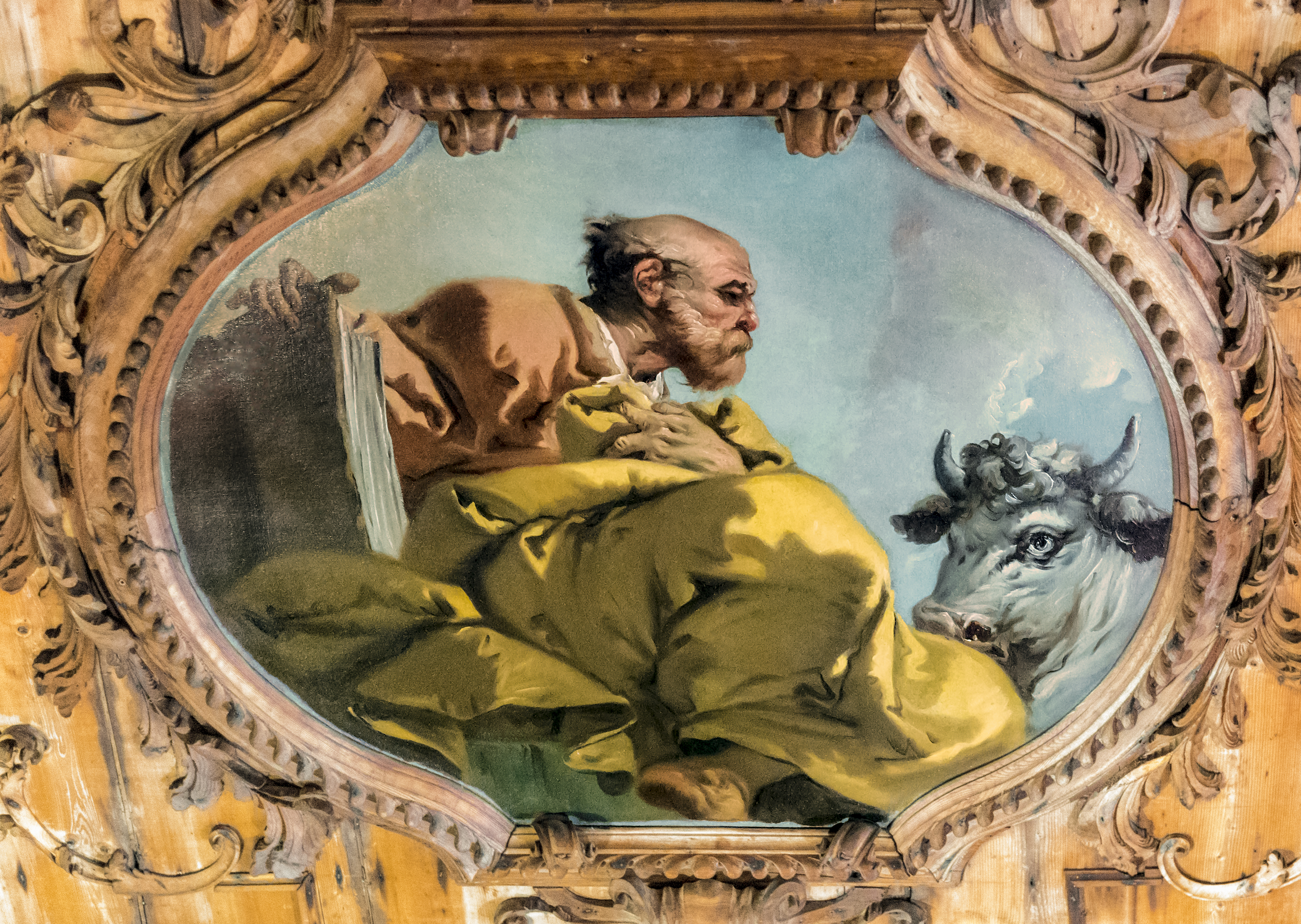
San Luca di Giustino Menescardi

##### Le pareti
Sopra gli stalli la sala è interamente coperta di dipinti parzialmente preesistenti al compimento del soffitto e presenta un minore intento di omogeneità iconografica rispetto alle altre sale. Sulla parete tra le due finestre della facciata sud sono tre tele di un autore anonimo dei primi del settecento; la Vergine degli scapolari, l'Allegoria di Venezia inginocchiata davanti alla Vergine e la Presentazione di Gesù al tempio. Sulla parete attorno al portale verso la Sala Capitolare i due episodi del Sogno di Giuseppe e il Riposo in Egitto dipinti da Antonio Balestra nel 1703, notevoli per la capacità compositiva ed il forte cromatismo certamente ispirati dagli studi romani presso Carlo Maratta. Sulla parete adiacente alla Sala dell'Archivio, la Vergine consegna lo scapolare a Sant'Alberto degli Abati, di autore anonimo del XVII secolo, e l'Adorazione dei pastori (1697) di Ambrogio Bon, composto tra la luminosità delle figure divine ed il digradare dal chiaroscuro fino alla penombra degli astanti.

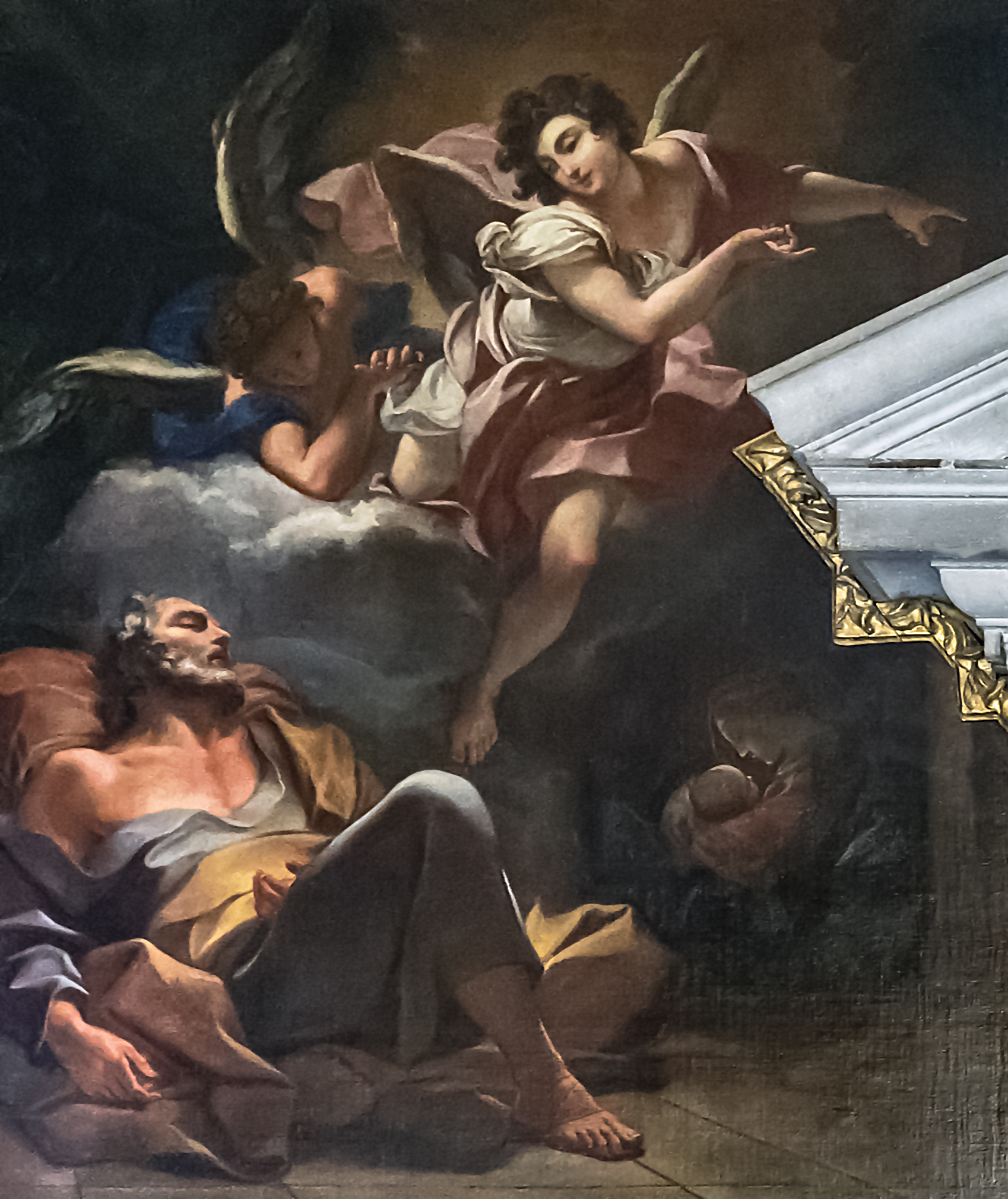
Il sogno di Giuseppe di Antonio Balestra
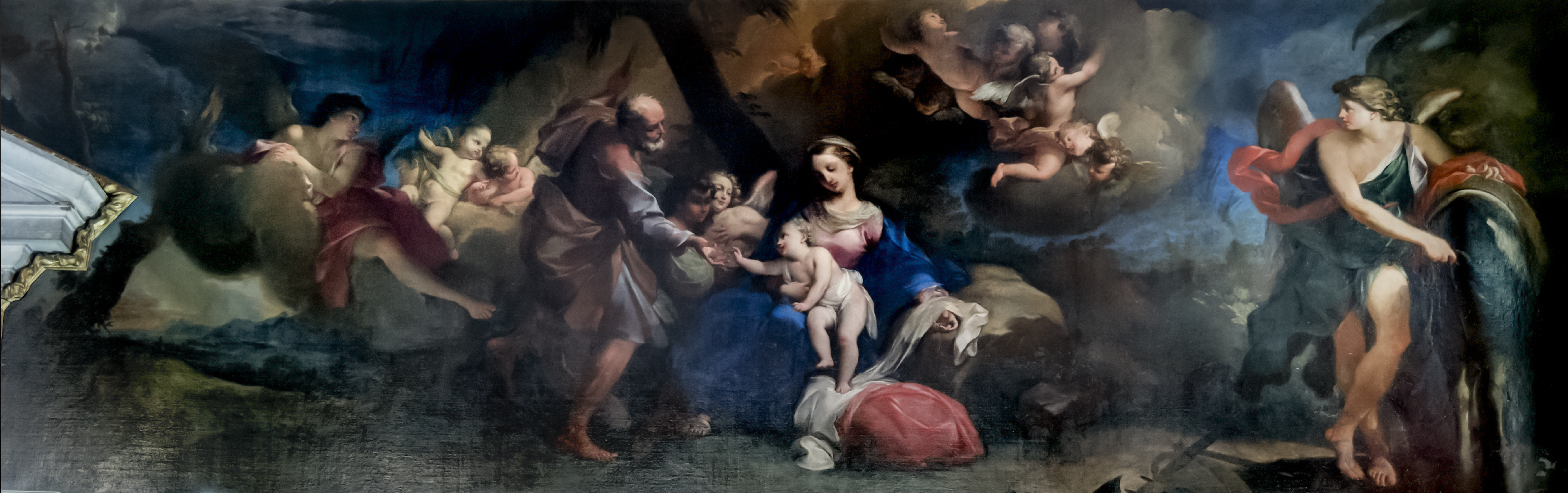
Riposo in Egitto di Antonio Balestra
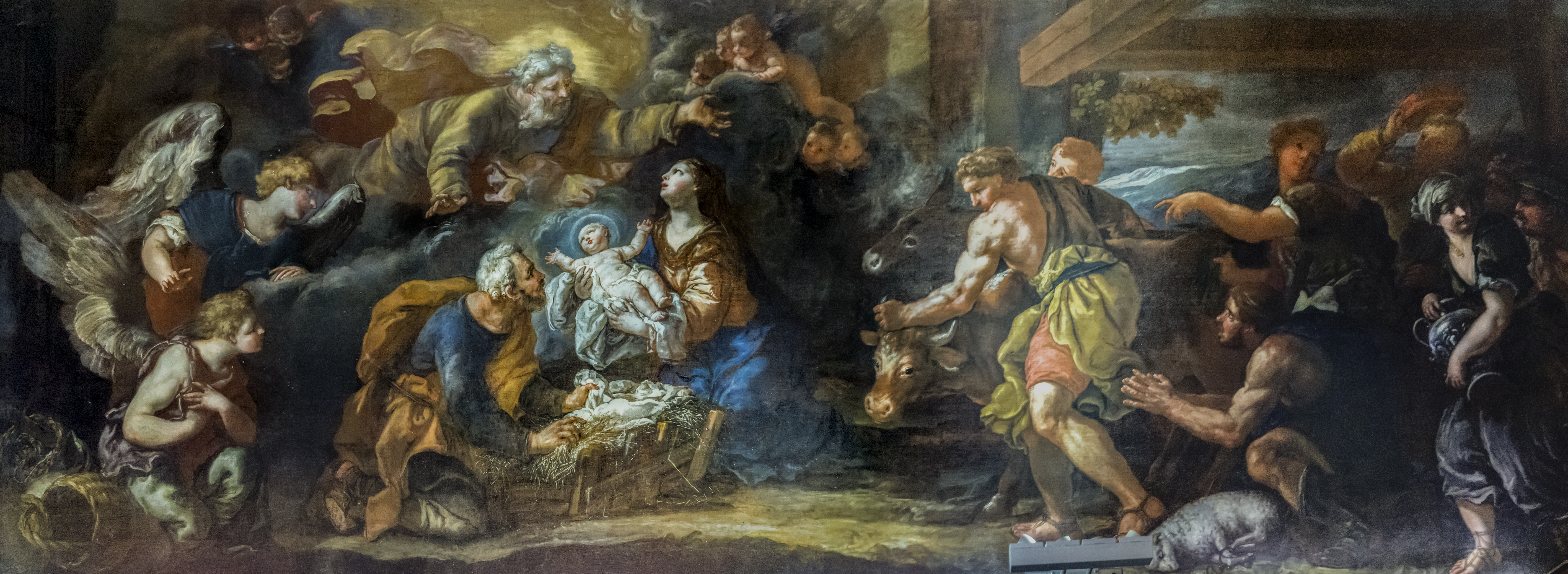
Adorazione dei pastori di Ambrogio Bon